# Völker, Gruppierungen und Einzelwesen im Doctor-Who-Universum
Diese Liste beschreibt die wichtigsten Völker, Gruppierungen und Einzelwesen aus der britischen Science-Fiction-Fernsehserie Doctor Who.

## Timelords
Die Timelords (auch Time Lords, in der Serie teilweise als Zeitwanderer, im Film von 1996 als Technoten und Herren der Zeit übersetzt) sind eine Kaste einer humanoiden Spezies und gehören zu den mächtigsten und ältesten Wesen des Universums. Der Doktor, die Hauptfigur der Serie, gehört ihr an. Ihr Heimatplanet ist Gallifrey, für den ein tieforangener Himmel mit zwei Sonnen, die rote Farbe des Grases und die silbernen Blätter der Bäume charakteristisch sind. Dort gibt es mindestens einen Kontinent, den Kontinent des wilden Unterfangens, auf dem sich die Berge von Trost und Einsamkeit sowie die Zitadelle der Timelords befinden. In grauer Vorzeit gelang es einem der Vorfahren der Timelords, Omega, eine Supernova zu zünden und zusammen mit Rassilon die Macht über die Zeit zu erlangen. Die Supernova erzeugte ein Schwarzes Loch, das „Auge der Harmonie“, dessen hohe Energiedichte Zeitreisen ermöglichte. Omega war nach der Explosion der Sonne im Auge der Harmonie gefangen. Im Alter von acht Jahren werden die jungen Timelords einem Initiationsritus unterzogen, während dessen sie in das Auge der Harmonie blicken und von diesem Erlebnis in den meisten Fällen schwer traumatisiert werden. Wer den Ritus übersteht, wählt einen neuen Namen und besucht die Akademie, um die Regeln des Zeitreisens zu erlernen. Eine der wichtigsten Regeln ist es, sich nicht in Vergangenheit und Zukunft einzumischen, was der Doktor jedoch wiederholt ignoriert. Dem Zweiten Doktor wird dies zum Verhängnis, der Dritte Doktor wird infolgedessen ins Exil auf die Erde geschickt. Eine weitere Aufgabe der Timelords ist es, Paradoxien (Risse in der Zeit) zu reparieren, die entstehen, wenn ein Timelord seinem Ich aus einer anderen Zeitlinie begegnet. Jedem Timelord ist es nach eigentlich tödlichen Verletzungen möglich, sich bis zu zwölfmal zu regenerieren, dabei verändern sie ihr Aussehen und in der Regel auch ihre Persönlichkeit. Es ist ihm aber möglich, seine Regeneration so zu steuern, dass auch mehr Regenerationen möglich sind. So ist beispielsweise der Master in mindestens 15 Regenerationen aufgetreten; wie ihm das gelingt, ist bislang unbekannt. Im Film von 1996 wird dargestellt, dass der Master als körperloses Wesen versucht, den Körper des Doktors in Besitz zu nehmen, um länger zu leben. Offen bleibt, ob und wie ihm das gelungen ist oder wie es dem Master möglich war, weitere Regenerationen durchzustehen. Eine Existenz als körperloses Wesen nach der 13. Regeneration ist nämlich laut Film nicht bei jedem Timelord gesichert. Auch der Doktor hat das scheinbare Maximum von zwölf Regenerationen bereits überschritten.
Im letzten Ewigen Krieg (original: The Last Great Time War) zwischen Daleks und Timelords wurden beide Spezies fast gänzlich ausgelöscht, lediglich der Doktor scheint diesen Krieg überlebt zu haben. Er ist nun dazu gezwungen, seine TARDIS unabhängig von seinem Heimatplaneten mit Energie zu versorgen. Im Verlauf der Serie stellt sich heraus, dass der Doktor, um die Timelords daran zu hindern, das Universum zu zerstören, den ganzen Ewigen Krieg in ein Zeitschloss eingeschlossen hat. In der Folge N 7.15 Der Tag des Doktors werden jedoch die wahren Ereignisse des letzten Tages des ewigen Krieges bekannt. Der Kriegsdoktor kann von seiner zehnten und elften Inkarnation davon überzeugt werden Gallifrey nicht zu zerstören. Stattdessen gelingt es ihnen Gallifrey einzufrieren, während sich die Dalek-Flotte über dem Planeten selbst zerstört. Aufgrund der sich überschneidenden Zeitlinien seiner verschiedenen Inkarnationen verlieren die beiden jüngeren Doktoren jedoch ihre Erinnerungen und gehen deshalb fälschlicherweise von der Zerstörung Gallifreys durch ihre Hand aus. Lediglich der elfte Doktor kann sich an die tatsächlichen Ereignisse erinnern. Irgendwann nach den Ereignissen von N 7.16 Die Zeit des Doktors gelang es den Timelords Gallifrey, aus dem eingefrorenen Moment heraus, ins Universum zurückzubringen. Wie in N 9.12 In Teufels Küche erklärt, wurde der Planet an das zeitliche Ende des Universums gesetzt, um einen erneuten Ausbruch des Ewigen Krieges zu verhindern.

### Der Master
Der Master (in einigen Folgen mit älterer Übersetzung auch Der Meister) ist ein Timelord und ständiger Widersacher des Doktors, der allerdings aus Eigennutz und um sich selbst zu retten manchmal scheinbar/teilweise mit dem Doktor kooperiert. Es ist bekannt, dass der Master bereits mindestens 15 Regenerationen hinter sich gebracht hat, wovon in der Serie jedoch nur fünf Inkarnationen durch Regeneration sowie zwei Inbesitznahmen von humanoiden Wesen dargestellt werden. Diese wurden von insgesamt neun Darstellern verkörpert.
Neben den Daleks und den Cybermen ist der Master der am häufigsten wiederkehrende Gegenspieler des Doktors. Seit seinem ersten Auftritt 1971 – und damit während der Zeit des dritten Doktors – haben lediglich der neunte und der elfte Doktor keine Konfrontation mit dem Master erlebt.

#### Erste Inkarnation
Die erste Inkarnation des Masters als achtjähriger Junge (gespielt von: William Hughes) ist sowohl im Dreiteiler am Ende der dritten Staffel der Neuauflage, als auch in Das Ende der Zeit in einer Rückblende in die Kindheit des Masters zu sehen.

#### Roger Delgado als Master
Roger Delgado spielte den Master in einer nicht näher bekannten Inkarnation. Erstmals taucht der Master in der Folge 8.01-8.04 Terror oft Autons auf in der er das Nestene-Bewusstsein wieder zum Leben erweckt. Delgado spielte die Rolle bis kurz vor seinem plötzlichen Tod, in acht Folgen der Serie. Sein letzter Auftritt war in 10.9-10.14 Frontier in Space.

#### 13. Inkarnation und Übernahme eines Körpers
Die klar so bezeichnete 13. Inkarnation tritt erstmals in der Folge 14.9-14.12 The Deadly Assassin auf und wird von Peter Pratt verkörpert. Die möglichen Regenerationen hat der Master in dieser Inkarnation bereits verbraucht und ist daher über die Jahre stark gealtert und besitzt nur noch eine ausgemergelte Hülle. Mit Hilfe des Auges der Harmonie versucht er sich wiederherzustellen, was schließlich aber vom Doktor verhindert wird. Dieselbe Inkarnation, allerdings gespielt von Geoffrey Beevers, erscheint in der Folge 18.21-18.24 The Keeper of Traken. Wie später in Doctor Who – Der Film nimmt er den Körper einer fremden Person (gespielt von Anthony Ainley), in Besitz und versucht dadurch seine Leben zu erhalten und sich weiter regenerieren zu können.

#### Anthony Ainley als Master
Anthony Ainley verkörperte den Master zuerst in Staffel 18 und tritt auch in den folgenden Staffeln immer wieder auf.
Sein letzter Auftritt ist in der Folge Der Tod auf leisen Sohlen, die gleichzeitig die letzte Folge der 26. Staffel vor der Absetzung der alten Serie darstellte.
Insgesamt gilt er als die Inkarnation, die die meisten Inkarnationen des Doktors getroffen hat.
Zu Beginn noch als freundlicher Mann auftretend, wird der Aristokrat mit dem Namen Tremas am Ende der Folge Der Wächter von Traken von der dreizehnten Inkarnation des Masters gelähmt und als neuer Körper übernommen. Allerdings versucht er trotzdem, seine Lebenszeit zu verlängern.
In der Folge Logopolis verbündet er sich kurzzeitig mit dem Doktor, verrät ihn jedoch und sorgt dafür, dass er von einer Radarantenne stürzt und so die Regeneration seines Widersachers bewirkt.
Vor allem dem fünften Doktor macht er mehr als einmal Ärger: In der Folge Castrovalva lässt er ein Entspannungresort zu einem chaotischen Durcheinander mutieren. In der Folge Feuerplanet ergreift er einerseits von Kamelion Besitz, wodurch dieser sich selbst zerstört und versucht andererseits, sich aufgrund eines missglückten Experiments wieder zu vergrößern, wird aber vom Doktor aufgehalten und verbrennt bei lebendigem Leib. In der Folge Die Höhlen von Androzani ist er während der Regeneration des Doktors zu hören und fordert diesen auf, zu sterben.
Dem sechsten Doktor hilft er jedoch als dieser vom Valeyard vor den Timelords angeklagt werden soll, und lotst seinen Widersacher in die Matrix, wo er mit ihm den Valeyard aufhält, entkommt jedoch am Ende wieder.
In der letzten Folge der alten Serie trifft er letztlich auf die siebte Inkarnation des Doktors (gespielt von Sylvester McCoy), wobei er dem Einfluss von raubtierähnlicher Manie unterliegt, und den Doktor in eine andere Dimension zieht, um ihn auszuschalten. Als der Doktor jedoch mit den Worten If we fight like animals, we die like animals! (Im Deutschen: Wenn wir wie Tiere kämpfen, sterben wir wie Tiere!) wieder auf die Erde entkommt, bleibt der Master zurück.
Sein Schicksal ist und bleibt ungeklärt, da einerseits danach die Serie abgesetzt wurde und andererseits Ainley später verstarb. Seine Inkarnation ist bisher die einzige – bis auf die aktuelle und die Delgado-Inkartion – die keine Hörspielreihe bei Big-Finish hat.
Wie ebenfalls die Inkarnation von Roger Delgado nutzt Ainleys Inkarnation den TCE (Tissue-Compression-Eliminator; zu deutsch: Größenkompressionseliminator), den in der neuen Serie auch die von Sacha Dhawan verkörperte Inkarnation des Masters nutzt.
Die Persönlichkeit dieser Inkarnation lässt sich ähnlich zu jener von Delgado betrachten, besitzt jedoch auch vielerlei andere Eigenschaften. So hilft er zwar dem Doktor, verrät ihn aber auch wenn sein muss. Seine soziopathische Ader bekommt vor allem Peri Brown zu spüren, die er versucht zu manipulieren. Am Ende der letzten Folge der Serie zeigt sich vor allem seine wilde, unkontrollierte Seite, die ihm schließlich auch zum Verhängnis wird.

#### Der Master in Doctor Who – Der Film
Es wird im Film von 1996 ausdrücklich darauf verwiesen, dass es sich hierbei nicht um eine neue Inkarnation handelt, da er nach wie vor alle 13 Leben hinter sich gebracht hat. Süffisant merkt der Doktor aber an, dass sich der Master noch nie sonderlich für die Regeln der Timelords interessiert habe. Nachdem der Master von den Daleks hingerichtet wurde, ergreift das körperlose Wesen des Masters Besitz von einem Menschen (verkörpert von Eric Roberts). Da ein menschlicher Körper die Präsenz eines Timelords nicht lange aushalten kann, versucht er den Körper des Doktors zu erhalten. Das Zusammentreffen beider endet damit, dass der Master vom Auge der Harmonie der TARDIS verschluckt wird. Trotz der vorangegangenen Ereignisse muss es dem Master jedoch gelungen sein, dem Schwarzen Loch zu entkommen und sich einen neuen Timelord-Körper anzueignen, denn viele Jahre später erscheint eine neue Inkarnation:

#### Professor Yana
In der Folge N 3.12 Utopia tritt eine weitere Inkarnation auf, gespielt von Derek Jacobi. Der Master ist hier als alter menschlicher Professor dargestellt, der sich aufgrund eines Schutzmechanismus nicht mehr an sein Leben als Timelord erinnern kann: Seine Timelord-DNS wurde vollständig durch menschliche DNS überschrieben und der so entstandene Mensch erhielt eine Scheinexistenz, die sein ganzes Bewusstsein und seine persönlichen Erinnerungen durch neue, menschliche, ersetzte. Durch diese perfekte Täuschung konnte er der Vernichtung der Timelords im letzten großen Zeitkrieg entgehen. Seit Jahrzehnten arbeitet der gutmütige alte Wissenschaftler nun daran, den letzten überlebenden Menschen mit einem selbstkonstruierten Raumschiff einen Weg in das sagenhafte Utopia zu bahnen, um sie vor dem sicheren Tod am Ende des Universums zu retten. Nur in seinen nächtlichen Träumen wird er gelegentlich an sein Leben als Timelord erinnert. Sein von seinem Körper abgespaltenes Timelord-Bewusstsein konservierte er in einem als alte Taschenuhr getarnten Behältnis. Erst durch das Öffnen des scheinbar kaputten Relikts könnte er seine Erinnerungen zurückerhalten. So führt er im Jahr 3 Billionen das Leben als unscheinbarer Professor Yana, bis Martha in seiner alten (mit gallifreyischen Schriftzeichen verzierten) Taschenuhr den Tarnmechanismus wiedererkennt, den der Doktor in ihrem Beisein selbst schon einmal angewandt hatte (Folgen N 3.08–3.09 Die Natur des Menschen / Blutsbande). Nachdem seine Aufmerksamkeit einmal auf die alte Uhr gelenkt wurde, wecken verschiedene von Martha, Captain Jack und dem Doktor erwähnte Begriffe zunehmend seine Neugierde und füllen Erinnerungslücken. Als er die Taschenuhr zum Ende der Folge schließlich öffnet, kehrt er umgehend zu seiner tatsächlichen Identität zurück und versucht, den Doktor und seine Begleiter zu töten. Bei dem Versuch wird er von seiner treuen Assistentin Chanto durch eine Schussverletzung aufgehalten. Der Master bringt sich daraufhin mit der TARDIS des Doktors in Sicherheit und regeneriert zu seiner nächsten Inkarnation. Utopia stellt sich als Lüge heraus, die dem Professor anvertrauten Menschen sind dem Untergang geweiht und werden vom Master, wie sich in späteren Folgen herausstellt, zu mörderischen Toclafane umgewandelt.

#### Harold Saxon
Nach seiner Regeneration in der vorhergehenden Episode, wird der Master im Folgenden von John Simm dargestellt. Mit der TARDIS des Doktors flieht der Master in Folge N 3.13 Der Klang der Trommeln vom Jahr 3 Billionen ins London der Gegenwart. Dort nimmt er die Identität Harold Saxon an. Mithilfe eines Satellitennetzwerkes manipuliert er die britische Bevölkerung und wird zum Premierminister gewählt. Mithilfe von irdischen Atomsprengköpfen und den Toclafane möchte er die Menschheit auslöschen, ein gigantisches Paradoxon aufbauen und seinen Krieg gegen den Rest des Universums beginnen. Der Master erscheint unter seinem Inkognito Harold Saxon bereits in Folge N 3.06 Der Preis der Jugend, in der er der Mutter von Martha Jones einredet, dass der Doktor eine Gefahr für diese darstelle. Bereits während der gesamten dritten Staffel sowie der parallel ausgestrahlten Torchwood-Staffel stellt der Wahlkampf (inklusive aufgehängter Wahlplakate im ganzen Land) eine scheinbar irrelevante Nebenhandlung dar. Der Doktor kehrt zusammen mit seiner Begleitung etwa 18 Monate nach dem Master in die Gegenwart zurück, fest davon überzeugt, dass der Master anwesend sein müsse, allerdings kann er keine Anwesenheit eines weiteren Timelords spüren. Mit dem bereits erwähnten Satellitennetzwerk ist es dem Master möglich, den Doktor zu täuschen und seine Präsenz zu verschleiern. Mithilfe von Torchwood-III-Technologie und Verstärkung durch den Schallschraubenzieher kann der Doktor den manipulativen Trommelrhythmus dennoch offenlegen.
Nachdem der Doktor es in Folge N 3.13 Der letzte Timelord schaffte, die Pläne des Masters zu verhindern, beschließt er, ihn in der TARDIS einzusperren. Als der Master aber tödlich verwundet wird, weigert er sich, zu regenerieren, da er nicht für immer in der TARDIS eingesperrt leben will. Nach seinem Tod verbrennt der Doktor ihn, den gallifreyischen Sitten getreu, auf einem Scheiterhaufen und verschwindet. Kurze Zeit später sieht man den Ring des Masters auf den Boden fallen, eine Frau hebt diesen auf. In der Doppelfolge N 4.17/4.18 Das Ende der Zeit erfährt man, dass der Master einen Teil seines Bewusstseins in diesem Ring konserviert hatte und ihn mithilfe von Proben der DNS seiner letzten Inkarnation wiederbeleben kann. Nebeneffekt dieses Prozesses ist jedoch neben übermenschlicher Sprungkraft und der Fähigkeit Energiestrahlen aus seinen Händen abzufeuern auch ein übersteigerter Hunger, um seinen Stoffwechsel in Gang zu halten. Der Master verwandelt in der Folge alle Menschen in Ebenbilder von sich, der Master-Spezies (engl. Master-Race, was wörtlich übersetzt eigentlich Herrenrasse bedeutet und somit eine Anspielung auf das Dritte Reich ist). Am Ende der Folge verschwindet er nach dem Einsatz seiner Strahlenkraft zusammen mit dem Hohen Rat der Timelords und dem Planeten Gallifrey, die er heraufbeschworen hatte.
Obwohl seit der achten Staffel bereits seine weibliche Nachfolge-Inkarnation Missy auftritt, hat der von John Simm gespielte Master einen weiteren Auftritt am Ende der zehnten Staffel und trifft dabei auch auf seine nachfolgende Regeneration. Nachdem er auf Gallifrey von den Nebenwirkungen seiner Wiedererweckung geheilt wurde, wurde er gleichzeitig von dort verstoßen und landete schließlich mit einer defekten TARDIS auf einem Kolonieschiff der Bewohner des Planeten Mondas. Hier trifft er später auf Missy, den Doktor und seine Begleiter und wird – nach einigen Wirren, da Missy sich uneins ist, auf wessen Seite sie steht – von ihr erstochen. Auffällig ist, dass er sich seiner späteren – weiblichen – Inkarnation auch romantisch hingezogen fühlt (er fordert sie zweimal auf ihn zu küssen), was selbst dem Doktor einen lakonischen Kommentar entlockt.

#### Missy
In der Folge N 8.11 Dark Water taucht eine weibliche Inkarnation des Masters auf, die sich selbst Missy bzw. The Misstress nennt. Gespielt wird sie von Michelle Gomez. Obwohl Missy die sozio- und psychopathischen Charakterzüge ihrer Vorgänger fortführt, lässt ihr Handeln neue Einblicke in den Charakter des Masters zu. Nach diversen Kurzauftritten über den Verlauf der achten Staffel wird ihre Identität erst im zweiteiligen Staffelfinale Dunkles Wasser/Tod Im Himmel preisgegeben. Ihr Plan ist es dabei zunächst das Bewusstsein verstorbener Menschen digital zu konservieren (was sich den Verstorbenen als eine Art Leben nach dem Tod präsentiert), um diese später in die mittlerweile zu Cybermen konvertierten Körper wieder „hinunterzuladen“. Unterscheidet sich dieser Plan zunächst nicht von früheren Versuchen des Masters, die Erde zu erobern, geht Missy jedoch einen Schritt weiter und überträgt dem Doktor das Kommando über die so erschaffene Armee an Cybermen. Ihr Plan, den Doktor damit moralisch zu korrumpieren, indem er die Armee für seine ursprünglich guten Ziele einsetzen soll, scheitert jedoch an der moralischen Überlegenheit des Doktors. Zu Beginn der neunten Staffel versucht sie ferner den Doktor dazu zu bewegen, einen Dalek zu töten, in dessen Hülle sich jedoch dessen Begleiterin Clara Oswald befindet, die ihrerseits Opfer einer von Missy gestellten Falle geworden ist.
Diesen Plänen gegenüber stehen jedoch Charakterzüge, die darauf schließen lassen, dass der Doktor für Missy/den Master über all die Jahre das nächste geworden ist, was man als „Freund“ bezeichnen könnte. In Folge 8.01 Tief Durchatmen, Missys erstem Cameo-Auftritt, bezeichnet sie den Doktor als ihren „Freund“ (englisch boyfriend ‚Fester Freund‘). Als der Doktor erstmals feststellt, dass Missy zwei Herzen – Merkmal eines Timelords – hat, entgegnet sie, dass beide ihm gehören. Zu Beginn der neunten Staffel wird ferner enthüllt, dass der Doktor Missy sein Testament anvertraut hat, was nach Timelord-Tradition nur deren engsten Vertrauten zuteilwird. Der von Clara mehrfach hervorgebrachte Einwand, dass Missy bzw. der Master und der Doktor seit Jahrhunderten Antagonisten sind, wird von Missy selbst nicht als Widerspruch gedeutet, während der Doktor dieser Fragestellung Clara gegenüber lediglich ausweicht.
Die zehnte Staffel ist schließlich davon geprägt, dass der Doktor die Hinrichtung von Missy verhindert und im Gegenzug sich dazu verpflichtet für eintausend Jahre über sie zu wachen und zu versuchen sie zum Guten zu bekehren. Nach anfänglichen Erfolgen trifft Missy jedoch bei einem Abenteuer, bei dem sie quasi die Rolle des Doktors übernehmen soll, um ihren „Fortschritt“ zu beweisen, auf ihre vorherige, von John Simm dargestellte, Inkarnation des Masters. Im Folgenden wechselt sie mehrmals die Fronten zwischen ihrem alten Selbst und dem Doktor, nur um schlussendlich ihre vorangegangene Inkarnation zu vergiften (wenn auch mit genug Verzögerung, dass diese zu ihr regenerieren kann), um endgültig auf der Seite des Doktors zu stehen. Da der Master diesen Sinneswandel jedoch nicht nachvollziehen kann, erschießt er Missy mit seinem Laser-Schraubenzieher mit einer so hohen Energieladung, dass Missy – vermeintlich – nicht mehr regenerieren kann.

#### Agent O
Obwohl Missys Regenerationsfähigkeit vom Harold-Saxon-Master vor seiner Regeneration blockiert worden sein soll, erscheint zu Beginn der zwölften Staffel eine neue Inkarnation, gespielt von Sacha Dhawan. Der Master tötet dabei – ausgestattet mit seiner in der klassischen Serie am häufigsten verwendeten Waffe, welche Lebewesen nicht nur tötet, sondern auch auf ein paar Zentimeter Größe schrumpft – einen Agenten des britischen Geheimdienstes, welcher dem Doktor unter dem Decknamen O bereits zuvor begegnet ist und übernimmt dessen Identität, um den dreizehnten Doktor so in einem Hinterhalt überraschen zu können. Der moralische Wandel, den seine vorherige Inkarnation durchlebt hat, ist dabei verschwunden. Die neue Inkarnation des Masters tritt als offener Psychopath auf, der nicht davor zurückschreckt leichtfertig Zivilisten zu töten, um die Aufmerksamkeit des Doktors zu erlangen. Gleichzeitig erhält sein erster Auftritt zu Beginn der zwölften Staffel eine tragische Note, da er aus nicht näher genannten, aber gefährlichen Gründen zugibt, das gerade erst wiederhergestellte Gallifrey – Heimatplanet der Time Lords und damit auch sein Geburtsort – in Schutt und Asche gelegt zu haben. Als der Master im Staffelfinale selbiger Staffel erneut auftaucht und den Doktor durch ein Portal nach Gallifrey zieht, wird er zu einer noch größeren Gefahr. Als er den Doktor darüber aufklärt, wer sie wirklich ist und eine unaufhaltsame Hybridarmee aus Timelords und Cybermen erschafft, um für das Ende des Universums selbst zu sorgen, beschließt der Doktor ihn aufzuhalten – auch unter Opferung ihres eigenen Lebens. Allerdings funkt Ko Sharmus – ein älterer Mann, der für die Versendung des Cyberiums in die Vergangenheit verantwortlich war und seines Erachtens versagt hat – dazwischen und wird von den Cybermen erschossen, kann jedoch in seinen letzten Atemzügen die Bombe betätigen, während dem Doktor die Flucht gelingt. Mit dem Betätigen der Bombe wird Gallifrey erneut vernichtet und der Master sowie seine Armee gelten als tot. Allerdings scheint ihm dennoch im letzten Moment die Flucht gelungen zu sein, denn seine Aufforderung Alle Mann sofort hier durch suggeriert, dass er einen weiteren Ausweg finden konnte.
In The Power Of The Doctor wird bestätigt, dass der Master tatsächlich entkommen konnte und ferner als Rasputin im spät-zaristischen Russland lebt. In einer Allianz mit Daleks und Cybermen lockt er den Doktor in eine Falle und erreicht mithilfe gestohlener Technologie von Gallifrey endlich sein ursprüngliches Ziel: Er zwingt den Doktor zu ihm zu regenerieren und übernimmt damit dessen Existenz. Fortan beginnt er das Vermächtnis des Doktors umzukehren, indem er bewusst Kriege im Universum anstiftet, stets mit der Betonung, dass es die Schuld des Doktors sei. Dem eigentlichen Doktor – verborgen im Unterbewusstsein und mithilfe einer KI seiner selbst, welche diverse seiner aktuellen und früheren Begleiter unterstützt – gelingt es jedoch diesen Prozess umzukehren. Zurück in seinem ursprünglichen Körper schafft es der geschwächte Master dennoch einen Energiestrahl auf den Doktor abzufeuern, welcher dessen Regeneration auslöst.

### Omega
Omega war ein Timelord und Mitglied des hohen Rates. Durch die Zündung einer Supernova erschuf er ein Schwarzes Loch, das Auge der Harmonie und ermöglichte somit die Zeitreisen der Timelords. Nach der Explosion der Sonne und seinem damit einhergehenden Verschwinden wurde er für tot erklärt. In der Folge 10.1–10.4 The Three Doctors stellt sich aber heraus, dass er im Auge der Harmonie gefangen war. Weil er die Timelords für seine Gefangenschaft in dem Schwarzen Loch verantwortlich macht, ist er von nun an auf Rache aus und wird in der weiteren Serie ein immer wieder auftauchender Gegner des Doktors. In der Episode 20.01–20.04 The Arc of Infinity wird Omegas Körper zerstört.

### Die Rani
Die Rani ist ein weiblicher Timelord und Gegnerin des Doktors. Im Gegensatz zum Master ist sie nicht böse und herrschsüchtig, sondern von einem skrupellosen Forschungsdrang besessen. Sie lässt jegliche Empathie und Moral vermissen, und wenn es darum geht, die eigenen Experimente voranzutreiben, ist sie bereit, auch belebte Planeten zu zerstören. Um den Doktor aus dem Weg zu räumen, verbündet sie sich zeitweilig mit dem Master (Folge 22.05-22.06 Die Rache des Meisters), verfolgt dabei aber eigene Ziele. Außerdem zwang sie den Doktor durch einen Angriff auf dessen Tardis zur Regeneration (Folge 24.01-24.04 Terror auf Lakertia).

### Romana
Romana ist ein weiblicher Timelord und neben Susan Foreman die einzige Person von Gallifrey, die Begleiterin des Doktors war. In ihrer ersten Inkarnation der Serie wird sie von Mary Tamm dargestellt. Ab Folge 16.01–16.04 The Ribos Operation reist sie mit dem Vierten Doktor, mit dem sie sich erst langsam anfreundet, lernt aber später seine Erfahrung zu schätzen und findet Gefallen an den Abenteuern, die sie gemeinsam erleben. In der Folge 17.01–17.04 Destiny of the Daleks regeneriert sie sich und wurde seitdem von Lalla Ward verkörpert. In der Folge 18.17–18.20 Warriors’ Gate verlässt sie den Doktor und lebt zusammen mit K-9 in einem Paralleluniversum weiter.

### Salyavin/Professor Chronotis
Salyavin ist ein Timelord, der einst telepathische Fähigkeiten entwickelte. Die Timelords fürchteten Salyavins Kräfte und sperrten ihn deshalb auf dem Gefängnis-Planetoiden Shada ein, auf dem neben ihm die größten Verbrecher des Universums für alle Ewigkeit weggesperrt sein sollten. Doch Salyavin gelang es, seine Wärter telepathisch zu beeinflussen und zu fliehen. Um seine Flucht zu verbergen, löschte er das Wissen über Shada aus dem kollektiven Gedächtnis der Timelords und ließ sich nach seiner letzten Regeneration unter dem Namen Chronotis auf der Erde in Cambridge als Professor nieder. Professor Chronotis ist ein guter Freund des Doctors, der dessen Geheimnis nach seiner Enttarnung bewahrt (Folge 17.21-17.26 Shada).

### Susan Foreman
Susan Foreman ist die Enkelin des Doktors. Sie tritt von Folge 1.01–1.04 The Unearthly Child bis Folge 2.09 Flashpoint als erste Begleiterin auf. Sie hat einen weiteren Gastauftritt in der Jubiläumsfolge 20.23 Die fünf Doktoren und erlebte dort ihr letztes Abenteuer mit dem Doktor. Ob Susan ein Timelord ist, ist umstritten. Verschiedene Bücher deuten darauf hin, dass sie kein Timelord sein kann. Die Kanonizität dieser Bücher ist allerdings ebenfalls umstritten.

### Jenny
Jenny ist die künstlich erschaffene Tochter der zehnten Inkarnation des Doktors. Sie wird gespielt von Georgia Moffett (Tochter des fünften Doktors Peter Davison, spätere Ehefrau des zehnten Doktors David Tennant). In Folge N 4.06 Der Doktorvater wird sie aus der DNA des Doktors als ausgewachsene Frau und fertig ausgebildete Soldatin erschaffen. Der Doktor nimmt sie nach einem schwierigen Start als seine Tochter an, doch noch in derselben Folge wird sie getötet. Der Doktor verlässt tief betrübt den Planeten und verpasst die Wiederbelebung Jennys, woraufhin diese mit einem Spaceshuttle flüchtet und sich auf die Suche nach ihm macht. Ihr Abschiedsdialog deutet außerdem darauf hin, dass sie auf ihrem Weg durch das Universum in die Fußstapfen ihres Vaters treten möchte. Dies löste Spekulationen über eine mögliche Ablegerserie und schließliche Rückkehr Jennys zum Doktor aus, was allerdings nie offiziell bestätigt und bislang nicht umgesetzt wurde.

### Der Mönch
Der Mönch ist wie der Doktor ein abtrünniger Timelord, der mit einer Tardis durch die Geschichte reist. Er taucht zum ersten Mal in der Folge 2.36-2.39 The Time Meddler auf und ist der erste seiner eigenen Spezies, dem der Doktor begegnet. Anders als der Doktor will der Mönch aktiv die Geschichte verändern, indem er Harald Hardraadas Invasion 1066 verhindert, sodass Harold Godwinson und die Sachsen frisch in die Schlacht von Hastings gehen und die normannische Invasion zurückschlagen können. Der Doktor kann den Plan des Mönchs vereiteln und dessen Tardis unbrauchbar machen. Trotzdem tritt der Mönch noch einmal kurz in der Folge 3.10-3.21 The Daleks’ Masterplan auf.

### Der Kriegsherr
Der Kriegsherr ist ein abtrünniger Timelord, der in der Folge 6.35-6.44 Kriegsspiele auftaucht. Er entführt Menschen aus verschiedenen Epochen der Geschichte und lässt diese in einer Art Sandbox gegeneinander kämpfen, um die perfekten Krieger zu ermitteln. Dem Doktor gelingt es, die Pläne des Kriegsherrn zu vereiteln, indem er die Timelords um Hilfe ruft. Die beiden werden von den Timelords vor Gericht gestellt. Während der Kriegsherr als Strafe dematerialisiert wird, wird der Doktor zur Regeneration und zum Exil auf der Erde gezwungen.

## Adipose
Die Adipose sind eine aus lebendem Fett bestehende Spezies, die vom Planeten Adipose 3 stammt. Sie sind in der Lage, das Fett anderer Wesen zu absorbieren. Als der Brutplanet der Adipose verschwindet, wird das Adipose-Kindermädchen Cofelia damit beauftragt, auf der Erde mithilfe menschlichen Fetts eine neue Generation der Adipose zu züchten. Adipose treten in den Folgen N 4.01 Es lebe das Fett und N 4.11 Reise rückwärts auf.

## Autons
Autons sind aus sehr hartem Plastik hergestellte Androiden, die vom Nestene-Bewusstsein kontrolliert werden. Es gibt verschiedene Arten. Die normale Art sieht Schaufensterpuppen sehr ähnlich, hat einen roboterartigen Gang und kann nicht sprechen. Eine weiterentwickelte Art sieht einem Menschen deutlich ähnlicher und kann auch optisch eine fast exakte Kopie eines lebenden Menschen darstellen, die nur durch ihr steiferes Aussehen und die monotone Stimme vom Original zu unterscheiden ist. Eine dritte Art sieht ihrem real existierenden Vorbild zum Verwechseln ähnlich, verfügt über dessen Erinnerungen und Gefühle und unterscheidet sich nur dadurch, dass sie – wie alle Auton-Arten – über eine Strahlenwaffe verfügt, die in der Hand versteckt ist und durch Herunterklappen der Finger aktiviert wird. Auch letztere sind künstlich hergestellte Autons, Roses Freund Mickey wurde vom Nestene-Bewusstsein entführt und kopiert, er selbst blieb aber unverletzt. Autons treten in den Folgen 7.01-7.04 Spearhead from Space, 8.01-8.04 Terror of the Autons, N 1.01 Rose und N 5.12/5.13 Die Pandorica/Der große Knall auf.

## Cybermen
Die Cybermen (ursprüngliche deutsche Bezeichnung: Kybermänner) sind Mischwesen aus Mensch und Maschine, die vom Planeten Mondas, dem Schwesterplaneten der Erde, stammen. Ursprünglich versuchten sie mit dem Austausch von Körperteilen gegen Maschinenteile ihr Überleben zu sichern. Schließlich führte dieser Wandel dazu, dass sie ihre Menschlichkeit verloren. Den meisten Waffen gegenüber sind sie immun, auch ein Vakuum kann ihnen nichts anhaben, lediglich gegen Gold sind sie allergisch. Die Gehirne der Cybermen sind gleichgeschaltet. Ihr einziges Ziel ist es, neue Welten zu erobern und die dortigen Bewohner zu versklaven und diese selbst in Cybermen umzubauen (was von ihnen stets als Upgrade bezeichnet wird). Die verschiedenen Erklärungen zur Entstehung der Cybermen (oder etwa der Cybusmen, siehe unten) werden vom zwölften Doktor in The Doctor Falls als unausweichliche Parallelevolution erklärt: Wo auch immer Menschen(-ähnliche Spezies) sich technologisch fortentwickeln, sei es unausweichlich, dass letzten Endes Cybermen ein Nebenprodukt dieser Entwicklung sind.
Der Doktor selbst ist über weite Teile der Serie vor einem Upgrade durch die Cybermen insofern sicher, als dass diese nur Lebensformen mit einem Herz (Timelords verfügen über zwei) konvertieren können. Er muss allerdings häufig verhindern, dass die Menschheit im Allgemeinen und seine Begleiter im Speziellen konvertiert werden. Diese „Immunität“ wird erstmals in der siebten Staffel der neuen Serie (Nightmare in Silver) aufgehoben, in welcher der elfte Doktor zeitweilig teilkonvertiert wird. Dies wird im Folgenden nie weiter explizit thematisiert, der zwölfte Doktor entkommt in The Doctor Falls jedoch gleich zwei Inkarnationen des Masters, indem er eine Parallelentwicklung der Cybermen dahingehend umprogrammiert, dass sie auch Lebewesen mit zwei Herzen – und damit auch den Master und ihn selbst – konvertieren können. In The Timeless Children erschafft eine weitere Inkarnation des Masters hingegen Hybride aus Cybermen, welche tote Timelords konvertiert haben und so die Stärken der Cybermen mit der Regenerationsfähigkeit der Timelords kombinieren.
Die Cybermen treten in folgenden Episoden auf:
- The Tenth Planet (4.05–4.08)
- The Moonbase (4.23–4.26)
- Das Grab der Cybermen (5.01–5.04)
- The Wheel in Space (5.35–5.40)
- The Invasion (6.11–6.18)
- Die Rache der Cybermen (12.17–12.20)
- Erdstoß (19.19–19.22)
- Die fünf Doktoren (20.23)
- Angriff der Kybermänner (22.01–22.02)
- Das Vermächtnis der Nemesis (25.08–25.10)
- Die Auferstehung der Cybermen/ Die Ära des Stahl (N 2.05–2.06)
- Die Armee der Geister/ Weltuntergang (N 2.12–2.13)
- Die Pandorica (N 5.12)
- Demons Run (N 6.07)
- Zeit zu gehen (N 6.12)
- Albtraum in Silber (N 7.12)
- Dunkles Wasser (N 8.11)
- Tod im Himmel (N 8.12)
- Masken der Verdammnis (N 10.11)
- Der Doktor fällt (N 10.12)
- Spuk in der Villa Diodati (N 12.8)
- Aufstieg der Cybermen (N 12.9)
- Die zeitlosen Kinder (N 12.10)

### Cybusmen
Die Cybusmen sind eine Unterart der Cybermen, die von der Erde eines Paralleluniversums stammen. Im Gegensatz zu den Cybermen, die sich selbst zu dem machten, was sie sind, wurden die Cybusmen von einem verrückten, querschnittgelähmten Wissenschaftler erschaffen, um seine Krankheit zu heilen und unsterblich zu werden. Die Cybusmen tauchen in den Episoden N 2.05/2.06 Die Auferstehung der Cybermen / Die Ära des Stahls, N 2.12/2.13 Die Armee der Geister / Weltuntergang, N 4.14 Der andere Doktor sowie N 5.12 Die Pandorica auf.

### Cybermats
Cybermats sind Cyborg-Insekten, die wie die Cybermen vom Planeten Mondas stammen. Sie haben einen segmentierten Körper und ähneln einem Silberfischchen. In den Folgen 5.01–5.04 The Tomb of the Cybermen werden sie vom Cyber-Controller eingesetzt, um ein Archäologen-Team auf dem Planeten Telos ausfindig zu machen, das dort nach Überresten der Cyberkultur suchte. In Folge N 6.12 Zeit zu gehen tauchen Cybermats in einem Kaufhaus in Colchester auf, um für die Cybermen zu spionieren und Strom abzuzapfen.

## Judoon
Die Judoon sind eine humanoide Spezies unbekannter Herkunft. Ihr Äußeres gleicht einem Nashorn. Die Judoon sind weder Freund noch Feind, sondern die ausführende Instanz der intergalaktischen Polizei, der Schattenproklamation. Ihr Auftreten ist äußerst brutal und bürokratisch. Um Gesetzesbrecher zu fangen, schrecken sie nicht davor zurück, Unbeteiligte zu töten. Die Judoon sind an den Folgen N 3.01 Einmal Mond und zurück, N 4.12 Die gestohlene Erde, N 4.18 Das Ende der Zeit (2) sowie N 5.12 Die Pandorica beteiligt.

## Katzenwesen
Die Katzenwesen (engl. Catkind) sind eine humanoide Spezies. Sie haben eine menschliche Statur und gehen aufrecht, sehen aber aus wie Katzen. In der Folge N 2.01 Die Neue Erde betreibt der Orden der Schwestern der Vollkommenheit, bestehend aus Katzenwesen, auf dem Planeten New Earth im Jahre 5.000.000.023 ein Krankenhaus. Um Medikamente und Heilungsmöglichkeiten zu erforschen, halten sie humanoide Wesen als Versuchskaninchen, die sie mit allen erdenklichen Krankheiten anstecken. 30 Jahre später, ebenfalls auf New Earth, trifft der zehnte Doktor in der Folge N 3.03 Festgefahren erneut auf Katzenwesen.

## Knochenlose
Die Knochenlosen sind ein Volk, welches ursprünglich nur im zweidimensionalen Raum existiert. Die für uns bekannte und selbstverständliche dritte Dimension ist für sie ebenso schwer zu verstehen, wie für uns eine Existenz, die mit nur zwei Dimensionen auskommt. In ihrer zweidimensionalen Form ähneln sie geriffelten Würmern, die über Wände, Böden und Decken kriechen.
Beim bisher ersten Zusammentreffen mit dem Doktor (N 8.09 „Hinter den Wänden“), bei dem dieser ihnen auch ihren Namen gab, versuchten die Knochenlosen ihr zweidimensionales Dasein um die dritte Dimension zu erweitern. Dazu entzogen sie ihren menschlichen Opfern ihre Dreidimensionalität, um sie im zweidimensionalen Raum zu sezieren und so die dritte Dimension zu verstehen.
Seit die Knochenlosen die dritte Dimension verstanden haben, ist es ihnen möglich, sowohl sich selbst als auch Menschen und Gegenstände nach Belieben um eine dritte Dimension zu erweitern oder ihnen diese zu entziehen.
Mit welcher Absicht sie in die dritte Dimension wechseln wollten, wurde bisher nicht geklärt und nachdem sie vom Doktor verjagt wurden, tauchten sie nicht mehr auf.

## Marsianer
Die Marsianer, auch als Eis-Krieger bekannt, sind eine humanoide Spezies, die einst den Mars bevölkerte. Bevor die Temperatur auf dem Mars lebensbedrohlich sank, schufen sich die reptilienartig aussehenden Marsianer Metallrüstungen und überlebten so. Mit der Zeit entwickelten sie sich zu biomechanischen Wesen. Ihr vorrangiges Ziel war es, die Erde zu übernehmen. Als in der Folge 5.11-5.16 The Ice Warriors ihr unter der Eisdecke der Erde verstecktes Raumschiff von den Menschen gefunden wird, beginnen sie militärisch gegen die Menschen vorzugehen. In Folge 6.23-6.28 The Seeds of Death versuchen sie mit Pilzsporen, die den Sauerstoff der Erde vernichten, die Menschheit auszurotten und die Atmosphäre in eine für die Marsianer lebensfähige umzuwandeln. Die Gesinnung der Marsianer entwickelt sich mit der Zeit von einer feindlichen hin zu einer neutralen, und sie verbünden sich in Einzelfällen auch mit dem Doktor (Folgen 9.05-9.08 The Curse of Peladon sowie 11.15-11.20 The Monster of Peladon). In der Neuauflage der Serie tauchen Marsianer in den Folgen N 7.09 Kalter Krieg und N 10.09 The Empress of Mars auf.

## Menschen
Die Menschen sind eine Spezies vom Planeten Erde, die optisch nicht von den Timelords zu unterscheiden sind. Es ist jedoch falsch anzunehmen, dass die Timelords wie Menschen aussehen. Gemäß den Aussagen des Doktors (z. B. in Folge 4.15 Planet of the Death oder 5.02 The Beast Below) sehen Menschen wie Timelords aus, da die Timelords zuerst da gewesen seien. Als Erklärungsversuch, wie es dazu kommt, sind die Doctor-Who-Hörspiele aus dem Hause Big Finish hilfreich. Ihnen zufolge wurde Timelord-DNS im ganzen Universum verteilt, damit sich die Timelords leichter tarnen können. Aus dieser DNS könnten Menschen und andere humanoide Lebensformen entstanden sein. Allerdings ist es umstritten, ob die Big-Finish-Hörspiele zum offiziellen Kanon von Doctor Who gehören. Das Hörspielunternehmen ist offizieller Partner des Doctor-Who-Schöpferunternehmens BBC, die Hörbücher und Hörspiele werden üblicherweise von den Fernsehdarstellern gelesen. Im Gegensatz zur allgemeinen Meinung sind die Menschen nicht die erste hochtechnologisierte Spezies auf der Erde, sondern die Silurianer.

### Organisationen der Menschen
Zum Umgang mit außerirdischen Wesen wurden auf der Erde verschiedene Organisationen gegründet, die im Folgenden näher beschrieben werden sollen.

#### UNIT
UNIT, die Unified Intelligence Taskforce (ursprünglich: United Nations Intelligence Taskforce; die UNO bat später um Abgrenzung von der realen Vereinigung) ist eine militärische Geheimorganisation und wurde vermutlich Ende der 60er Jahre unter maßgeblicher Beteiligung von Brigadier Alistair Gordon Lethbridge-Stewart gegründet (siehe: Folgen 5.23–5.28 The Web of Fear), der später deren Kommandant wurde. Zu ihrem ersten Einsatz kommt UNIT in der Folge 6.11–6.18 The Invasion in den 1970er Jahren. Lethbridge-Stewart sieht im Doktor sehr schnell seinen größten Verbündeten. Obwohl der Doktor militärische Organisationen verabscheut und sich dauerhaft weigert, zu salutieren oder das Salutieren anderer zu akzeptieren, lässt er sich auf eine Zusammenarbeit ein und gilt im Laufe der Zeit mal als externer Berater, Angestellter, Mitarbeiter und mitunter als Oberbefehlshaber der Geheimorganisation. In der neuen Serie wird er durch UNIT-Vermittlung zum „Weltpräsidenten“ in Krisenzeiten ernannt und ist in den folgenden Jahren mehrfach zur Ausübung dieses Amtes gezwungen. Mehrere ehemalige Begleiter des Doktors, darunter Martha Jones, arbeiten nach ihrer Reise mit der TARDIS einige Zeit lang als Berater für UNIT. Meist ist es UNIT, die den Doktor um Hilfe anrufen, im Oster-Special 2009 Planet der Toten meldet sich der Doktor jedoch einmal von sich aus bei der Organisation und bittet um Unterstützung. Derzeitige Kommandantin ist Kate Stewart, die Tochter Lethbridge-Stewarts. Sie ist Naturwissenschaftlerin und steht dem Doktor insofern näher als die Soldaten, welche den Großteil der Beschäftigten von UNIT ausmachen.

#### Torchwood
Torchwood ist eine zivile Geheimorganisation, die nach den Geschehnissen in Folge N 2.02 Mit Zähnen und Klauen von Königin Victoria im Jahre 1879 gegründet wurde. Der Name Torchwood geht auf das gleichnamige Anwesen, das von Königin Victoria in der genannten Folge besucht wird, zurück. (Torchwood ist außerdem ein Anagramm von Doctor Who und wurde vor der ersten Erwähnung innerhalb der neuen Serie als Codewort zur Geheimhaltung der Drehbücher und des Castings genutzt.) Das Institut dient zur Auffindung und Abwehr Außerirdischer, einschließlich des Doktors. Bis ins 21. Jahrhundert ist es Torchwood gelungen, verschiedene außerirdische Waffen und Artefakte zu finden und zu sammeln und sie gegebenenfalls gegen jede Bedrohung des Vereinigten Königreichs einzusetzen. Torchwood unterstand direkt dem Befehl des Premierministers. Nachdem alle Mitarbeiter der indischen Torchwood-Basis ermordet, die Abteilung in Glasgow (Torchwood II) aufgelöst und die Zentrale in London (Torchwood I) bei einem Angriff der Daleks und Cybermen zerstört wurde, verblieb einzig die walisische Abteilung Torchwood III mit Sitz in Cardiff. Ab der Jahrtausendwende unterstand sie der Leitung des ehemaligen Begleiters des Doktors, Captain Jack Harkness, der sich ein völlig neues Team aufbaute, sich von den Methoden der Londoner Zentrale aktiv distanzierte und nach der Zerstörung von Torchwood I die ganze Organisation im Gedenken an den Doktor neu ausrichtete. Seither wehrt die Organisation außerirdische Angreifer nicht mehr ohne Rücksicht auf Verluste ab. Ihre Mitarbeiter führen auch nicht länger brutale Experimente an gestrandeten Lebensformen durch, sondern respektieren und beschützen – wie der Doktor – außerirdische Lebensformen, solange sie friedlich und/oder unfreiwillig auf die Erde kommen. Mit ihren für menschliche Verhältnisse sehr fortschrittlichen technischen Methoden eilten sie dem Doktor mehrfach zur Hilfe und schafften es schließlich, den zehnten Doktor mit Torchwood auszusöhnen. Im Zuge der Affäre um die Gesandten der außerirdischen Spezies namens 456, welche 10 % der Kinder der Erde verlangten, um ihre körpereigenen Hormone als Drogen zu verkaufen, versuchte die britische Regierung, Torchwood III auszulöschen. Damit hörte Torchwood offiziell auf zu existieren. Die überlebenden Mitglieder – Captain Jack Harkness, Gwen Williams (geb. Cooper) und ihr Ehemann Rhys Williams – retteten die Erde allerdings noch ein weiteres Mal während des Miracle Day, an dem die Menschheit aufhörte zu sterben und sich selbst zum größten Feind wurde. Dafür kooperierte Torchwood mit zwei CIA-Agenten.

### Der Mensch in der Zukunft
Im Verlauf der Serie erfährt man über die mögliche Zukunft der Menschen. Sie gründen Zivilisationen auf verschiedenen Planeten und gehen mit der Zeit in der Mischung mit anderen Lebewesen auf. Immer wieder verändern sie ihre Form, teils evolutionär bedingt, teils technisch selbst herbeigeführt. So waren sie zwischenzeitlich beispielsweise vollständig zu technischen Wesen (Downloads) mutiert. Dem Doktor zufolge zeigt die menschliche Spezies allerdings ein ganz besonderes Durchhaltevermögen im universellen Vergleich und kehrte stets wieder zu ihrer ursprünglichen Form zurück. Am Ende des Universums gehört sie zu den letzten überlebenden Spezies.
Im 51. Jahrhundert hat sich die menschliche Spezies bereits über die halbe Galaxie ausgedehnt und mehrere Planeten besiedelt. Sie ist in Kontakt mit unzähligen außerirdischen Lebensformen getreten und führt mit diesen Handels-, Liebes- und kriegerische Beziehungen. Sie haben den Vortex erkundet und ein Verständnis der Raum-Zeit-Koordinaten entwickelt, das dem des Doktors zumindest ähnelt. Verschiedene technische Entwicklungen ermöglichen den Menschen, in Form von Hologrammen zu kommunizieren und sich durch den Zeitstrudel (time vortex) zu teleportieren und auf diese Weise allein oder zu mehreren durch Zeit und Raum zu reisen. Diese drei Aspekte sind in dieser Zeit in Form eines Armbandes, dem Vortex-Manipulator, zusammengefasst, und werden beispielsweise von Captain Jack Harkness, Dr. River Song und Captain John Hart getragen und genutzt. Harkness und Hart erhielten ihre Vortex-Manipulatoren im Rahmen ihrer Tätigkeit für die im 50. oder 51. Jahrhundert gegründete menschliche Zeitreise-Agentur, eine zwielichtige Organisation mit militärischen Zügen. K-9, ein intelligenter Computer in Form eines kleinen metallischen Hundes, wurde im Jahr 5000 von einem Wissenschaftler auf Weltraummission gebaut und später dem Doktor überlassen. Über viele Jahrhunderte hinweg wird er zu dessen treuem Begleiter (mit Unterbrechungen und in Form mehrerer Nachbauten).
In den Folgen N 1.02 Das Ende der Welt sowie N 2.01 Die neue Erde erfährt man von Cassandra O’Brien, dass sie im Jahre 5.000.000.000 angeblich der letzte verbliebene reinrassige Mensch sei, womit sie eine gewisse Erhabenheit über den Rest der Menschheit verbindet. Die übrige Menschheit hat sich inzwischen in viele verschiedene Richtungen weiterentwickelt und bei ihrer Entwicklung auch ganz neue Spezies hervorgebracht, welche Seite an Seite nebeneinander leben (z. B. die Katzenwesen, welche New14 New York bevölkern). In der Tat ist Cassandra genetisch ein Mensch, optisch hingegen sieht sie alles andere als menschlich aus. Aufgrund hunderter Schönheitsoperationen besteht sie inzwischen nur noch aus glatter Haut – nur die Lippen erinnern noch an einen Menschen – und muss ständig befeuchtet werden. Kurz vor ihrem Tod bringen der Doktor und Rose sie noch einmal zurück in ihre Jugend zum letzten glücklichen Moment ihrer Erinnerung, der sie außerdem erstmals sichtbar in Menschengestalt zeigt.
Ebenfalls zu Beginn des sechsten Jahrmilliardends trifft der Doktor mehrfach auf das Face of Boe (→ ausführlicher Abschnitt zum Gesicht von Boe), welches als ältestes Wesen im Universum gilt. Im Serienverlauf stellt sich heraus, dass es sich bei ihm wohl um den stark gealterten Captain Jack Harkness handelt, also um einen Menschen, der nur durch einen Nebeneffekt der heilenden Macht der TARDIS (vorerst) unsterblich wurde.
Die Toclafane sind Menschen, deren Köpfe vom Master etwa im Jahr Drei Billionen (am zeitlichen und räumlichen Ende des Universums) in Kampfkugeln gesteckt wurden und zum Untergang der Erde im 21. Jahrhundert beitragen sollen (N 3.11 – N 3.13). Vor dem Eingreifen des Masters handelte es sich bei den Menschen um die letzten Überlebenden des kollabierenden Universums, welche sich auf einem Flüchtlingsschiff auf eine Reise in Richtung eines mythologischen Utopia gemacht hatten, in der Hoffnung, dem sicheren Tod zu entkommen. Es stellt sich heraus, dass schon der Mythos von Utopia selbst eine Erfindung des Masters gewesen war.

## Ood
Die Ood sind eine humanoide Spezies, die vom Planeten Ood Sphere stammt. An Stelle des Mundes befinden sich viele Tentakel. Einen Teil ihres Gehirns tragen sie außerhalb ihres Körpers in einer Kugel und sind kollektiv telepathisch mit einem Großhirn verbunden. Die Ood verhalten sich aufgrund ihres abnormen Aussehens sehr zurückhaltend, obwohl sie durchaus kommunizieren können, daher sind sie auch leichte Beute der Versklavung durch die Menschen im 39. Jahrhundert. Der Zehnte Doktor befreit sie zweihundert Jahre später in der Folge N 4.03 Immer zu Diensten aus der Gefangenschaft. Die Ood tauchen außerdem in den Folgen N 2.08 Der unmögliche Planet und N 2.09 Der Höllenschlund auf, außerdem in den Folgen N 4.17/18 Das Ende der Zeit und N 6.04 Die Frau des Doktors. Zudem tritt bei den Ood des Öfteren das sogenannte „Rotaugen-Syndrom“ auf, bei dem sich, wie der Name nahelegt, die Augen der Ood rot färben. Dies kann mehrere Gründe haben, wie z. B. Wut oder telepathische Verbindungen unter den Ood.

## Racnoss
Die Racnoss sind eine uralte, spinnenartige Spezies, ihr Oberkörper ist humanoid. Sie besitzt sechs Augen und 10 Beine, von denen zwei wie Arme benutzt werden. Ein Schiff der Racnoss hat eine entscheidende Bedeutung für die Entstehung der Erde und ruht bis zur Folge N 3.10 Die aufgelöste Braut an deren Mittelpunkt. Einzige Überlebende der Spezies ist die Racnoss-Kaiserin (Sarah Parish). Der Doktor verhindert, dass die Kaiserin mit neuen Nachkommen die Erde unterwirft.

## Raxacoricofallapatorianer
Die Raxacoricofallapatorianer sind eine Spezies, die vom Planeten Raxacoricofallapatorius stammen. Sie haben die Fähigkeit, ihre großen Körper zu komprimieren, um sich dann zur Tarnung in die Haut zuvor getöteter Menschen zu zwängen. Durch das dadurch entstehende Gas, dessen sie sich mit Flatulenz-artigen Geräuschen entledigen, und durch den dabei entstehenden Geruch sind sie für Kundige leicht zu erkennen. Raxacoricofallapatorianer sind allergisch gegen Essigsäure. Kommen sie damit in Berührung, zerplatzen sie.
Die im Doctor-Who-Universum erscheinenden Raxacoricofallapatorianer sind die Familie der Slitheen, eine ruchlose, gewalttätige Gruppe, die in den Folgen N 1.04 Aliens of London und N 1.05 Der dritte Weltkrieg darauf aus sind, den Dritten Weltkrieg auszulösen, um die Erde zu zerstören und aus deren Trümmern, die auf ihrem Heimatplaneten hohen Wert besitzen, Profit zu schlagen. Aus diesem Grund unterwandern die Slitheen die britische Regierung. In der Folge N 1.11 Der Spalt kehrt ein weiblicher Slitheen auf die Erde zurück und lässt sich nahe dem Raum-Zeit-Spalt in Cardiff nieder, wodurch sie hofft, der Todesstrafe auf ihrem Heimatplaneten zu entkommen. In der Folge 1.02 Revenge of the Slitheen des Spin-offs The Sarah Jane Adventures treten die Slitheen noch einmal auf.

## Schwesternschaft von Karn
Die Schwesternschaft von Karn ist ein Orden, der die heilige Flamme auf dem Planeten Karn bewacht. Diese hat die Eigenschaft, ein magisches Elixier zu erzeugen, das in der Lage ist, tödliche Verletzungen zu heilen. Da die Flamme Glücksritter aus dem ganzen Universum anzieht, haben die Schwestern, durch das Elixier selbst unsterblich, dafür gesorgt, dass vorbeifliegende Raumschiffe auf dem Planeten bruchlanden. Als der Doktor und Sarah Jane in der Folge 13.17-13.20 The Brain of Morbius mit der Tardis auf Karn landen, wird die Flamme immer schwächer und droht zu erlöschen, was das Ende der Schwesternschaft bedeutet hätte. Der Doctor und Sarah werden vom zwielichtigen Chirurgen Solon, der für sein Experiment den Kopf des Doktors braucht, in den Tempel gelockt, woraufhin diese von der Schwesternschaft gefangen genommen und der sterbenden Flamme geopfert werden sollen. Der Doktor stellt fest, dass das Problem eine Verstopfung in der Brennstoffzufuhr aus dem Inneren des Planeten ist und löst dieses mit einem Knallkörper, der die Verstopfung frei sprengt. Im Kampf mit Morbius, einem zum Tode verurteilten Timelord, der von Solon wiederbelebt wurde, wird der Doktor tödlich verletzt und letztlich durch das Elixier gerettet.
In The Night of the Doctor stürzt der 8. Doktor während des Ewigen Krieges über Karn ab und wird von der Schwesternschaft am Leben gehalten; er regeneriert daraufhin zum Kriegsdoktor. Die Schwesternschaft taucht außerdem im Staffelfinale N 9.12 In Teufels Küche auf, als der Doktor nach zwei Milliarden Jahren in seiner Folterkammer nach Gallifrey zurückkehrt.

## Silurianer
Die Silurianer, auch Homo reptilia genannt, verkörpern eine humanoide Spezies des Planeten Erde und die erste hochtechnologisierte Spezies des Planeten. Sie sind äußerlich reptilienähnlich und teilen sich in verschieden aussehende Unterarten auf. Mit einer Lebenserwartung von bis zu 300 Jahren tauchen sie zum ersten Mal vor etwa 400 Millionen Jahren auf der Erde auf. Silurianische Astronomen sagten die Verwüstung der Erdoberfläche nach einer Kollision mit einem kleineren Himmelskörper voraus, worauf sie sich unterirdische Behausungen erbauten und sich, bis auf wenige wach bleibende Forscher und Wachen, in einen Kälteschlaf versetzten. Im Nachhinein stellte sich heraus, dass der kleine Himmelskörper, der die Erde verwüsten sollte, der Mond war, den die Erde eingefangen hatte (siehe auch: Einfangtheorie). Die Silurianer verfügen über einen äußerst hohen technologischen Standard. Sie sind Meister der biologischen Kriegsführung, haben mutierte Dinosaurier gezüchtet, die sie in einer Arche vor dem Aussterben schützen, und verfügen über eine Transportmethode, die mithilfe von geothermischer Strömung und Gravitationsblasen ihre unterirdischen Behausungen mit der Erdoberfläche verbindet. Die Silurianer treten in den Folgen 7.05-7.11 Doctor Who and the Silurians, 21.01-21.04 Warriors of the Deep sowie in N 5.08-5.09 Hungrige Erde/Kaltblütig auf. Die Arche der Silurianer ist Handlungsort der Folge N 7.03 Dinos im All.

## Sontaraner
Die Sontaraner sind eine humanoide, kriegerische Spezies, die vom Planeten Sontar stammt. Sie tragen ständig ihre Rüstung. Ihre runden, schulterbreiten Köpfe sind meist von einem Schutzhelm bedeckt. Grundsätzlich treten die Sontaraner dem Doktor gegenüber feindlich auf. Lediglich in zwei Folgen verbünden sich einzelne Sontaraner mit dem Doktor, in beiden Fällen aber nicht uneigennützig. In Folge 22.07-22.09 Androiden in Sivillia verbündet sich der Sontaraner Marshall Stike mit dem Doktor, um hinter das Geheimnis der Timelords zu kommen. In der Folge N 6.07 Demon’s Run ist der Doktor auf der Suche nach Verbündeten, um seine Begleiterin Amy Pond und deren Baby zu befreien. Ihm schließt sich der Sontaraner Strax an, um seinem Strafdienst als „vollfunktionsfähige, milchproduzierende Krankenschwester“ zu entkommen. Neben den genannten Folgen tauchen Sontaraner in 11.10-11.04 The Time Warrior, 12.09-12.10 The Sontaran Experiment und 15.21-15.26 Invasion of Time auf. In der Neuauflage erfolgten Auftritte in N 4.05/4.06 Dicke Luft/Mörderischer Himmel, N 4.18 Das Ende der Zeit (2) sowie in N 5.12 Die Pandorica. Ebenfalls tauchen Sontaraner in verschiedenen Folgen des Spin-offs The Sarah Jane Adventures auf.

## Stille
Die Stille ist ein Orden der Neuen Kirche und wurde gegründet, um zu verhindern, dass der Doktor Die Frage, nämlich die Frage nach seinem Namen, beantwortet. Damit wollen sie verhindern, dass es erneut zum Ausbruch des ewigen Krieges kommt. Mitglieder des Ordens sind Mönche der Stille auch genannt „Beichtpriester“, eine humanoide Spezies unbekannter Herkunft, die kurz ebenfalls als Stille bezeichnet wird. Ihre Köpfe ähneln optisch dem Kopf der Person auf dem Gemälde Der Schrei von Edvard Munch, das sich die Maskenbildner zum Vorbild nahmen. Bereits in der fünften Staffel wird darauf in mehreren Folgen mit dem dort verwendeten Zitat: „Die Stille wird kommen!“, hingewiesen. In Folge N 6.01/6.02 Der Astronaut, den es nie gab/Tag des Mondes, tauchen die Mönche der Stille erstmals auf und man erfährt, dass die Welt schon viele Jahre durch diese kontrolliert wird. Dies geschieht durch Beeinflussung der Menschen. Sieht man einen Mönch der Stille, so vergisst man ihn augenblicklich wieder, sobald man sich von ihm abwendet. Mit einer List gelingt es dem Doktor, die Erde von der Unterwanderung der Mönche der Stille zu befreien. Er zeichnet einen der Mönche auf einem Videoband auf und spielt dieses in die Liveübertragung der Mondlandung ein, verbunden mit der Aufforderung, sie zu töten, wenn man sie sehe.

## Vashta Nerada
Die Vashta Nerada („Schatten, die Fleisch schmelzen“) sind eine mikroskopische Lebensform, die in Schwärmen auftritt und so von einem Schatten nicht zu unterscheiden ist. Sie haben bei genügender Schwarmgröße die Fähigkeit, selbst große Organismen sofort bis auf die Knochen zu zersetzen. Vashta Nerada sind omnipräsent im Universum, auf jedem Planeten sind sie als Staub im Sonnenlicht vorhanden, ernähren sich in dieser geringen Dichte aber ausschließlich von Aas. In den Folgen N 4.08/4.09 Tödliche Stille/Wald der Toten hält sich in Der Bibliothek eine ungewöhnlich hohe Konzentration der Vashta Nerada auf, da das Papier der Bücher und die Möbel aus ihrem Heimatwald stammen, in dem sie sich hauptsächlich aufhalten. Dadurch wurde das ganze Bibliothekspersonal getötet. In einer solchen hohen Konzentration können Vashta Nerada kommunizieren und sind unbesiegbar, sodass nur eine schnelle Flucht vor dem sicheren Tod bewahrt.

## Weinende Engel
Die Weinenden Engel treten erstmals in der Folge N 3.10 Nicht blinzeln auf. Laut Aussage des Doktors sind sie fast so alt wie das Universum. Sobald sie angesehen werden, werden sie zu Stein und sehen aus wie steinerne Figuren, vorzugsweise wie Engelsstatuen. Sobald sie nicht mehr angeschaut werden, schon ein Blinzeln reicht aus, können sie sich frei und schnell bewegen. Bei einer Berührung wird das Opfer in eine beliebige Zeit in die Vergangenheit versetzt, während sich die Weinenden Engel von der Zeit, die dem Opfer in der Gegenwart noch geblieben wäre, ernähren. Gelingt es jemandem, die Weinenden Engel dazu zu bringen, sich gegenseitig anzuschauen, bleiben sie für immer in ihrer steinernen Erscheinung. Daher halten sich die Engel die Hände vor die Augen, um sich nicht versehentlich anzusehen, was wiederum so aussieht, als würden sie weinen. Die Engel sind außer der genannten in den Folgen N 5.05 Zeit der Engel, N 5.06 Herz aus Stein, N 7.05 Macht des Wortes und N 7.16 Die Zeit des Doktors als Hauptgegner zu sehen. Zudem tauchen sie auch in der Folge 1.08 Die Verlorenen des Ablegers Class auf.

## Wichtige Einzelwesen

### Begleiter des Doktors (Companions)
Der Doktor reist meist nicht allein durch Zeit und Raum, sondern er wird von verschiedenen Companions begleitet. Meist hat er dabei eine längerfristige Begleitung. Gelegentlich reisen für kurze Zeit zusätzlich weitere Personen mit ihnen oder er wird bei einzelnen Abenteuern in der Zeitspanne zwischen der Trennung von einer dauerhaften Begleitung und dem Finden der nächsten von jemandem begleitet.

#### Susan Foreman

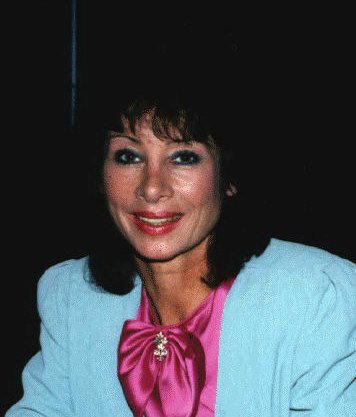
Carole Ann Ford, 1963/64 und 1983 als Susan Foreman (1986)

Susan Foreman (Carole Ann Ford) ist ab der allerersten Folge 1.01 An Unearthly Child der ersten Staffel bis zur Folge 2.09 Flashpoint der zweiten Staffel die erste dauerhafte Begleiterin des Doktors und seine Enkelin. Später erlebt sie im 1983er Jubiläumsspecial im Anschluss an Staffel 20 in der Folge 602 The Five Doctors (dt. Titel: Die fünf Doktoren) noch ein weiteres und bisher letztes Abenteuer mit dem Doktor. Insgesamt erlebte sie in 52 Folgen (1.01–1.42, 2.01–2.09 und Jubiläumsspecial Folge 602) mit dem Doktor Abenteuer.

#### Barbara Wright und Ian Chesterton
Barbara Wright (Jacqueline Hill) und Ian Chesterton (William Russell) begleiten als Susans Lehrer ebenfalls seit der ersten Folge den Doktor bei seinen Abenteuern. Dabei sind es häufig die beiden, die die Probleme lösen, in die die Gruppe durch die Sturheit des Doktors gerät. Barbara kann als Geschichtslehrerin in den sogenannten Historicals mit ihrem Wissen glänzen, während Ian naturwissenschaftliche Fragen beantwortet und dann zum Zuge kommt, wenn körperliche Anstrengungen vonnöten sind, z. B. bei Zweikämpfen. Beide bleiben in der Serie bis Folge 2.35 The Planet of Decision erhalten. Ian kehrt einige Jahre später im Special The Power of the Doctor zurück, als sich mehrere Begleiter in einer Gruppe zusammenfinden, um Erlebnisse mit dem Doktor zu teilen.

#### Vicky
Vicky (Maureen O’Brien) ist ein Mädchen aus dem 29. Jahrhundert und neben dem verletzten Bennett die einzige Überlebende einer missglückten Expedition zum Planet Dido. Während sie auf die Ankunft eines Rettungsschiffs wartet, findet der Doktor heraus, dass Bennett die übrige Besatzung und die Einheimischen ermordet hat, um seine Verbrechen zu verbergen. Nachdem Bennett getötet und das Notsignal des Raumschiffs zerstört wurden, nimmt der Doktor Vicky mit an Bord der Tardis. Sie verlässt ihn in der Folge Horse of Destruction, da sie sich (unter dem Namen Cressida) in Troilus, den jüngsten Sohn von König Priamos von Troja, verliebt und bei ihm bleibt.

#### Steven Taylor

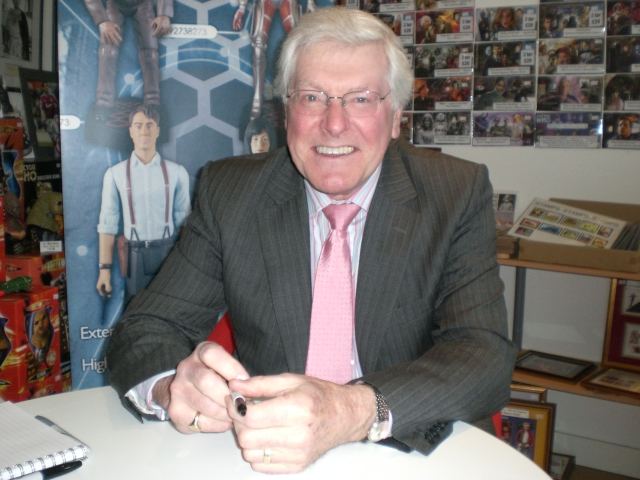
Peter Purves, Darsteller von Steven Taylor (2009)

Steven Taylor (Peter Purves) ist ein Astronaut, der auf dem Planeten Mechanus bruchlandete und von den Mechonoids festgehalten wird. Nachdem ihm der Doktor und seine Begleiter auf ihrer Flucht vor den Daleks begegnen, befreien sie ihn aus seinem Gefängnis und er wird zum Begleiter des ersten Doktors. Steven ist ein energischer junger Mann, der dem Doktor öfters die Stirn bietet und dessen Aussagen häufig in Zweifel stellt. Er bleibt dem Doktor bis zur Folge The Savages erhalten. Er verlässt den Doktor und Dodo, um auf einem fernen Planeten für Ordnung zu sorgen.

#### Katarina
Katarina (Adrienne Hill) stammt aus dem antiken Troja. Sie opfert sich in der Folge The Dalek’s Master Plan für den Doktor und Steven und ist somit der erste Companion, der auf seiner Reise stirbt.

#### Sara Kingdom
Sara Kingdom (Jean Marsh OBE) taucht nur im Handlungsstrang The Daleks’ Masterplan auf. Sie ist eine Agentin der Raumsicherheit und hat den Auftrag, den Doktor zu töten, da dieser angeblich mit den Daleks kooperiert. Im Verlauf der Handlung wird sie schließlich überzeugt, dass der Hüter des Sonnensystems, für den sie arbeitet, ein Verräter ist und dass der Doktor die Daleks bekämpft. Daraufhin hilft sie dem Doktor und Steven. Sie stirbt, als sie durch den Einsatz der Waffe der Daleks unnatürlich schnell altert.

#### Dorothea „Dodo“ Chaplet
Dorothea „Dodo“ Chaplet (Jackie Lane) stammt aus dem Wimbledon des Jahres 1966 und ist hugenottischer Abstammung, vermutlich Nachfahrin eines Mädchens, das der Doktor kurz zuvor am Vorabend der Bartholomäusnacht in Paris im Stich gelassen hat, wofür er sich schwere Vorwürfe von Steven anhören muss. Um sein Gewissen zu erleichtern, nimmt er Dodo als Begleiterin mit. Sie verlässt den ersten Doktor im London des Jahres 1966 in der Folge The War Machines wieder.

#### Polly und Ben Jackson
Polly (Anneke Wills) und Ben Jackson (Michael Craze) sind eine Sekretärin und ein Matrose aus dem Jahr 1966 und geraten durch ein Missverständnis in die TARDIS des ersten Doktors. Sie sind Zeugen der ersten Regeneration und trennen sich vom zweiten Doktor in der Folge The Faceless Ones.

#### Jamie McCrimmon
James Robert „Jamie“ McCrimmon (Frazer Hines, zeitweilig Hamish Wilson) ist ein Begleiter des zweiten Doktors. Er stammt aus dem schottischen Hochland des 18. Jahrhunderts und hat seine eigenen Interpretationen von der Technik der TARDIS. Jamie erweist sich in seiner Zeit mit dem Doktor als ziemlich direkt agierender, kämpferischer Charakter. Er wird am Ende der Folge The War Games von den Timelords gezwungen, in seine Zeit zurückzukehren, und seine Erinnerungen den Doktor betreffend werden bis auf ihr erstes gemeinsames Abenteuer gelöscht. Ein paar Jahre später in The Two Doctors reist er jedoch wieder mit ihm. Mit 116 Episoden ist Jamie der Companion, der mit Abstand am längsten mit einer Inkarnation des Doktors reist.

#### Victoria Waterfield

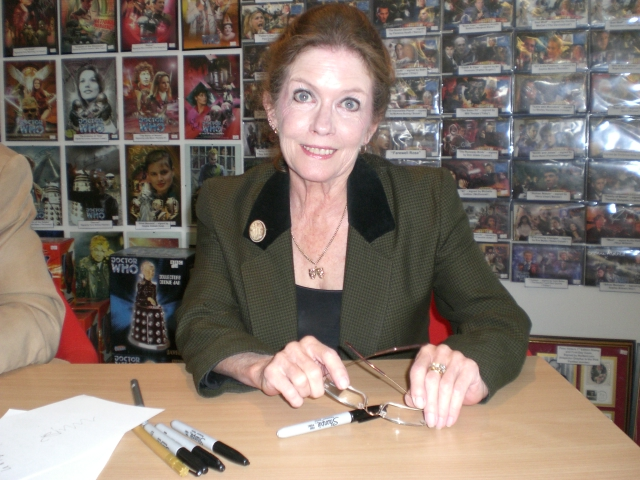
Deborah Watling, Darstellerin von Victoria Waterfield (2008)

Victoria Waterfield (Deborah Watling) ist die hübsche Tochter eines Wissenschaftlers aus dem Viktorianischen Zeitalter, der von den Daleks getötet wurde. Von ihren Wurzeln gelöst, reist sie eine Weile mit dem Doktor, bevor sie der Gefahren, denen die Reisenden ständig ausgesetzt sind, überdrüssig wird. Sie entscheidet sich am Ende des Handlungsstrangs Fury from the Deep, künftig mit der Familie Harris im 21. Jahrhundert zu leben.

#### Zoe Heriot
Zoe Heriot (Wendy Padbury) ist eine Wissenschaftlerin aus der Zukunft, die auf einer Raumstation arbeitet, als sie den zweiten Doktor kennenlernt. Sie ist sehr schlau, äußerst kompetent und verfügt unter anderem über ein eidetisches Gedächtnis. Genau wie bei Jamie löschen die Timelords ihre Erinnerungen den Doktor betreffend bis auf ihr erstes Abenteuer.

#### Liz Shaw
Elizabeth „Liz“ Shaw (Caroline John), eine Absolventin der Universität von Cambridge, wird vom Brigadier als wissenschaftliche Beraterin von UNIT eingestellt, kurz bevor der frisch regenerierte dritte Doktor sein Exil auf der Erde antritt. Schon bald aber verdrängt der Doktor sie aus dieser Rolle und sie wird seine Assistentin. Auf Dauer von dieser Tätigkeit enttäuscht, kündigt sie ihre Stelle und kehrt nach Cambridge zurück, da der Doktor ihrer Meinung nach keine kompetente Assistentin braucht, sondern nur jemand, der ihm Reagenzglässer reicht und sagt, wie brillant er ist.

#### Brigadier Lethbridge-Stewart

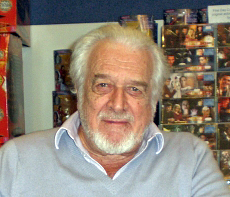
Nicholas Courtney, Darsteller von Brigadier Lethbridge-Stewart

Brigadier Alistair Gordon Lethbridge-Stewart (Nicholas Courtney), Sergeant John Benton (John Levene) und Captain Mike Yates (Richard Franklin) arbeiten mit dem Doktor bei UNIT zusammen und werden auch oft als Begleiter aufgelistet, da sie viele Abenteuer mit dem Doktor gemeinsam erleben. Auch die BBC beschreibt diese als solche. Unter Fans ist deren Auflistung als Begleiter umstritten, da diese den Doktor nicht für längere Zeit in seiner TARDIS begleiten. Jedoch reisen Brigadier Lethbridge-Stewart und Sergeant Benton zumindest kurzzeitig mit in der TARDIS.

#### Jo Grant

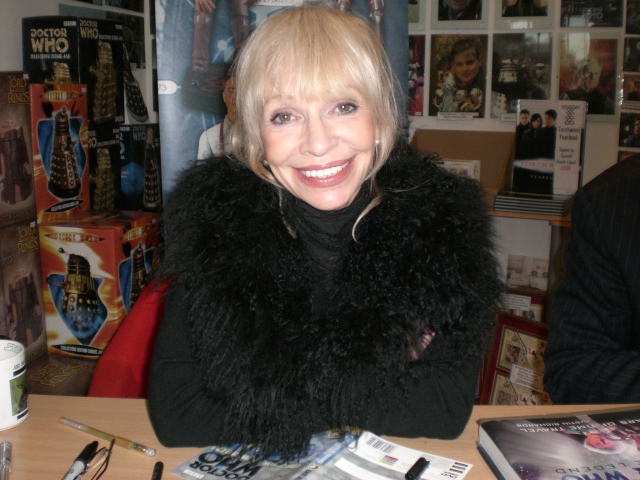
Katy Manning, Darstellerin von Jo Grant (2009)

Josephine „Jo“ Grant (Katy Manning) hilft dem dritten Doktor; sie arbeitet für UNIT und heiratet in der Folge The Green Death den Forscher Professor Jones. In einer Doppelfolge der Sarah Jane Adventures (The Death of the Doctor, Folge 4.05 und 4.06), einer Ablegerserie von Doctor Who, trifft sie den Doktor in Form seiner elften Inkarnation wieder. In dem Serial erfährt man, dass sie 7 Kinder und 12 Enkel (ein dreizehnter ist unterwegs) bekommen hat. Neben anderen Personen ist auch sie Teil einer Gruppe von ehemaligen Begleitern, die sich Jahre später über Abenteuer mit dem Doktor austauschen.

#### Sarah Jane Smith

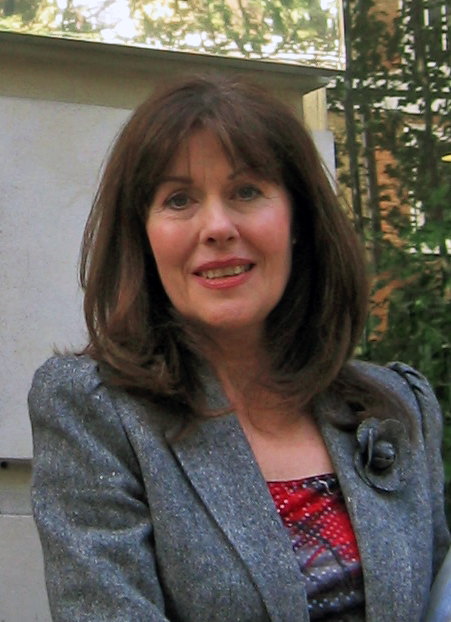
Elisabeth Sladen, 1973–83 und 2006–11 Darstellerin von Sarah Jane Smith (2003)

Sarah Jane Smith (Elisabeth Sladen, 1946–2011) ist Reporterin und begleitet in den 1970er- und 1980er-Jahren den dritten (Jon Pertwee) und vierten Doktor (Tom Baker). 2007 trifft sie den zehnten Doktor (David Tennant) in der Folge 2.04 School Reunion (dt. Titel: Klassentreffen) wieder. Dieses Zusammentreffen führte als Backdoor-Pilot dann zur Ablegerserie The Sarah Jane Adventures (2007–2011), in welcher beide sich in den Folgen 3.05/3.06 The Wedding of Sarah Jane Smith nochmals treffen. Im finalen Zweiteiler der vierten Staffel 4.12/4.13 von Doctor Who erlebt sie ein weiteres Abenteuer mit dem zehnten Doktor, sieht ihn jedoch am Ende der Folge 4.18 The End of Time (Teil 2) noch einmal kurz, bevor der Doktor in seine elfte Inkarnation (Matt Smith) regeneriert. In der Doppelfolge 4.05/4.06 The Death of the Doctor der Sarah Jane Adventures trifft sie schließlich die elfte Inkarnation des Doktors wieder (dann zusammen mit Jo Grant [jetzt Jo Jones]). Elisabeth Sladen verkörperte die Rolle der Sarah Jane bis unmittelbar vor ihrem Tod am 19. April 2011. Die fünfte Staffel der Sarah Jane Adventures wurde nach Sladens Bauchspeicheldrüsenkrebs-Diagnose im Februar 2011 gekürzt; das vorzeitige Ende wurde abgerundet mit einer Rückschau auf Sarah Janes Entwicklung von der einsamen Journalistin zur zweifachen Mutter und treuen Freundin sowie dem abschließenden Satz: „And the story goes on… forever.“

#### Harry Sullivan
Harry Sullivan (Ian Marter) ist Sanitätsoffizier in Diensten von UNIT und hat den Auftrag des Brigadiers, sich um den gerade regenerierten Doktor zu kümmern. Dieser lädt ihn ein, die TARDIS von innen zu betrachten, doch Harry verstellt aus Versehen die Armaturen, weshalb er den Doktor und Sarah Jane für 24 Episoden (12.01–12.20 und 13.01–13.04) begleitet und sich dabei als äußerst kampfstarker Companion erweist.

#### Leela
Leela (Louise Jameson) ist Kriegerin eines barbarischen Stamms aus der fernen Zukunft. Alle Menschen dort sind Nachfahren der Teilnehmer einer missglückten Planetenerkundungsmission, die im Laufe der Generationen wieder auf ein primitives Stammessystem zurückgefallen sind. Der Doktor schafft es, Leelas Aberglauben an Schamanismus und Magie zu brechen und sie von der wissenschaftlichen Denkweise zu überzeugen. Dies führt dazu, dass sich Leela – zunächst gegen seinen Willen – als Companion anschließt. Sie begleitet den Doktor in 40 Folgen (14.13–14.26, 15.01–15.26) und verlässt ihn schließlich in der Folge The Invasion of Time, um auf Gallifrey zu bleiben.

#### K-9

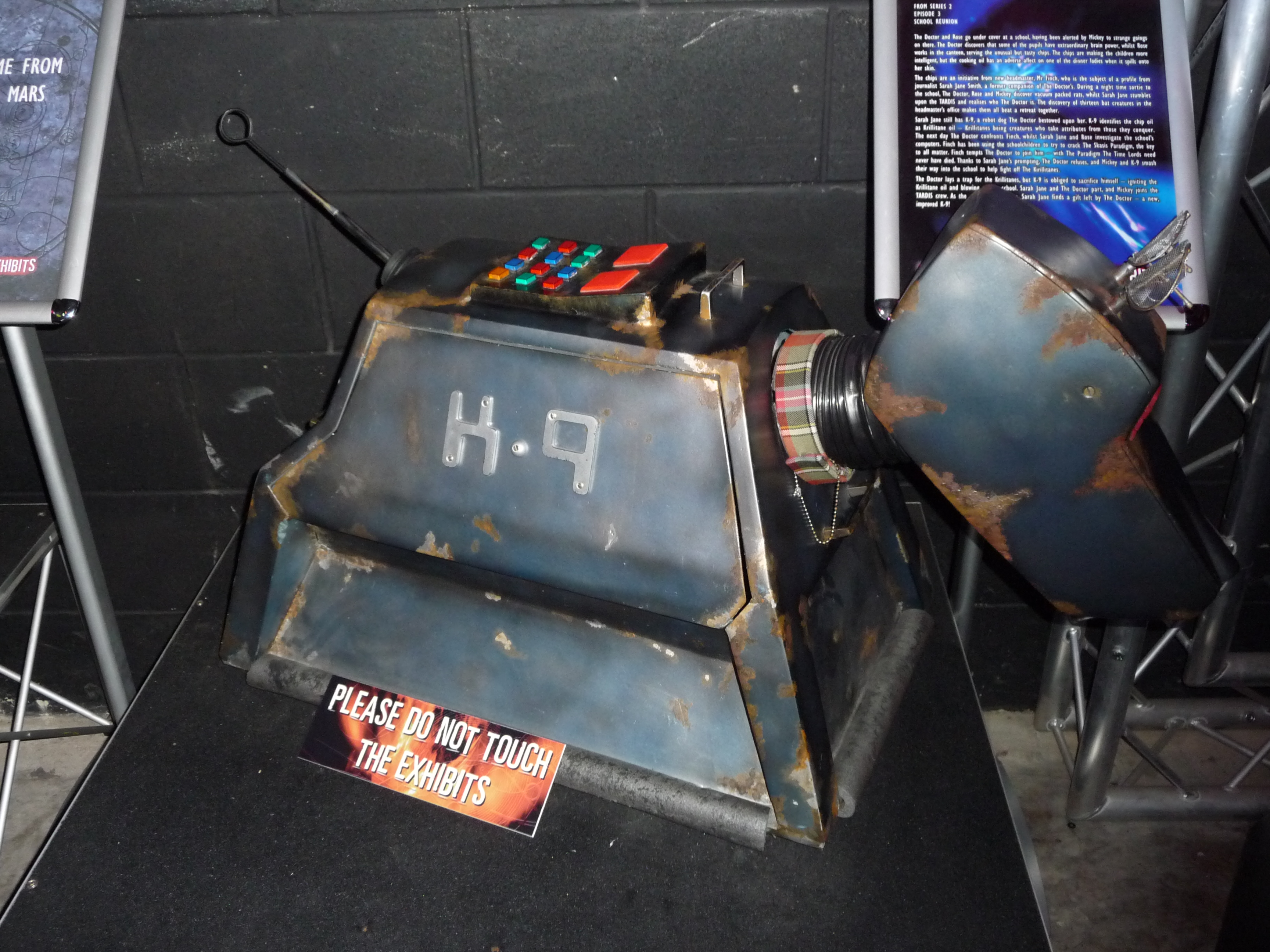
K-9 Mark III, 2006 in der Folge Klassentreffen

K-9 (Stimme: John Leeson) ist ein Roboterhund. Der Name K-9 ist dabei eine lautmalerische Schreibweise des englischen Begriffs canine (auf Deutsch: „hundeartig“, „hündisch“). K-9 stammt aus dem Jahr 5000 und war ursprünglich für Professor Marius entwickelt worden, der seinen Hund nicht mit auf seine Raumstation nehmen konnte. Nachdem er erfuhr, dass er zur Erde zurückkehrt, gibt er K-9 in die Obhut des Doktors und Leelas. K-9 redet im Original mehrere Protagonisten mit „Master“ bzw. „Mistress“ an, was dem deutschen „Herrchen“ oder „Frauchen“ nahekommt und auch so synchronisiert wird. Da er nur logisch denken kann und keinerlei Gefühle oder Vorstellungskraft besitzt, kommt es zu vielen urkomischen Dialogen zwischen ihm und anderen Figuren. Im Laufe der Serie gab es vier K-9-Modelle:
- K-9 Mark I: Der ursprüngliche K-9, nach einer abgewendeten Invasion ein Geschenk an den Doktor und Leela. Er entscheidet sich, zusammen mit Leela auf Gallifrey zu bleiben, als sie einen Timelord heiratet.
- K-9 Mark II: Ein identischer K-9, den der Doktor bereits auf Vorrat in der TARDIS lagert. Er bleibt mit Romana #2 im E-Space zurück, da er durch die Timewinds stark beschädigt ist und einen Übergang in den N-Space nicht überstehen würde.
- K-9 Mark III: Ein Weihnachtsgeschenk des Doktors an Sarah Jane. Er geht allerdings nach einiger Zeit kaputt und kann erst in der Folge 2.03 School Reunion (dt. Titel: Klassentreffen) vom zehnten Doktor repariert werden. In derselben Folge sprengt er sich und eine Schule in die Luft, um eine Invasion der Krilitanes zu stoppen.
- K-9 Mark IV: Zum Ende der Folge 2.03 School Reunion (dt. Titel: Klassentreffen) schenkt der zehnte Doktor Sarah Jane nach dem Heldentod von K-9 Mark III zum Abschied diesen intakten neuen K-9, der sie fortan begleitet (Spin-off The Sarah Jane Adventures). Zwischenzeitlich muss er jedoch ein schwarzes Loch bewachen und ist so einige Zeit beschäftigt. In der Doctor Who Doppelfolge The Stolen Earth (4.12, dt. Die gestohlene Erde) / Journey’s End (4.13, dt. Das Ende der Reise) – einem Crossover mit Torchwood und The Sarah Jane Adventures – hilft er dem zehnten Doktor, seinen versammelten Companions, dem Torchwood-Team und Sarah Janes intelligentem Computer Mr. Smith, die Erde nach dem Sieg über die Daleks aus der Medusa-Cascade wieder ins Sonnensystem zu ziehen.

#### Romana

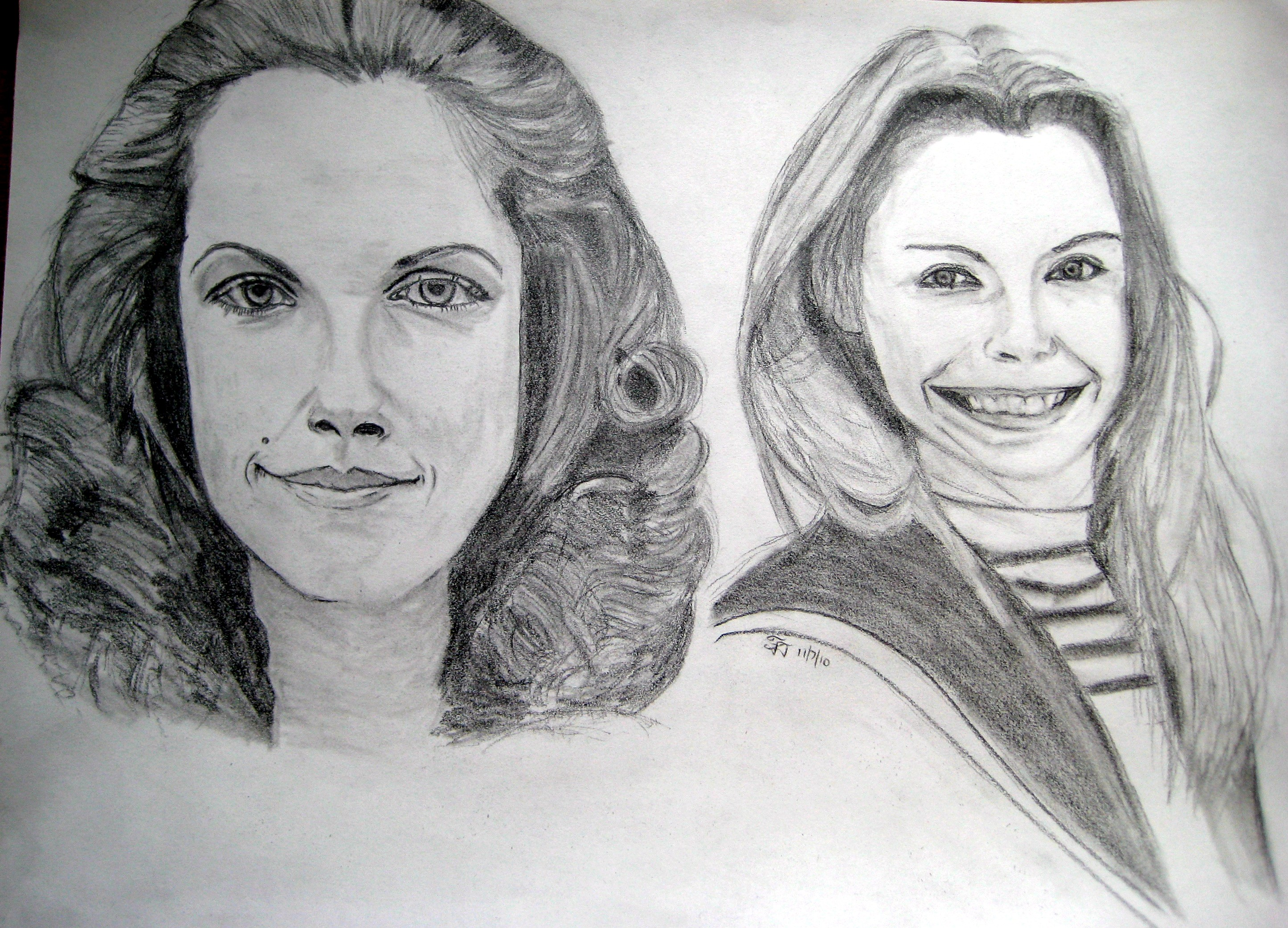
Zeichnung von Mary Tamm (links) und Lalla Ward (rechts) als Romana

Romanadvoratrelundar, kurz: Romana, ist eine Timelady (weiblicher Timelord), die neben Susan als einzige Person der eigenen Rasse mit dem Doktor reist. Über zwei Inkarnationen (meist als Romana I (Mary Tamm) und Romana II (Lalla Ward) bezeichnet) hinweg erlebte sie in 72 Folgen (16.01–16.26, 17.01–17.20/26 und 18.01–18.20) Abenteuer mit dem Doktor und wird in drei weiteren Folgen in Rückblenden o. Ä. gezeigt (Folge 602 The Five Doctors [dt. Titel: Die fünf Doktoren], 18.29 und 21.11, .12, .13. oder 14 [nur eine der letztgenannten Folgen]) (siehe auch Romana in der Liste der Rassen und Einzelwesen aus Doctor Who).

#### Adric
Adric (Matthew Waterhouse) ist ein nicht-irdisches, jugendliches Mathegenie und stößt im E-Space, einem Taschenuniversum, auf den Doktor und Romana. Er begleitet den Doktor ins normale Universum und stirbt in der Folge Earthshock bei dem Versuch, den Absturz eines Raumschiffs auf die Erde zu verhindern.

#### Nyssa von Traken
Nyssa von Traken (Sarah Sutton) ist eine außerirdische junge Frau vom Planeten Traken, wo sie als Adelige eine hervorragende Ausbildung genossen hat. Insbesondere in der Bio-Elektronik und der Cybernetik ist sie sehr bewandert. In Gefahrsituationen fällt sie durch entschlossenes Verhalten auf. Nachdem der Master den Körper ihres Vaters übernommen hat, begleitet sie den Doktor in der TARDIS. Sie infiziert sich mit einer lepraähnlichen Krankheit, als sie mit dem Doktor auf der Raumstation Terminus landet, wo Patienten, die an dieser Krankheit leiden, unter unmenschlichen Bedingungen behandelt werden. Nach ihrer Heilung beschließt sie, auf Terminus zu bleiben und zu helfen, die Station in ein funktionierendes Krankenhaus zu verwandeln.

#### Tegan Jovanka
Tegan Jovanka (Janet Fielding) ist eine eigenwillige australische Stewardess. Durch ihre forsche Art gerät sie oft mit dem Doktor und anderen Begleitern aneinander, hat aber dennoch enge Beziehungen zu diesen. Insbesondere mit Nyssa ist sie bis zu deren Verlassen der TARDIS eng befreundet, und auch der Tod Adrics geht ihr sichtlich nahe. Sie begleitet den Doktor, seit sie versehentlich in die TARDIS gegangen ist, unter der Annahme, es sei eine Polizei-Zelle. Zwischenzeitlich wird sie vom Doktor auf dem Flughafen in Heathrow zurückgelassen, begegnet ihm aber in Amsterdam wieder. Tegan wird zeitweilig von einer außerirdischen Entität namens Mara besessen. Nachdem sie bei einer Begegnung mit den Daleks den Tod vieler Menschen miterleben musste, beschließt sie, den Doktor zu verlassen, da sie nicht mehr mit seiner Lebensweise zurechtkommt. Viele Jahre später helfen sie wie auch die ehemalige Begleiterin Ace dem nun dreizehnten Doktor den Master und dessen Cybermen aufzuhalten. Dabei sprechen sich Tegan und ein Hologramm des fünften Doktors erstmals aus.

#### Vislor Turlough
Vislor Turlough (Mark Strickson) stammt vom Planeten Trion. Infolge eines Bürgerkrieges wurde er auf die Erde verbannt, wo er dem Doktor begegnet. Kurz zuvor wurde er vom Schwarzen Wächter kontaktiert, der ihm verspricht, ihn auf seinen Heimatplaneten zu bringen, wenn er den Doktor tötet. Turlough ist zunächst hin- und hergerissen, entscheidet sich aber schließlich dafür, beim Doktor zu bleiben. Turlough hat einen starken Selbsterhaltungstrieb, in Gefahrensituationen neigt er oft zu egoistischem und rücksichtslosen Verhalten. Letztendlich kann man sich aber auf ihn verlassen. Er ist technisch sehr bewandert und ist in der Lage, die TARDIS zu steuern und zu warten. Als er erfährt, dass sich die politische Situation auf seinem Heimatplaneten verändert hat und seine Verbannung aufgehoben wurde, kehrt er in seine Heimat zurück.

#### Kamelion
Kamelion (Stimme Gerald Flood) ist ein humanoider Roboter, der seine Gestalt ändern kann. Kamelion ist intelligent, hat aber einen sehr schwachen Willen und lässt sich sehr leicht beeinflussen. Er begegnet dem Doktor, als dieser einen Plan des Masters vereitelt, für den dieser Kamelion verwendet hat. Der Doktor nimmt ihn daraufhin in der TARDIS mit, wo er einige Zeit lang lebt, ohne viel mit deren anderen Bewohnern zu interagieren. Als es dem Master erneut gelingt, Kontrolle über Kamelion zu erlangen, fleht dieser den Doktor schließlich an, ihn zu zerstören, was dieser dann auch macht.

#### Peri Brown
Perpugilliam „Peri“ Brown (Nicola Bryant) ist eine amerikanische Studentin der Botanik. Sie begegnet dem Doktor auf Lanzarote, wo ihr Stiefvater archäologische Ausgrabungen durchführt. Dort rettet Turlough sie vor dem Ertrinken und bringt sie in die TARDIS, in der sie fortan mit dem Doktor reist. Sie ist kein Freund gefährlicher Situationen und beschwert sich oftmals beim Doktor, wenn die beiden in einer solchen landen. Nach seiner Regeneration in den sechsten Doktor ist Peri – besonders zu Beginn – oftmals sehr frustriert mit diesem und macht des Öfteren abfällige Bemerkungen über ihn. Dennoch gefällt ihr das Reisen mit dem Doktor in der TARDIS; Angebote, sie wieder nach Hause zu bringen, lehnt sie ab. Auf dem Planeten Thoros Beta werden die beiden getrennt, als der Doktor von den Timelords abgeführt wird, da er angeklagt ist, gegen Gesetze der Timelords verstoßen zu haben. Der Doktor erfährt später, dass Peri Yrcanos, den König von Thoros Alpha geheiratet hat, welchem sie und der Doktor auf Thoros Beta begegnet sind.

#### Mel Bush

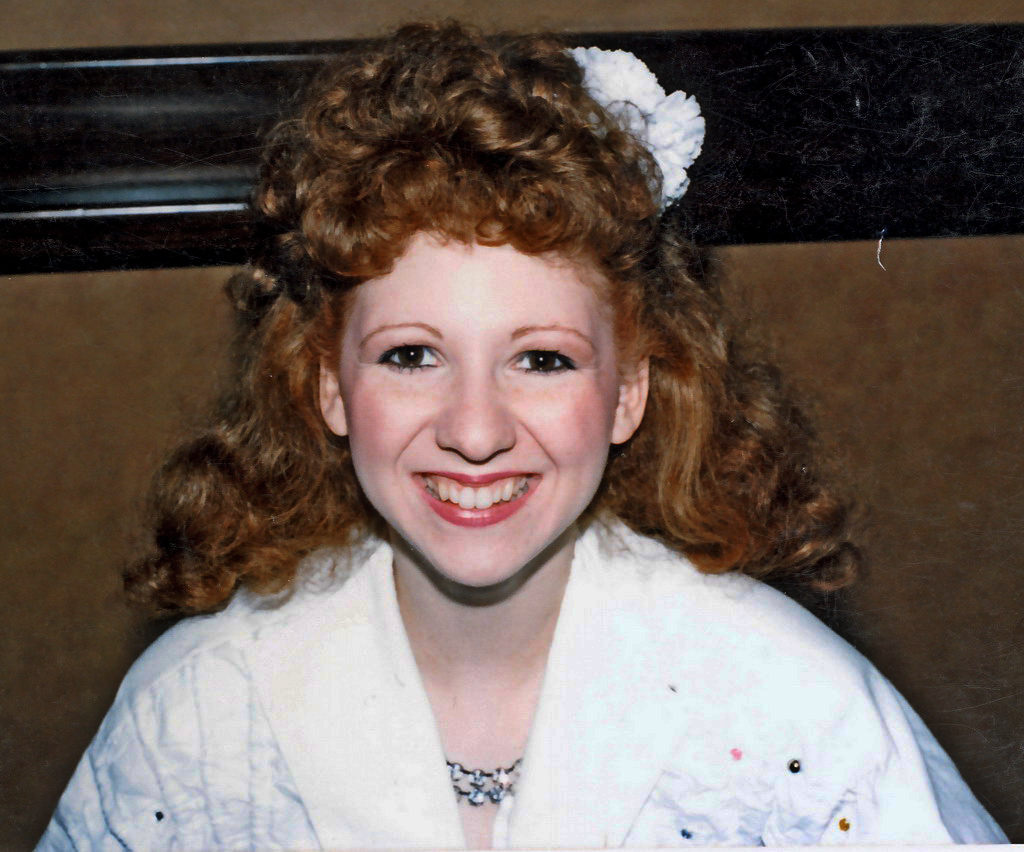
Bonnie Langford, Darstellerin von Mel (1986)

Melanie „Mel“ Bush (Bonnie Langford) ist eine Programmiererin aus dem England des 20. Jahrhunderts mit einem fotografischen Gedächtnis. Sie achtet sehr auf ihre Gesundheit und drängt den etwas übergewichtigen sechsten Doktor oftmals, sich gesünder zu ernähren und mehr Sport zu treiben. Der Doktor begegnet Mel das erste Mal, als sie während einer Gerichtsverhandlung zu seinen Gunsten ausgesagt hat. Diese Mel ist allerdings bereits einige Zeit mit seinem zukünftigen Ich gereist. Nach der Gerichtsverhandlung nimmt er Mel in seiner TARDIS mit, vermutlich um sie irgendwo abzusetzen und dann ihr jüngeres ich zum ersten Mal zu treffen. Dieses erste Treffen wurde in der Serie aber nie gezeigt. Mel verlässt den Doktor, um mit dem Ganoven Sabalom Glitz zu reisen. Jahre später ist sie Teil einer Gruppe ehemaliger Begleiter, die sich über Erlebnisse mit dem Doktor austauschen. Kurze Zeit danach nimmt sie ein Angebot von UNIT an und unterstützt im Special The Giggle (dt. Titel: Das Kichern) den vierzehnten Doktor im Kampf gegen den Celestial Toymaker. Dabei wohnt sie auch der Bigeneration des vierzehnten Doktors bei und sitzt später bei ihm und der Familie von Donna Noble, bei welchen er fortan lebt.

#### Ace

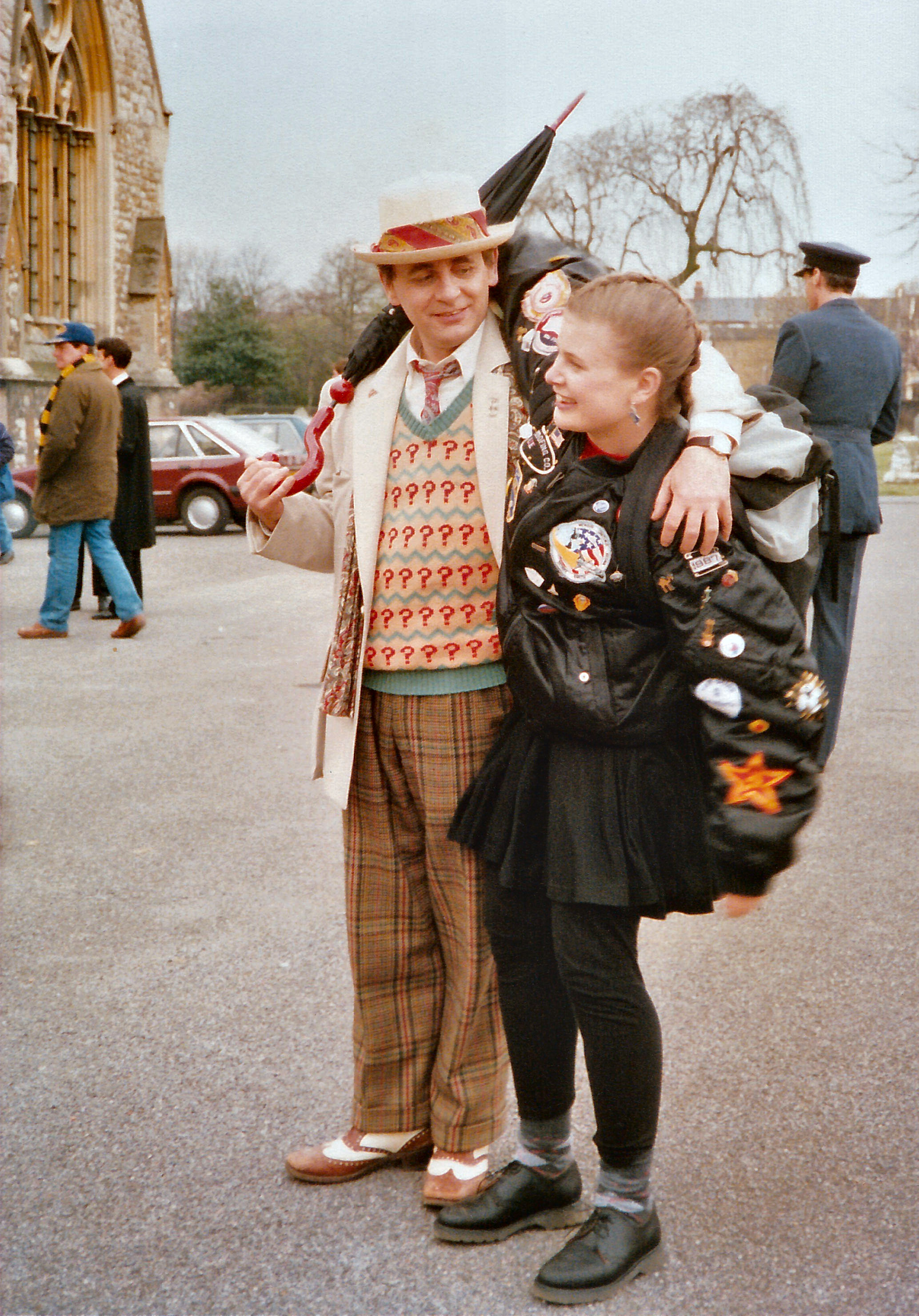
Sylvester McCoy als der 7. Doktor und Sophie Aldred als Ace 1988 bei den Dreharbeiten von Die Hand des Omega

Ace (Sophie Aldred) ist ein 16 Jahre altes Mädchen aus Perivale der 80er Jahre, das durch ein Experiment in einen Zeitsturm geraten ist und in der Zukunft auf dem Eisplaneten Svartos landet. Dort arbeitet sie als Kellnerin, bevor sie den siebten Doktor kennenlernt und diesen begleitet. Sie nennt den Doktor häufig „Professor“ und hält sich selten an seine Anweisungen, was er aber einplant. Ace hat stets Sprengstoff im Gepäck; aus diesem Grunde hat sie sich in der Vergangenheit mehrere Schulverweise eingehandelt. Ihr Outfit ist leicht am Punk-Stil der 1980er Jahre orientiert. Ihr Hintergrund sollte im Zuge des Cartmel Masterplan in der 27. Staffel noch mehr Tiefe gewinnen, was aber durch die vorläufige Einstellung der Serie nicht mehr umgesetzt wurde. Als der Master viele Jahre später seine Rache am dreizehnten Doktor ausführt, hilft Ace gemeinsam mit Tegan Jovanka und weiteren Begleitern, diesen Plan zu vereiteln. Ebenso spricht sie mit dem Doktor aus, als ein Hologramm das Erscheinungsbild des siebten Doktors annimmt.

#### Grace Holloway
Dr. Grace Holloway (Daphne Ashbrook) ist im 1996er Fernsehfilm eine Kardiologin, die dem achten Doktor bei einem Abenteuer auf der Erde im Kampf gegen den Master hilft und anschließend einen Kurztrip mit dem Doktor in der TARDIS unternimmt. Der Doktor bietet ihr daraufhin an, weiter mit ihr zu reisen, was sie jedoch ablehnt.

#### Rose Tyler

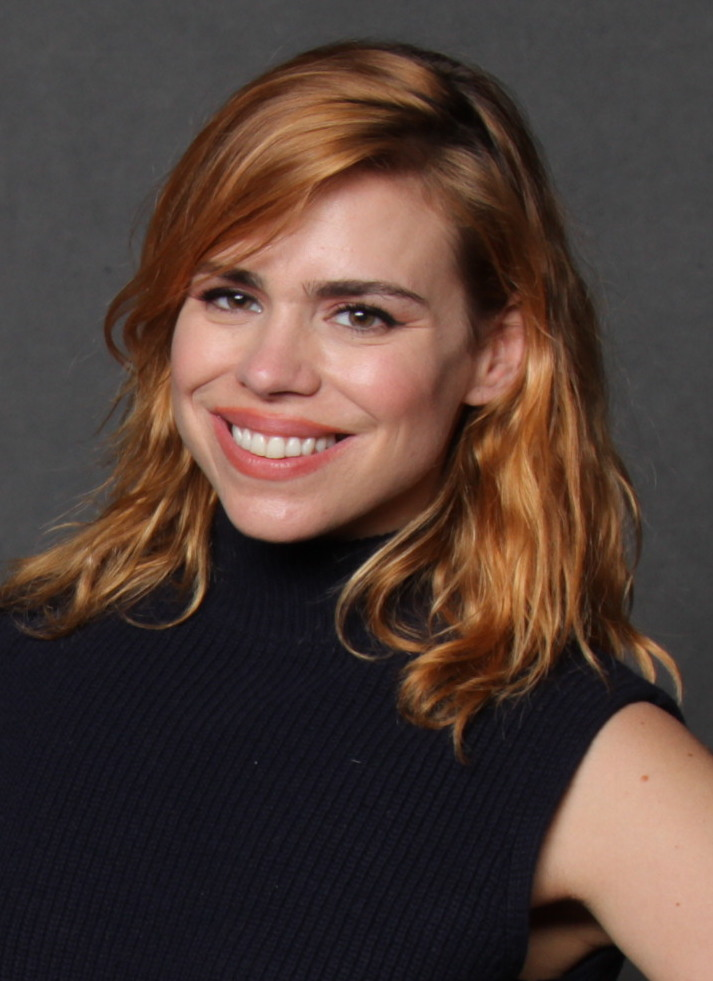
Billie Piper, 2005–10 und 2013 Darstellerin von Rose Tyler (2016)

Rose Tyler (Billie Piper) entstammt der britischen Arbeiterschicht und arbeitet zunächst als Verkäuferin in einem Kaufhaus in London. Als sie dort dem Doktor begegnet und ihm aus einer lebensbedrohenden Situation hilft, wird sie daraufhin in den ersten beiden Staffeln der neuen Serie (Folgen 1.01 bis 2.13) die erste dauerhafte Begleiterin des Doktors. Hierbei begleitet sie sowohl den 9. (Staffel 1) als auch den 10. (Staffel 2) Doktor. Im finalen Zweiteiler der ersten Staffel werden sie, der Doktor und Captain Jack Harkness im Jahr 200.100 von einer Armee Daleks angegriffen. Um sie zu schützen, verfrachtet der Doktor sie gegen ihren Willen in der TARDIS nach Hause. Da sie die TARDIS nicht einfach zurückfliegen kann, öffnet sie zusammen mit Mickey Smith das Herz der TARDIS, das zuvor bereits in der Folge 1.11 Boom Town (dt. Titel: Der Spalt) in Aktion trat. So gelingt es ihr, die TARDIS dazu zu bringen, den Doktor zu retten. Die TARDIS bringt sie zurück ins Jahr 200.100 zum Dalek-Angriff und verbindet ihr Herz vorübergehend mit Rose, wodurch diese kurzzeitig zu einem übermächtigen Wesen wird. Sie vernichtet die Daleks und ihre Kriegsflotte und belebt Captain Jack Harkness wieder. Der hatte sich zwischenzeitlich im Kampf gegen die Daleks geopfert, um dem Doktor mehr Zeit zu verschaffen, seinen Verteidigungsplan umzusetzen. Später erfährt man (vgl. Folge 3.11), dass sie, weil sie die Kraft nicht richtig beherrschen konnte, Captain Jack Harkness für immer wiederbelebt hat, er so zu einem Fixpunkt in der Zeit wurde und Rose damit für seine Unsterblichkeit verantwortlich ist. Nicht einmal der Doktor kann dies rückgängig machen (vgl. Folge 3.13). Am Ende der zweiten Staffel wird Rose in einem Paralleluniversum vom Doktor getrennt, in das dieser mit seiner TARDIS nicht mehr zurückkehren kann. Mit ihren letzten Worten gesteht sie dem Doktor ihre Liebe, bevor dieser jedoch antworten kann, reißt die Verbindung zwischen den Welten endgültig ab. An ihre Stelle tritt in der dritten Staffel Martha Jones. Am Ende der vierten Staffel trifft Rose dann aber doch wieder auf den Doktor. Zuvor erschien sie bereits kurz am Ende der Folge 4.01 Partners in Crime, ohne dem Doktor dabei persönlich zu begegnen. Bevor sie in der Folge 4.11 Turn Left schließlich wieder richtig mit dem Doktor zusammentrifft, ist sie in den Folgen 4.05 The Poison Sky  und 4.10 Midnight  jeweils für Sekundenbruchteile auf einem Computerbildschirm zu sehen, wie sie (ohne Ton) nach dem Doktor ruft. Dem Doktor entgeht dieser kurze Augenblick allerdings beide Male. Bisher erlebte sie in insgesamt 30 Folgen (1.01–2.13 und 4.11–4.13) Abenteuer mit dem Doktor und ist in drei weiteren Folgen (4.01, 4.05 und 4.10) kurz zu sehen. In der Folge 4.18 The End of Time (Teil 2) tritt sie noch mal kurz als Person in Erscheinung (der zehnte Doktor reist in die Zeit unmittelbar vor ihrem ersten Treffen mit dem neunten Doktor zurück). In dem Special Der Tag des Doktors ist sie zum bisher letzten Mal zu sehen. Allerdings ist sie hier das holographische Interface einer intelligenten Waffe.

#### Adam Mitchell
Adam Mitchell (Bruno Langley) reist Mitte der ersten Staffel in der Folge 1.07 The Long Game (dt. Titel: Langzeitstrategie) mit dem neunten Doktor und Rose Tyler. Er hintergeht den Doktor jedoch und wird am Ende der Folge zuhause abgesetzt.

#### Captain Jack Harkness

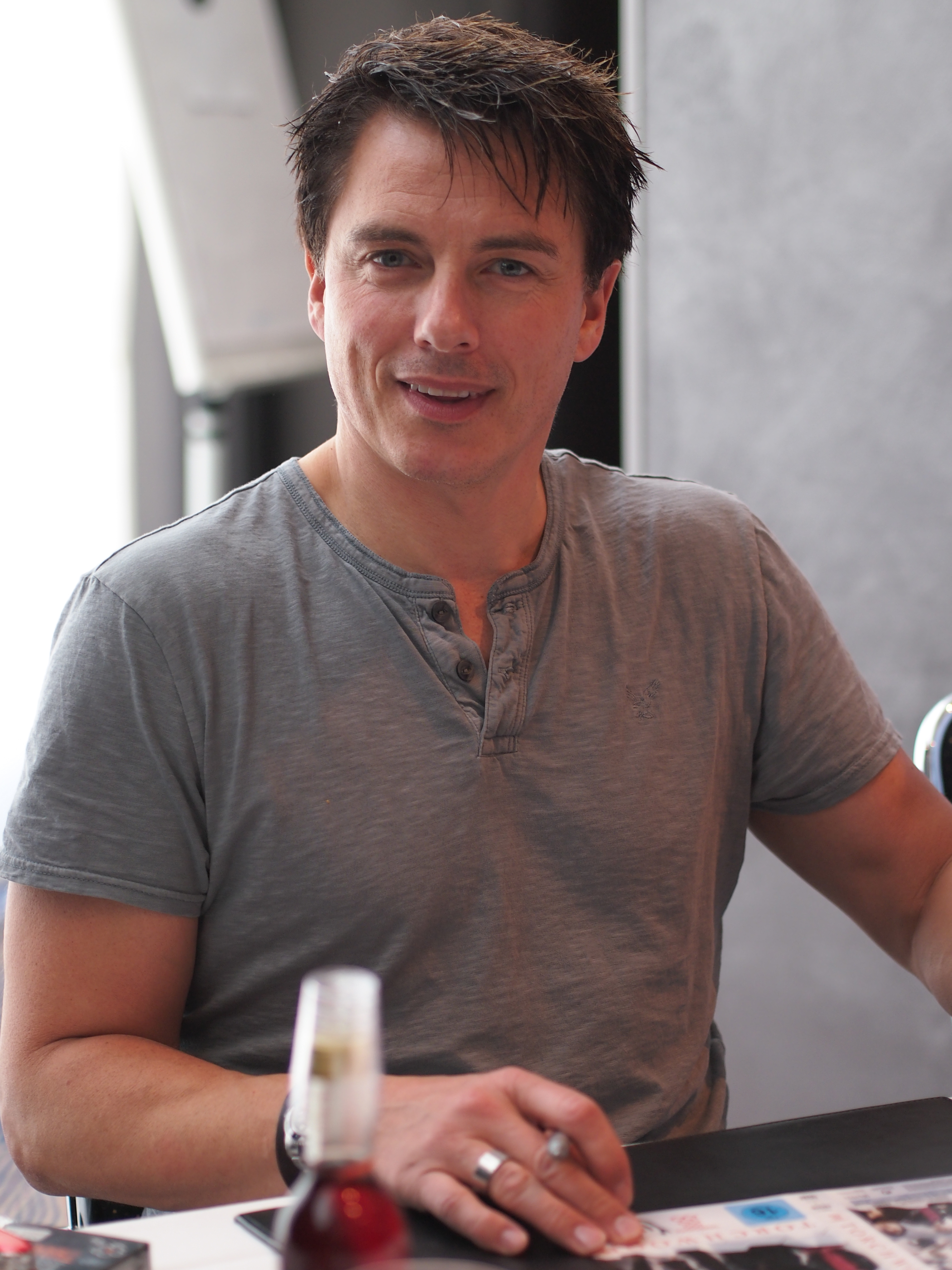
John Barrowman, 2005–11, 2020–21 Darsteller von Captain Jack (2013)

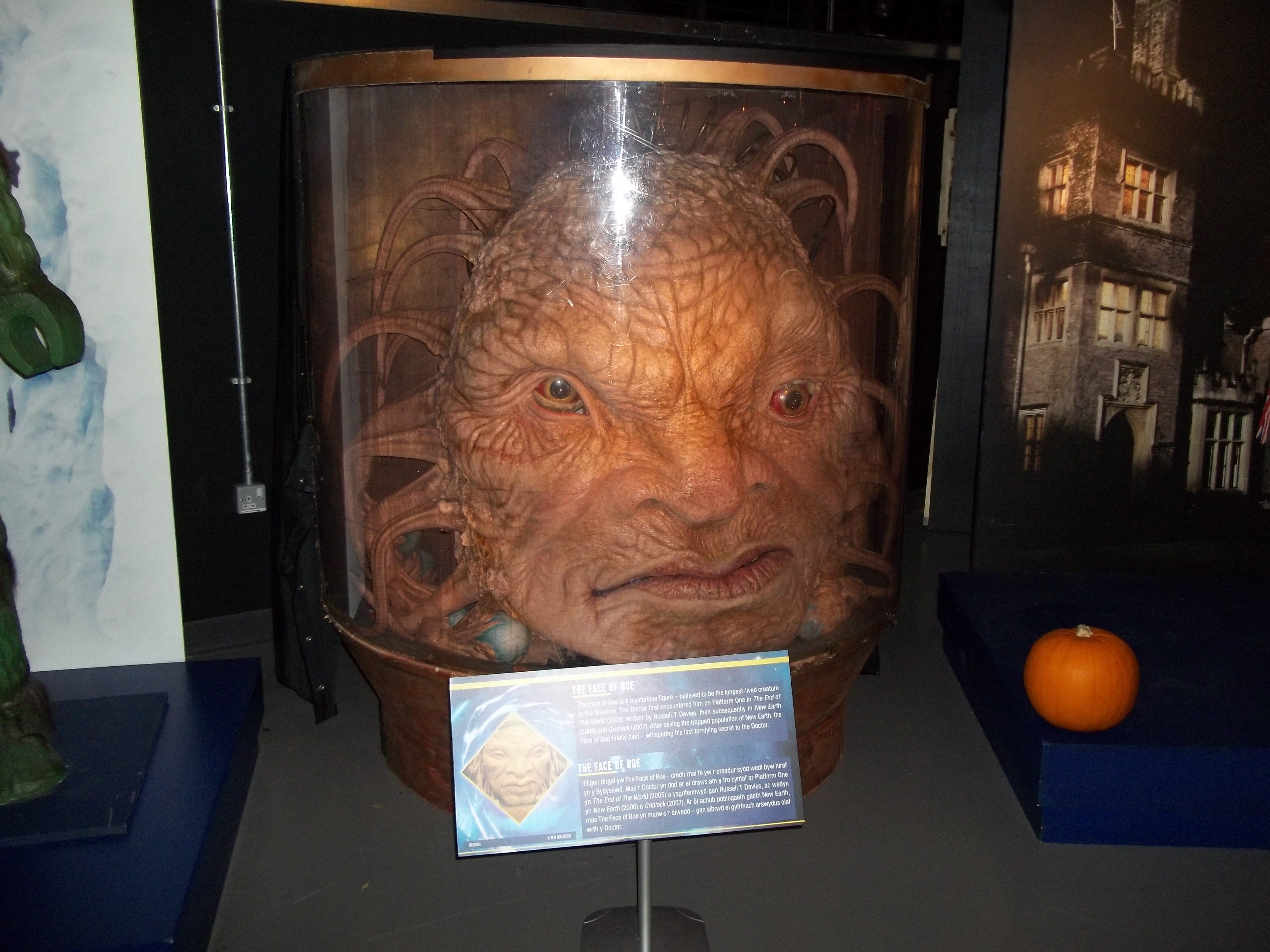
Das Gesicht von Boe (Doctor Who Experience – Ausstellung in Cardiff)

Captain Jack Harkness (John Barrowman MBE) ist ein Trickbetrüger und ehemaliger Agent der menschlichen Zeitreiseagentur aus dem 51. Jahrhundert, der während des London-Blitz auf den 9. Doktor und Rose Tyler trifft. Die Rolle des Captain Jack ist zu Anfang eher komödiantisch angelegt. Von seiner ersten Szene an flirtet er mit allem und jedem und nimmt es mit Gesetzen und Moralvorstellungen, die nicht aus seinem Zeitalter stammen, nicht genau. Rose verfällt seinem Charme augenblicklich und weckt im Doktor erstmals etwas wie Eifersucht und einen gewissen Wettkampfgeist. Sehr schnell entwickelt Barrowmans Figur jedoch Tiefgang, Harkness wird Teil des Teams, noch im Verlauf dieses ersten Treffens zeigt er sich bereit, sein Leben für seine neuen Freunde zu opfern, und fängt eine gezündete Nazi-Fliegerbombe mit seinem Shuttle ab. Letztlich wird er vom Doktor und Rose gerettet, indem sie ihn unmittelbar vor der Detonation in die TARDIS holen. Er reist daraufhin in den letzten fünf Folgen (1.09–1.13) der ersten Staffel mit den beiden. In der letzten Folge opfert er sich im Kampf gegen die Daleks und stirbt diesmal tatsächlich, wird aber von Rose wiedererweckt, als diese durch die vorübergehende Verbindung mit dem Herz der TARDIS für kurze Zeit zu einem übermächtigen Wesen wird. Seitdem ist er unsterblich, ein „Fixpunkt in Zeit und Raum“. Da dies wider die Naturgesetze ist und sein Anblick dem Doktor anfangs körperliche Schmerzen zufügt, lässt er ihn am Ort des Geschehens im Jahr 200.100 zurück. Mit dem Zeitreisegerät aus seiner Zeit als Agent der Zeitreiseagentur will er zurück ins 21. Jahrhundert reisen, in der Vermutung, dort den Doktor wiedertreffen zu können. Er verpasst jedoch das 21. Jahrhundert und landet im Jahr 1869, wobei sein Zeitreisegerät beschädigt wird. Er lässt sich in Cardiff nieder, wohl wissend, dass der dortige Spalt im Raum-Zeit-Gefüge früher oder später vom Doktor zum Aufladen seiner TARDIS verwendet werden würde. Dort schließt er sich der Torchwood-Niederlassung Torchwood 3 an, wird zur Jahrtausendwende unfreiwillig deren Oberhaupt und damit nach der Zerstörung von Torchwood 1 (Canary Warf, London) am Ende der zweiten Who-Staffel (Folge 2.12 und 2.13) sowie der Schließung von Torchwood 2 (Glasgow) zum Chef des gesamten Torchwood-Instituts. Zwischen der zweiten Who-Staffel und der Folge 3.11 ist die erste Staffel des Who-Ablegers Torchwood angesiedelt. In deren finaler Folge hört Harkness den Klang der sich materialisierenden TARDIS und verlässt die Torchwoodbasis und sein Team für den Doktor, den er infolgedessen im finalen Dreiteiler der dritten Who-Staffel (Folge 3.11–3.13) begleitet. Mit der Ablegerserie Torchwood (erwachsenes Zielpublikum im Gegensatz zu Doctor Who und den Sarah Jane Adventures) wird Harkness zu einem ernsteren, fast düsteren Charakter. Zwischen seiner letzten Begegnung mit dem 9. Doktor und dem Beginn der ersten Staffel hat er bereits 140 Jahre auf der Erde verbracht, in vielen Kriegen gekämpft, Freunde und Familie verloren und trägt nun die Verantwortung für ein kleines Team mit gigantischer potentieller Macht und entsprechender Versuchung. Seine Schutzbefohlenen schweben unablässig in Lebensgefahr, und an ihm ist es immer wieder, schwere bis unmögliche Entscheidungen über Leben und Tod anderer zu treffen. Dies alles lastet auf ihm und macht ihn im Verlauf der Serie zu einem bitteren, gebrochenen Mann. Sein Wiedersehen mit dem zehnten Doktor und seine Begegnung mit dessen neuer Begleiterin Martha, lässt ihn allerdings zwischenzeitlich aufatmen. Er findet schnell seinen Platz und kann – von den Umständen im Kampf gegen den Master abgesehen – eine verhältnismäßig schöne Zeit mit den beiden verbringen. Die Reise dauert etwa eineinhalb Jahre, von welchen allerdings ein ganzes Jahr durch die Zerstörung einer Paradoxon-Maschine zurückgesetzt wird. Jack kommt zu dem Entschluss, zur Erde und seinem Team zurückkehren zu wollen, und schlägt ein Angebot des Doktors aus, ihn dauerhaft zu begleiten. Zum Abschied (3.13 Last of the Time Lords) erzählt er dem Doktor und Martha eine Anekdote aus seiner Kindheit, aus der hervorgeht, dass der unsterbliche, aber langsam alternde Harkness im Laufe der Jahrtausende zum Gesicht von Boe werden könnte. Insgesamt erlebte er bislang in 10 Folgen (1.09–1.13, 3.11–3.13 und 4.12–4.13) Abenteuer mit dem Doktor und dessen jeweiliger Begleitung und trifft am Ende des Neujahrsspecials The End of Time (Teil 2) nochmals kurz in einer Bar auf die zehnte Inkarnation. 2020 kehrte er nach 10 Jahren Pause in der Folge Fugitive of the Judoon (12.05) zurück. Er möchte der nunmehr 13. Inkarnation des Doktors eine Warnung überbringen, trifft jedoch nur auf die aktuellen Begleiter Graham, Ryan und Yasmin. Im Special Revolution of the Daleks (12.11) befreit er den Doktor aus der Gefangenschaft der Judoon und hilft ihr sowie ihren Begleitern, eine angreifende Dalekflotte zu stoppen. Danach verabschiedet er sich vom Doktor, um seine Kollegin und Freundin Gwen Cooper einzuholen.
Siehe auch: Captain Jack Harkness im Artikel Torchwood

#### Martha Jones

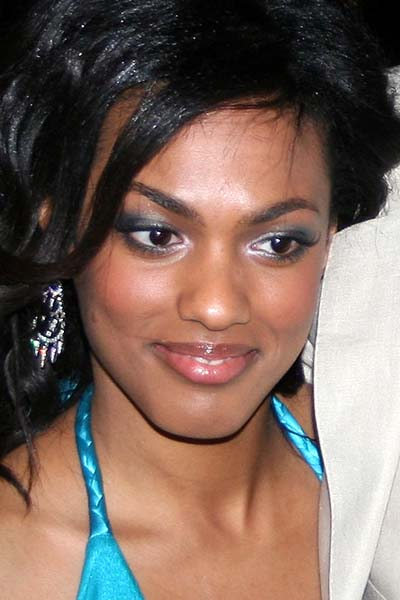
Freema Agyeman, 2006–10 Darstellerin von Martha Jones (2007)

(Dr.) Martha Jones (Freema Agyeman) ist eine Medizinstudentin, die nach Rose Tyler die zweite dauerhafte Begleiterin des Doktors in der neuen Serie wird und in der dritten Staffel (3.01 bis 3.13) mit ihm reist. Sie verlässt ihn jedoch am Ende der dritten Staffel bereits wieder. In der vierten Staffel erlebt sie als zwischenzeitlich promovierte Medizinerin und UNIT-Agentin mit dem Doktor und seiner dann aktuellen Begleiterin Donna Noble in den Folgen 4.04 The Sontaran Stratagem, 4.05 The Poison Sky und 4.06 The Doctor’s Daughter noch einmal Abenteuer. Britische Medien bezeichneten sie als die erste schwarze Begleiterin des Doktors, obwohl Roses dunkelhäutiger Freund Mickey Smith bereits mehrfach in den ersten beiden Staffeln mit dem Doktor reist. Da nicht genau festgelegt ist, was einen Reisebegleiter zum „Companion“ macht, ist dieser Punkt strittig. Die aktuelle Doctor-Who-Website der BBC-Sendung listet Mickey Smith als „Begleiter“. Martha Jones erlebte bisher in 18 Folgen (3.01–3.13, 4.04–4.06 und 4.12–4.13) Abenteuer mit dem Doktor. Darüber hinaus trifft sie noch am Ende des Neujahrsspecials The End of Time (Teil 2) kurz auf den Doktor, bevor dieser regeneriert. Im Zuge dieses Auftritts erfährt man, dass sie inzwischen mit Mickey Smith verheiratet ist, der im vorangegangenen Staffelfinale (4.12 The Stolen Earth / 4.13 Journey’s End) aus Roses Paralleluniversum zurückgekehrt war. In der Doppelfolge 4.04/4.05 war sie noch mit dem Arzt Tom Milligan (Médecins Sans Frontières) verlobt gewesen, den sie zuvor im Dreiteiler 3.11–3.13 kennengelernt hatte.

#### Astrid Peth
Astrid Peth, verkörpert von Gaststar Kylie Minogue, steht dem 10. Doktor im 2007er Weihnachtsspecial Voyage of the Damned (Folge 4.00) zur Seite. Astrid hatte mit dem Doktor bereits ausgemacht, ihn künftig zu begleiten, opfert sich gegen Ende der Folge jedoch, um die Erde zu retten.

#### Donna Noble

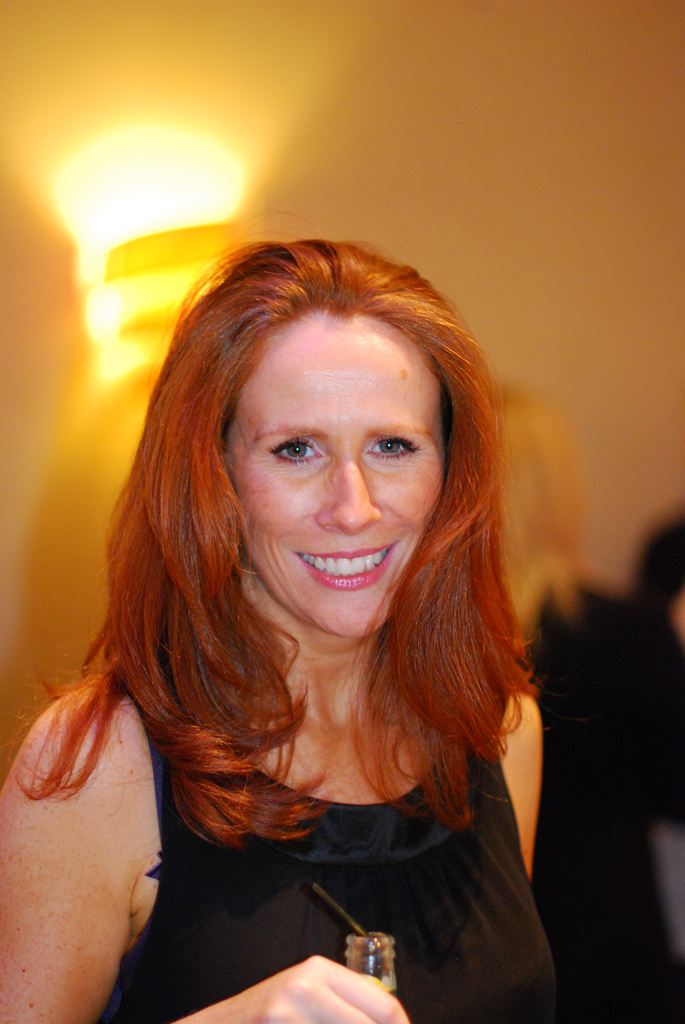
Catherine Tate, 2006–10, 2023 Darstellerin von Donna Noble (2010)

Donna Noble (Catherine Tate) ist nach Rose Tyler und Martha Jones die dritte dauerhafte Begleiterin des Doktors in der neuen Serie. Sie trifft zunächst im 2006er Weihnachtsspecial The Runaway Bride (Folge 3.00) den 10. Doktor und bekämpft mit ihm erfolgreich die Racnoss. Da er Rose Tyler verloren hat, bietet er ihr am Ende der Folge an, ihn auf seinen Reisen zu begleiten. Sie lehnt jedoch (zunächst) ab, weil ihr das Leben mit dem Doktor als zu gefährlich erscheint. Seit ihrem Weihnachtsabenteuer mit dem Doktor sieht sie die Welt jedoch mit anderen Augen und geht auf eigene Faust ungewöhnlichen Ereignissen nach in der Hoffnung, den Doktor wiederzutreffen und ihn doch noch auf seinen Reisen zu begleiten. So begegnet sie ihm zu Beginn der vierten Staffel in der Folge 4.01 Partners in Crime im Kampf gegen die Adipösen wieder. Da seine zwischenzeitliche Begleiterin Martha Jones ihn zuvor verlassen hat, um sich um ihre Familie zu kümmern, nimmt er Donna nun als seine Begleiterin mit auf Reisen. Zum Ende der Staffel muss der Doktor nach einer beidseitigen Mensch-Timelord-Metakrise (siehe auch den Abschnitt über die Familie des Doktors im Artikel Der Doktor) jedoch zu ihrem eigenen Schutz ihre Erinnerungen an ihn und die gemeinsamen Abenteuer aus ihrem Gedächtnis löschen und sie auf der Erde zurücklassen. Sie erlebte in 14 Folgen (3.00 und 4.01–4.13) Abenteuer mit dem Doktor. Ihr Großvater ist Wilfred Mott (Bernard Cribbins OBE). In dem Weihnachts-/Neujahrsspecial The End of Time (4.17/4.18), in dem Mott den Doktor begleitet, tritt sie anschließend erneut auf, ohne dem Doktor direkt zu begegnen. Im Special The Star Beast (dt. Titel: Das Monster von den Sternen) kehrt Donna zurück und trifft auf den mittlerweile vierzehnten Doktor, der ihr zunächst aufgrund der Metakrise aus dem Weg zu gehen versucht. Dennoch finden beide wieder zusammen und erleben drei weitere Abenteuer, wobei die Gefahr der Metakrise durch die Beziehung zu ihrer Tochter Rose Noble gebannt werden kann. Nach dem Sieg über den Celestial Toymaker entschließt sich der vierzehnte Doktor dauerhaft bei ihr und ihrer Familie zu bleiben.

#### River Song

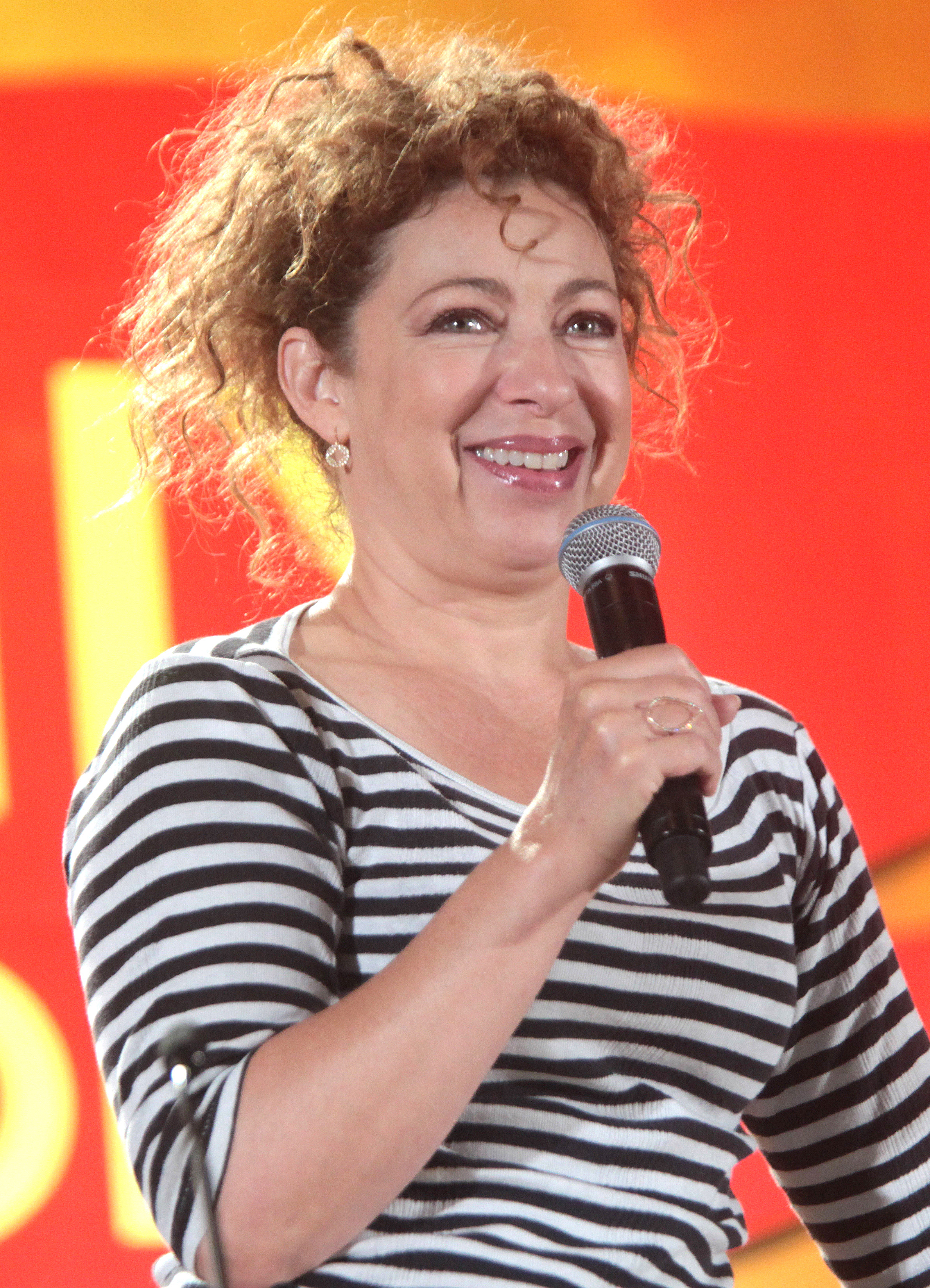
Alex Kingston, 2008–15 als River Song/Melody Pond (2016)

(Prof. Dr.) River Song (Alex Kingston) ist eine zukünftige Begleiterin und Ehefrau des Doktors. Sie wird schließlich einmal so vertraut mit ihm, dass er ihr sogar seinen echten Namen anvertraut. Als Tochter von Rory Williams und Amy Pond wurde sie in der TARDIS gezeugt und ist durch diesen Umstand halb Timelord, halb Mensch. Ursprünglich bekam sie von Amy den Namen Melody Pond, aber seit ihrer Regeneration in die Inkarnation, in der der Doktor sie kennengelernt hat, nennt sie sich selbst River Song (Rückübersetzung ihres Geburtsnamens aus einer Sprache eines fremden Planeten). Kurz nach ihrer Geburt wird sie von der Organisation Die Stille entführt und darauf gedrillt, den Doktor zu töten, was ihr schließlich auch scheinbar gelingt. Indem die Stille den Mord am Doktor zum Fixpunkt in Raum und Zeit machte, war River gezwungen, die ihr vorherbestimmte Tat zu vollenden – ihr verzweifelter Versuch, diesem Schicksal zu entgehen, führt zwischenzeitlich zu einem gefährlichen Kollaps der Erdzeit. Der Doktor opfert sich, um die Zeitachse und das Universum ein letztes Mal zu retten, kann seinen Tod aber durch die Hilfe alter Freunde schließlich tatsächlich nur vortäuschen. River wird für den Mord verhaftet, die Traumatisierung bewirkt, dass sie den Grund für ihre Verhaftung vergisst. Die Gefängnismauern stellen für sie allerdings kein großes Hindernis dar, sie verlässt ihre Zelle regelmäßig, um Abenteuer mit dem Doktor zu erleben, kehrt aber stets zeitnah wieder zurück, sodass sich die Wärter mit diesem Spiel arrangieren.
Da sowohl River als auch der Doktor Zeitreisende sind (und sie oft nicht gemeinsam reisen), sind ihre Zeitlinien nicht parallel. Den beiden gelingt es dennoch stets – teilweise mit sehr extravaganten Mitteln –, miteinander in Kontakt zu treten. Der Doktor schenkt River nach ihrer zweiten (und letzten) Regeneration ein blaues Tagebuch, das optisch der TARDIS ähnelt, worin sie fortan alle ihre Abenteuer mit dem Doktor festhält. Der Doktor darf es jedoch nicht einsehen, damit er nicht zu viel über seine persönliche Zukunft erfährt. Zwischenzeitig führt der Doktor ein ähnliches Tagebuch über seinen Zeitverlauf ihrer Begegnungen und bei jedem neuen Aufeinandertreffen gleichen sie ihre Erlebnisse ab, um zu bestimmen, an welchem Punkt ihrer jeweiligen Zeitlinien sie stehen. Während River dem Doktor (und damit indirekt dem Zuschauer) meist chronologisch voraus ist, gibt es jedoch auch umgekehrte Situationen: River erkennt lange Zeit den zwölften Doktor nicht, da sie dessen Regeneration für ausgeschlossen hält. River ist nicht nur in der Lage, die TARDIS zu steuern, sie tut dies besser und präziser als der Doktor (das charakteristische Geräusch, wenn die TARDIS landet, erklärt sie etwa als ausgelöst durch eine angezogene Handbremse; die TARDIS könnte rein theoretisch geräuschlos landen). Dem zwölften Doktor verrät sie versehentlich, dass sie sich die TARDIS gelegentlich für eigene Zwecke ausleiht.
River stirbt beim ersten Treffen mit dem Doktor (in dessen Zeitlinie), um ihm das Leben zu retten. Da aber eine ältere Version des Doktors natürlich Kenntnis von diesem Ereignis hat, schenkt er River bei ihrer letzten Begegnung als Ehepaar einen modifizierten Schall-Schraubenzieher mit einem Bewusstseins-Link, in dem ihr Bewusstsein für kurze Zeit nach ihrem Tod nachhallt, sodass sein jüngeres Ich Rivers Bewusstsein in einen Computer hochladen kann, wo sie dann in einer virtuellen Realität weiterexistiert. Als solche kann sie tatsächlich auch zu einem späteren Zeitpunkt noch Kontakt zum Doktor aufnehmen, er ist allerdings meist der einzige, der ihren Geist noch sehen kann. Bisher tauchte River Song in 14 Folgen (4.08–4.09, 5.04–5.05, 5.12–5.13, 6.01–6.02, 6.07–6.08, 6.13, 7.05, 7.13 und 9.13) auf, sie erhielt zudem wie schon einige andere Companions vor ihr eine eigene Hörspielserie beim BBC-Partner Big Finish Productions.

#### Jackson Lake

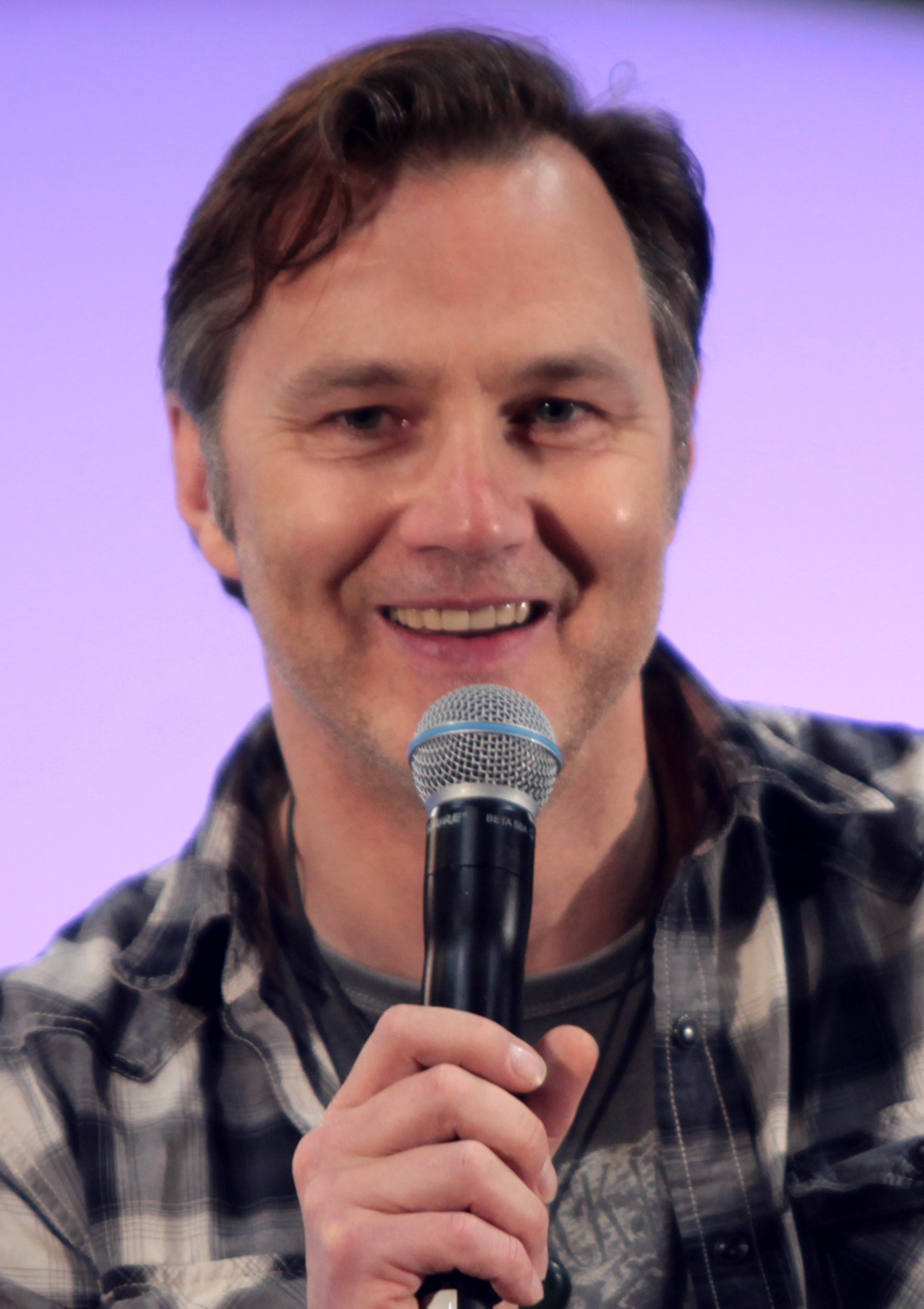
David Morrissey, 2015

Jackson Lake (David Morrissey) ist im Weihnachtsspecial 2008 The Next Doctor (Folge 4.14) ein Mann im viktorianischen England, der durch die Cybermen versehentlich einige Informationen über den Doktor in seinen Kopf implantiert bekam. Er hält diese Informationen für Erinnerungen und glaubt daher, er sei der Doktor. Auch der Doktor selbst glaubt zeitweilig, auf eine zukünftige Inkarnation seiner selbst getroffen zu sein, bis er die Wahrheit entdeckt. Lake baute eine eigene „TARDIS“ in Form eines Heißluftballons („Tethered Aerial Release Developed in Style“; in der deutschen Synchronisation „taugesichertes, aerodynamisches raumgefährt, das ich selbst erdachte“) und fand in Rosita (Velile Tshabalala) eine treue Gefährtin, die mit ihm in dieser Folge auch dem zehnten Doktor im Kampf gegen den Cyberking (ehem. Miss Hartigan, Dervla Kirwan) zur Seite steht. Letztlich bleiben beide in London, Lake stellt Rosita als permanentes Kindermädchen für seinen geretteten Sohn ein.

#### Lady Christina de Souza und Malcolm Taylor

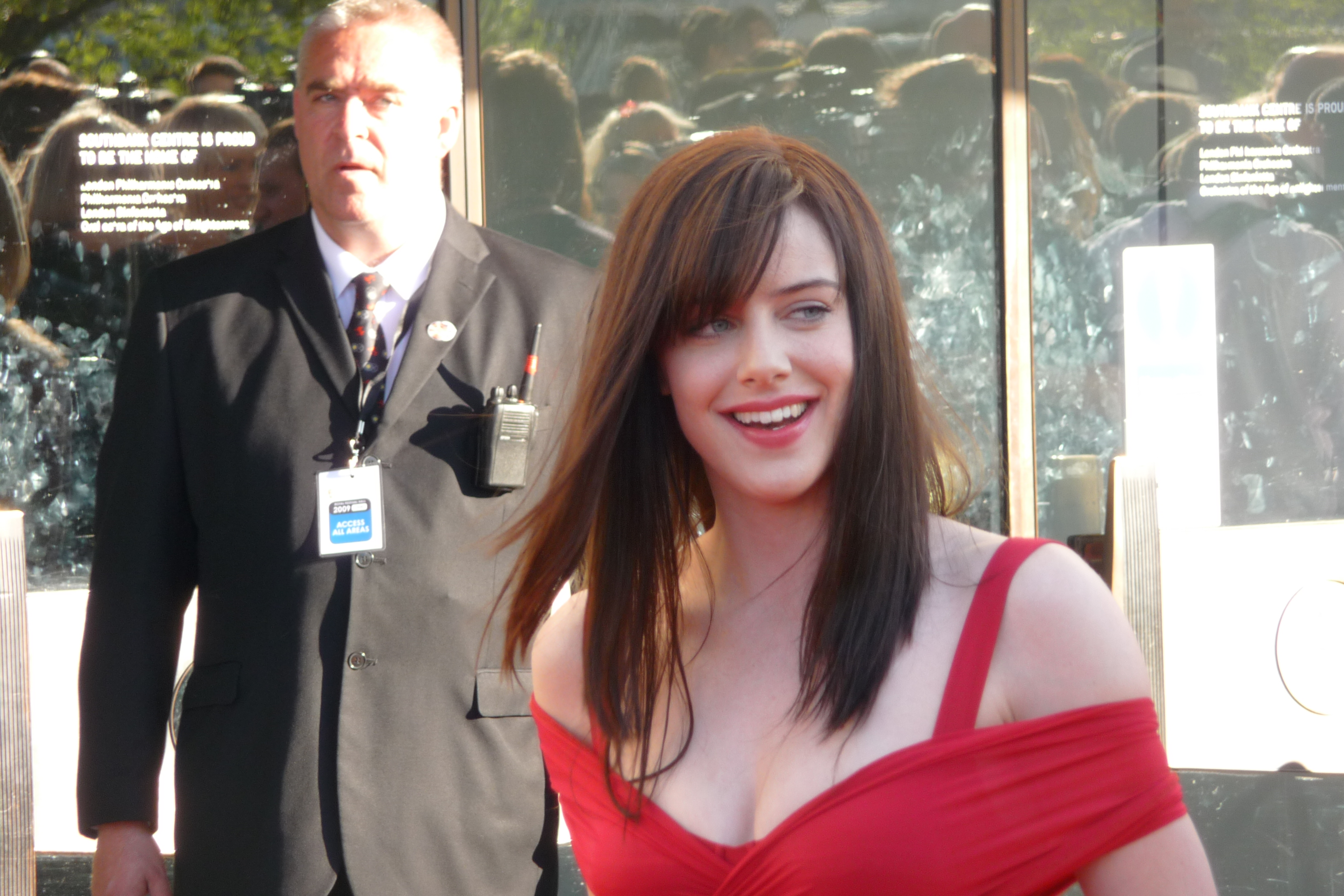
Michelle Ryan, 2009

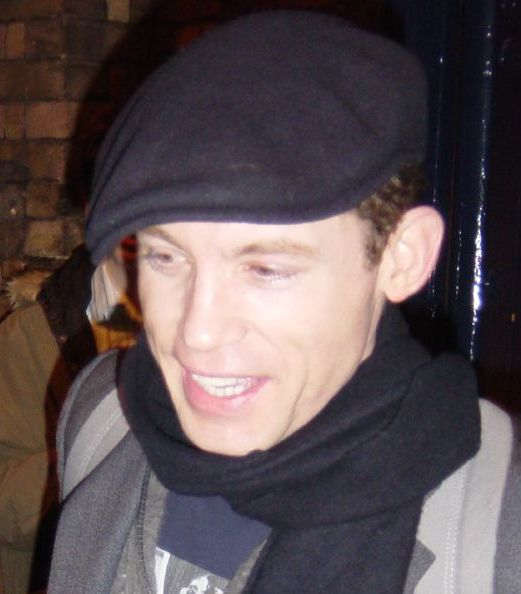
Lee Evans, 2004

Lady Christina de Souza (Michelle Ryan) begleitet den Doktor im Osterspecial 2009 Planet of the Dead (Folge 4.15). Von der Erde aus erhalten sie außerdem Unterstützung durch den wissenschaftlichen Berater der United Intelligence Taskforce, Dr. Malcolm Taylor (Lee Evans). Am Ende der Episode möchte sie mit ihm reisen, was vom Doktor in Erinnerung an all die Abschiede von seinen bisherigen Companions jedoch abgelehnt wird. Stattdessen befreit er die Diebin (sie stahl zu Beginn den Kelch des Athelstan im Wert von 18 Mio. Pfund aus der International Gallery London) mit seinem Schallschraubenzieher aus ihren Handschellen, überlässt ihr den immer noch flugfähigen Linienbus 200, lenkt die Polizisten ab und ermöglicht ihr so die Flucht.

#### Adelaide Brooke

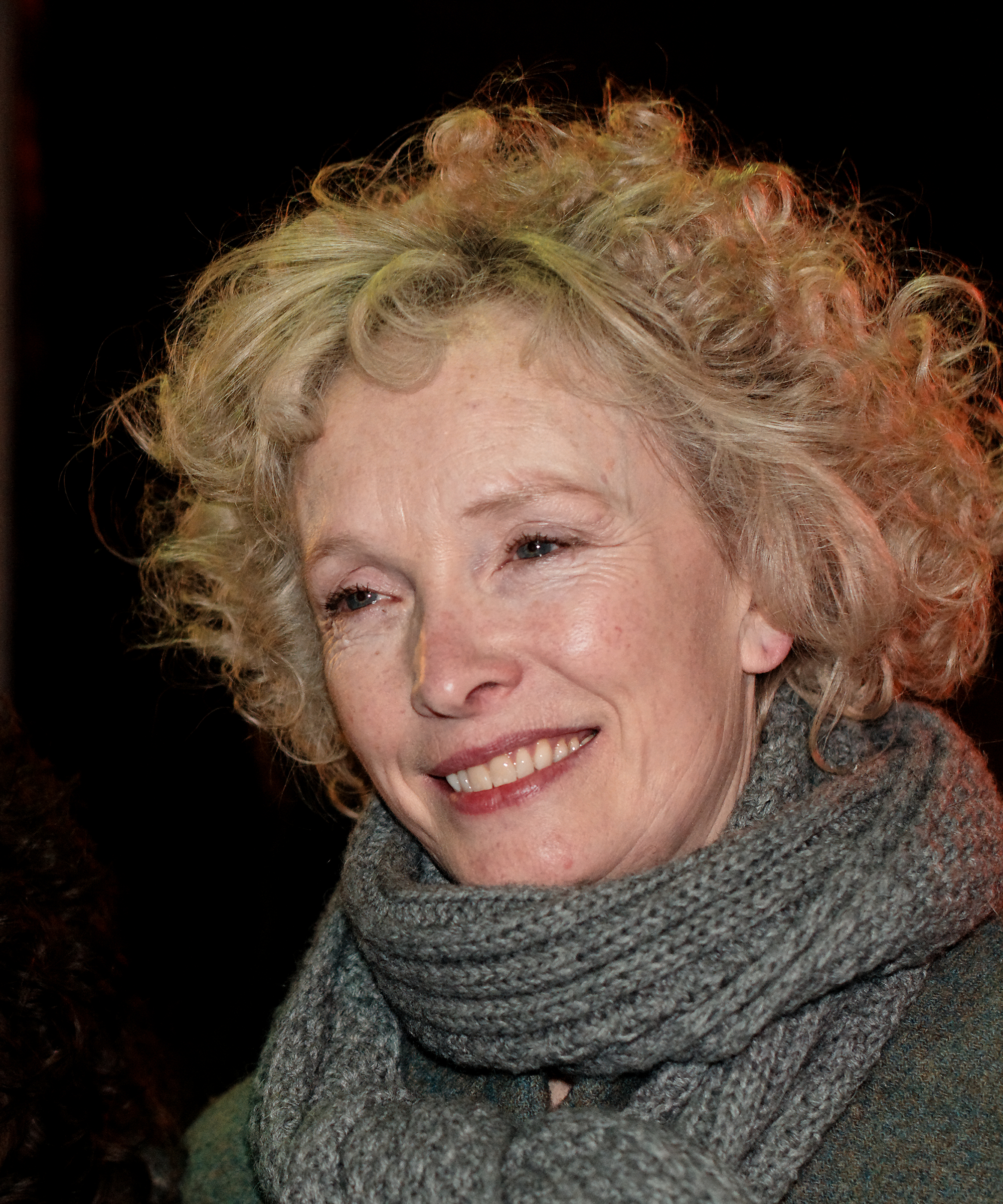
Lindsay Duncan, 2011

Adelaide Brooke (Lindsay Duncan) ist in Der rote Garten, dem Herbstspecial 2009, die Begleiterin des Doktors. Er rettet sie von der Marsstation, obwohl es vorherbestimmt ist, dass sie dort sterben soll. Um die Zukunft nicht noch weiter zu verändern, nimmt sie sich nach der sicheren Rückkehr auf die Erde das Leben.

#### Wilfred Mott

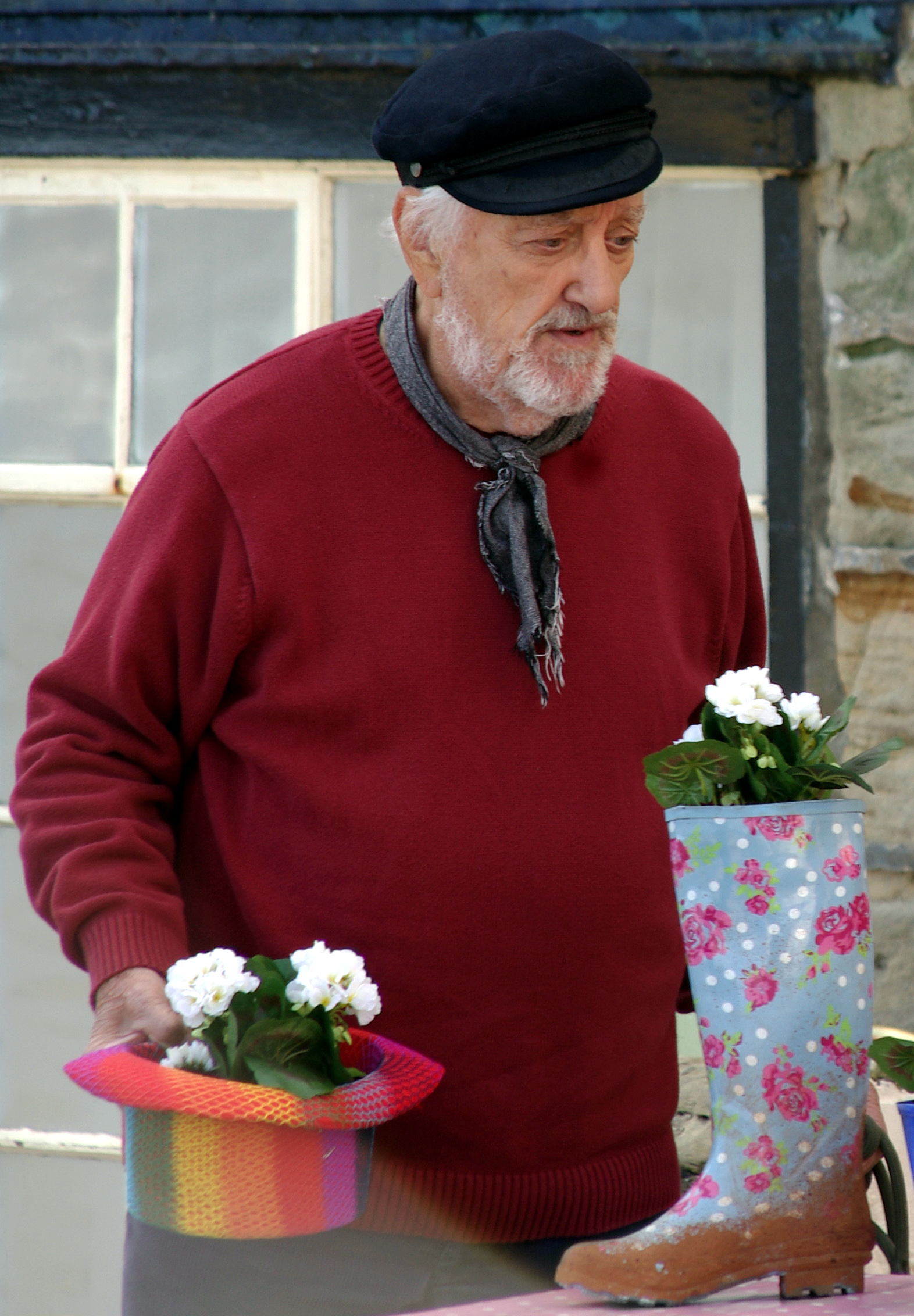
Bernard Cribbins, 2012

Wilfred Mott (Bernard Cribbins OBE), der Großvater von Donna Noble, begleitet den Doktor im Weihnachts- und Neujahrsspecial 2009 The End of Time (4.17 / 4.18) im Kampf gegen die Timelords Der Master (John Simm) und Rassilon (Timothy Dalton). Zuvor war er bereits im Weihnachtsspecial 2007 (Voyage of the Damned, 4.00) sowie den Folgen 4.01 Partners in Crime, 4.04 The Sontaran, 4.05 The Poison Sky und 4.13 Journey’s End in Kontakt mit dem Doktor gekommen. Außerdem gehörte Cribbins in den Folgen 4.11 Turn Left und 4.12 The Stolen Earth zur Besetzung, ohne dabei dem Doktor zu begegnen. Zum Ende von The End of Time sind beide Männer bereit, ihr Leben für den anderen zu opfern, was letztlich zur Regeneration vom zehnten zum elften Doktor führt. Wilfred tritt in den Specials Wild Blue Yonder und The Giggle wieder auf, wo er inzwischen an einen Rollstuhl gebunden ist und mit dem nun vierzehnten Doktor wiedervereint wird. Später ist er im Hintergrund zugange, als der Doktor mit Mel Bush zur Familie Noble zurückkehrt.
Cribbins starb 2022 nach den Dreharbeiten des Specials Wild Blue Yonder, welches seinen letzten Auftritt vor der Kamera darstellt. Sein Part in The Giggle wurde durch Stand-in-Doubles und Archivaufnahmen umgesetzt.

#### Amy Pond

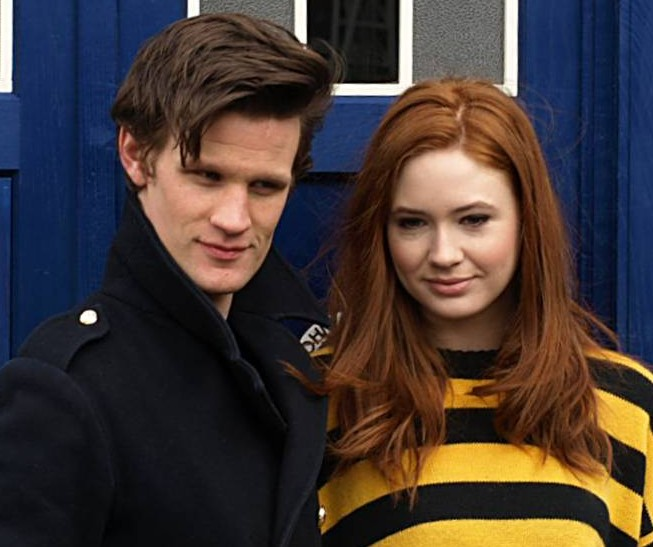
Karen Gillan als Amy Pond (2010–13) mit Matt Smith als 11. Doktor vor der TARDIS (März 2010)

Amy Pond (Karen Gillan), voller Name Amelia Jessica Pond, ist ab der fünften Staffel die vierte dauerhafte Begleiterin des (nun 11.) Doktors in der neuen Serie. Der Doktor trifft zunächst auf ihr siebenjähriges Ich. Als er in seiner beschädigten TARDIS nach dem Rechten sehen muss, verspricht er ihr, in fünf Minuten zurück zu sein. Immer noch etwas desorientiert von der kürzlichen Regeneration erscheint er jedoch erst nach zwölf Jahren wieder. Amy ist inzwischen scheinbar Polizistin und verhaftet den Doktor in ihrer Wohnung. Im folgenden Gespräch bemerkt sie, dass es sich um denselben Mann handelt, der sie zwölf Jahre zuvor in der Nacht verlassen hatte. Außerdem stellt sich heraus, dass es sich bei der Polizeiuniform nur um ein Kostüm handelt. Dann erlebt der Doktor mit Amy ein Abenteuer auf der Erde. Der Doktor nutzt noch einmal die TARDIS. Als zwei weitere Jahre vergangen sind, kommt er zurück und bietet ihr daraufhin an, ihn bei seinen Reisen zu begleiten. Sie besteht jedoch darauf, am Morgen nach ihrer Abreise wieder abgesetzt zu werden. Schon in der ersten Folge wird klar, dass sie am Vorabend ihrer Hochzeit mit Rory Williams abgereist sind und Amy daher pünktlich am Folgetag zu ihrer Hochzeit wieder da sein will. Sie fühlt sich jedoch zunehmend zum Doktor hingezogen und küsst ihn in der Folge 5.05 Flesh and Stone schließlich, worauf dieser jedoch nicht eingehen möchte. Stattdessen bemüht er sich in den anschließenden Folgen darum, ihre Beziehung zu ihrem Verlobten Rory wieder zu festigen, wozu er diesen in der TARDIS mitnimmt. Am Ende der fünften Staffel kommt es in der Folge 5.13 The Big Bang dann auch zur geplanten Hochzeit von Amy und Rory. Am Ende von Folge 6.01 The Impossible Astronaut teilt Amy dem Doktor mit, dass sie schwanger ist. Am Ende der Folge 6.02 Day of the Moon führt der Doktor einen Scan von Amy durch; das Ergebnis lässt jedoch nicht klar erkennen, ob Amy tatsächlich schwanger ist. Bisher reiste Amy in 27 Folgen mit dem Doktor. In der Folge 6.06 bekommt Amy ihr Kind Melody, das in der darauffolgenden Folge entführt wird. Es stellt sich heraus, dass Dr. River Song die erwachsene Tochter von Amy und Rory ist. In der Folge 7.01 The Asylum of the Daleks trennt sie sich von Rory, da sie davon ausgeht, dass Rory unbedingt Kinder bekommen will, sie aber nach dem, was mit ihrer Tochter Melody (Dr. River Song) geschehen ist, dazu nicht mehr in der Lage ist. Als sie von den Daleks zusammen mit dem Doktor und Rory auf einen Planeten mit verrückt gewordenen Daleks geschickt wird, werden sie erneut ein Paar. In der Folge 7.05 The Angels take Manhattan wird Amy schließlich mit Rory durch einen Weinenden Engel in der Vergangenheit gefangen. Dabei ergibt sich Amy freiwillig dem Engel, da Rory kurz zuvor in die Vergangenheit geschickt wurde – wo er nach einem langen Leben im Alter von 82 Jahren starb – und sie nicht ohne Rory leben möchte. Sie selbst starb mit 87 Jahren. Der Doktor kann die beiden danach nie wieder sehen, da der Tod von Rory ein Fixpunkt ist.

#### Rory Williams

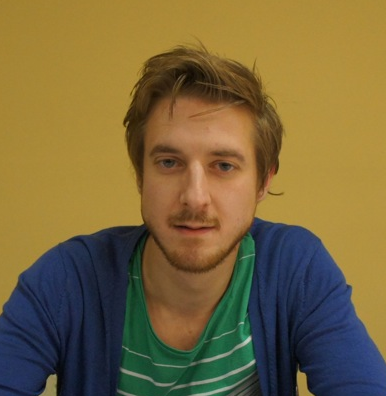
Arthur Darvill, 2010–12 Darsteller von Rory Williams (2011)

Rory Williams (Arthur Darvill) ist Krankenpfleger und der Verlobte von Amy Pond, die ab der fünften Staffel die vierte dauerhafte Begleiterin des Doktors ist. Er reiste in 25 Folgen (5.06–5.09, 5.12–5.13, 6.01–7.05 [Tod] und im Weihnachtsspecial 2011) mit dem Doktor und Amy und tauchte zuvor bereits in der Folge 5.01 The Eleventh Hour auf. In der Folge 5.09 Cold Blood wird er jedoch getötet und von einem Zeitriss absorbiert, der seine Existenz gänzlich aus der Zeit löscht. Als zeitreisende Anomalien behalten jedoch der Doktor und zum Teil auch Amy ihre Erinnerungen an ihn. So taucht er in der Folge 5.12 The Pandorica Opens als Auton erneut auf. Durch den „Reset“ des Universums in der Folge 5.13 The Big Bang wird letztendlich auch seine menschliche Existenz wiederhergestellt. So kommt es schließlich doch zur Hochzeit zwischen ihm und Amy Pond. Der Doktor bezeichnete ihn darauf als „Rory Pond“. Seit der Folge 6.06 hat er ein Kind mit Amy namens Melody Pond (Dr. River Song). In der Folge 7.05 The Angels take Manhattan stirbt Rory in der Vergangenheit nach einem langen Leben im Alter von 82 Jahren; da sein Tod ein Fixpunkt ist, schließt sich auch Amy daraufhin Rorys Leben in der Vergangenheit an, da sie ein Leben ohne ihn nicht aushält. Beide sterben nach einem langen Leben von über 80 Jahren (Rory 82, Amy 87) und ruhen zusammen auf einem Friedhof als "Rory Arthur Williams und seine geliebte Ehefrau Amelia Williams".

#### Clara Oswald

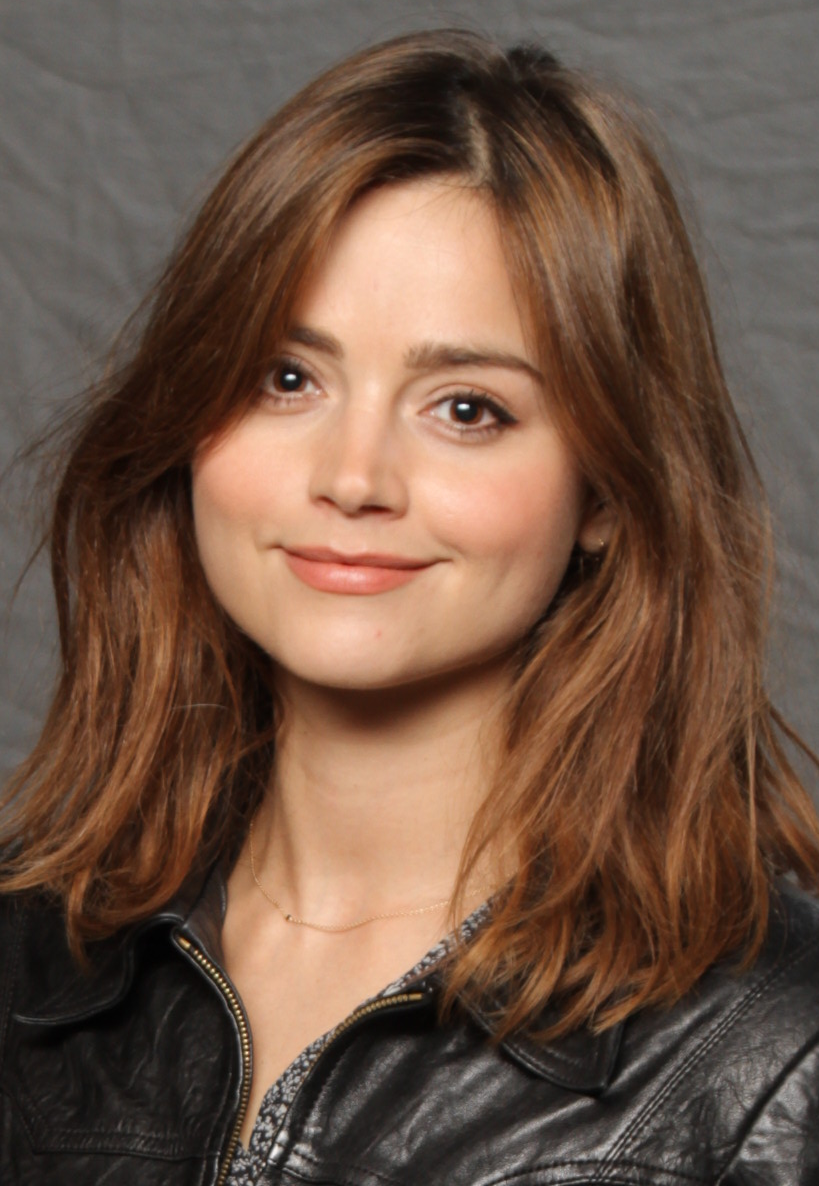
Jenna Coleman, 2012–15, 2017 Darstellerin von Clara Oswald (2016)

Clara Oswald (Jenna Coleman), voller Name Clara Oswin Oswald, lernt den Doktor in der Episode 7.01 kennen. Sie lebt scheinbar seit fast einem Jahr in ihrem abgestürzten Raumschiff auf dem Planeten, den die Daleks zu ihrer Irrenanstalt ernannt haben. Von dort aus hilft sie dem Doktor, Amy und Rory, indem sie sich in das Dalek-System hackt. Später stellt sich heraus, dass sie selbst in einen Dalek verwandelt wurde und nur noch in ihrer Fantasie in ihrem Raumschiff ist. Der Doktor muss sie also zurücklassen. Im Weihnachtsspecial 2012 trifft der Doktor ein weiteres Mal auf Clara, diesmal jedoch im Jahr 1892. Clara ist eine Gouvernante, die dem Doktor dabei hilft, das Geheimnis um den Schnee zu lüften. Am Ende der Folge wird sie dann aber von der Frau aus Eis in den Tod gestürzt. Erst jetzt erfährt der Doktor, wie sie hieß, und macht sich auf die Suche nach der geheimnisvollen Frau Clara. In der Folge The Bells Of Saint John (7.07) wird er fündig und schafft es diesmal, sie vor dem Tod zu bewahren. Sie begleitet den Doktor von nun an auf seinen Reisen. In der Episode The Name of the Doctor entschließt sich Clara, in den Zeitstrom des Doktors, in dessen Grab auf Trenzalore, zu treten, um die Große Intelligenz daran zu hindern, alle Erfolge des Doktors rückgängig zu machen. Dadurch werden auch ihre früheren Begegnungen mit dem Doktor erklärt. Daraufhin rettet der Doktor sie aus seinem Zeitstrom, wo sie zuvor noch auf die Inkarnation des Doktors treffen, die das Versprechen, das er mit der Wahl des Namens „Doktor“ gegeben hat, gebrochen hat. Im 50-Jahre-Special ist es dann auch Clara, die dem Doktor und seinen früheren Inkarnationen ins Gewissen redet und ihn daran hindert, seinen Heimatplaneten zu zerstören.
Clara erlebt die Regeneration des 11. Doktors in den 12. auf Trenzalore (Weihnachtsspecial 2013 The Time of the Doctor) mit, hat aber danach große Probleme, sich an die neue Inkarnation zu gewöhnen, zum einen wegen seines gealterten Aussehens, zum anderen wegen seiner neuen, gröberen Art, Probleme zu lösen, und seinen manchmal rücksichtslos erscheinenden Entscheidungen. So lässt er Clara in Kill the Moon allein auf dem Mond mit der Wahl zurück, eine empfindungsfähige Kreatur zu töten oder durch ihre Freilassung das Leben aller Erdbewohner aufs Spiel zu setzen. Situationen wie diese sorgen dafür, dass Clara sich zwischenzeitlich sogar vom Doktor abwendet. Inzwischen arbeitet sie als Lehrerin an der Coal Hill High School (derselben Schule, auf die Susan einst ging) und verliebt sich dort in ihren Kollegen Danny Pink. Der kommt bald darauf hinter das Geheimnis ihrer Reisen mit dem Doktor, duldet diese aber trotzdem, obwohl die Beziehung manchmal darunter leidet. Zu Beginn der Folge Dark Water stirbt Danny bei einem Autounfall, woraufhin Clara so weit geht, den Doktor zu erpressen, die Vergangenheit zu ändern. Schließlich kehrt Danny wie alle Toten als Cyberman auf die Erde zurück, als der in der Inkarnation von „Missy“ auftretende Master eine Armee aus den menschlichen Gräbern auferstehen lässt. Hierbei stellt sich auch heraus, dass Missy es war, die Clara mit dem 11. Doktor zusammengebracht hat (sie gab ihr seine Telefonnummer als Service-Helpline getarnt), damit sie auf ihn aufpasst. Da Danny nicht in sein altes Leben zurückkehren kann, hilft ihm Clara, seine Emotionen zu deaktivieren, woraufhin er mit der Kontrolle über alle Cybermen die Erde rettet und sich selbst vernichtet (Death in Heaven). Am Ende der Folge belügt Clara den Doktor, Danny sei noch am Leben und sie wolle jetzt bei ihm bleiben, woraufhin sie sich an der Tür der TARDIS von ihm verabschiedet. Am Ende des darauf folgenden Weihnachtsspecials und einer erneuten Begegnung mit Danny, der ihr sagt, dass sie leben solle, schließt sich Clara dem Doktor wieder an. Sie erlebt noch weitere Abenteuer mit ihm, bis sie in der Folge Face the raven durch ihr eigenes Mitgefühl und ihren verstärkten Wunsch, so zu sein wie der Doktor, den Tod findet. Sie überträgt den Countdown eines vermeintlichen Mörders bis zu seiner Hinrichtung auf sich, ohne zu wissen, dass dieser Vorgang nicht rückgängig gemacht werden kann. Da weder der Doktor noch „Me“ (ein vom Doktor unsterblich gemachtes Wikinger-Mädchen, ehemals Ashildr) eingreifen können, akzeptiert Clara ihr Schicksal und wird von einem rabenförmigen Schatten getötet. Doch nach seiner Rückkehr nach Gallifrey in Hell bent kann der Doktor mithilfe der Timelords Clara aus der letzten Sekunde ihres Lebens retten und sie so weiter leben lassen, allerdings ohne Puls und Atem. Anstatt sie, wie vereinbart, zurück zum Zeitpunkt ihres Todes zu bringen, entkommen beide mit einer gestohlenen TARDIS. Doch der Preis für Claras Leben ist, dass der Doktor seine Erinnerung an sie löschen muss. Darum erkennt er sie auch nicht mehr bei der letzten Begegnung in einem Lokal in Nevada, das in Wirklichkeit die zweite getarnte TARDIS ist. Während der Doktor zu seinem Schiff zurückkehrt, begeben sich Clara und „Me“ mit ihrer TARDIS auf ein eigenes Abenteuer. Kurz bevor der zwölfte Doktor schließlich regeneriert, erhält er seine Erinnerungen an Clara zurück, welche ihm daraufhin kurz erscheint und frohe Weihnachten wünscht.

#### Hirni
Hirni (engl. Handles) ist ein Cyberman-Kopf, den der Doktor auf dem Maldovarianischen Markt erworben hat. Durch Entfernen der humanoiden Teile nutzt der Doktor das logische Denken des Cyberman als interaktive Datenbank. Durch ein Verbindungsstück ist es ihm möglich, den Kopf auf die Kontrollkonsole der TARDIS zu stecken. Hirni ist in der Lage Funksignale zu entschlüsseln und einen Teleporter der TARDIS zu verwenden.

#### Die Paternostergang
Die Paternostergang ist ein meist im viktorianischen London ermittelndes Detektiv-Trio, bestehend aus der Silurianerin (auch Homo Reptilia) Madame Vastra (Neve McIntosh), ihrer menschlichen Ehefrau Jenny (Catrin Stewart) und dem Sontaraner Strax (Dan Starkey). Trotz der Feindschaft zwischen Silurianern, Sontaranern und dem Doktor stehen die Figuren durch zurückliegende Ereignisse in seiner Schuld. Sie treten zum ersten Mal in der Episode A good man goes to war bei Amys Rettung von Demons Run auf und lassen sich danach im London des 19. Jahrhunderts nieder, wo sie meist auf eigene Faust Fälle lösen. Den 11. Doktor unterstützen sie in den Folgen The Snowmen, The Crimson Horror und The Name of the Doctor und den 12. erstmals in Deep Breath. Ähnlich einem Medium besitzt die meist verschleierte Vastra tiefgehende geistige Fähigkeiten; sie und Jenny sind vor allem im Umgang mit dem Schwert erfahren, während Strax eher den tollpatschigen Part der Gruppe gibt, da er sowohl als hölzerner Butler des Hauses bei Besuch agiert als auch als gewaltverliebter, um sich schießender Militärstratege.

#### Nardole

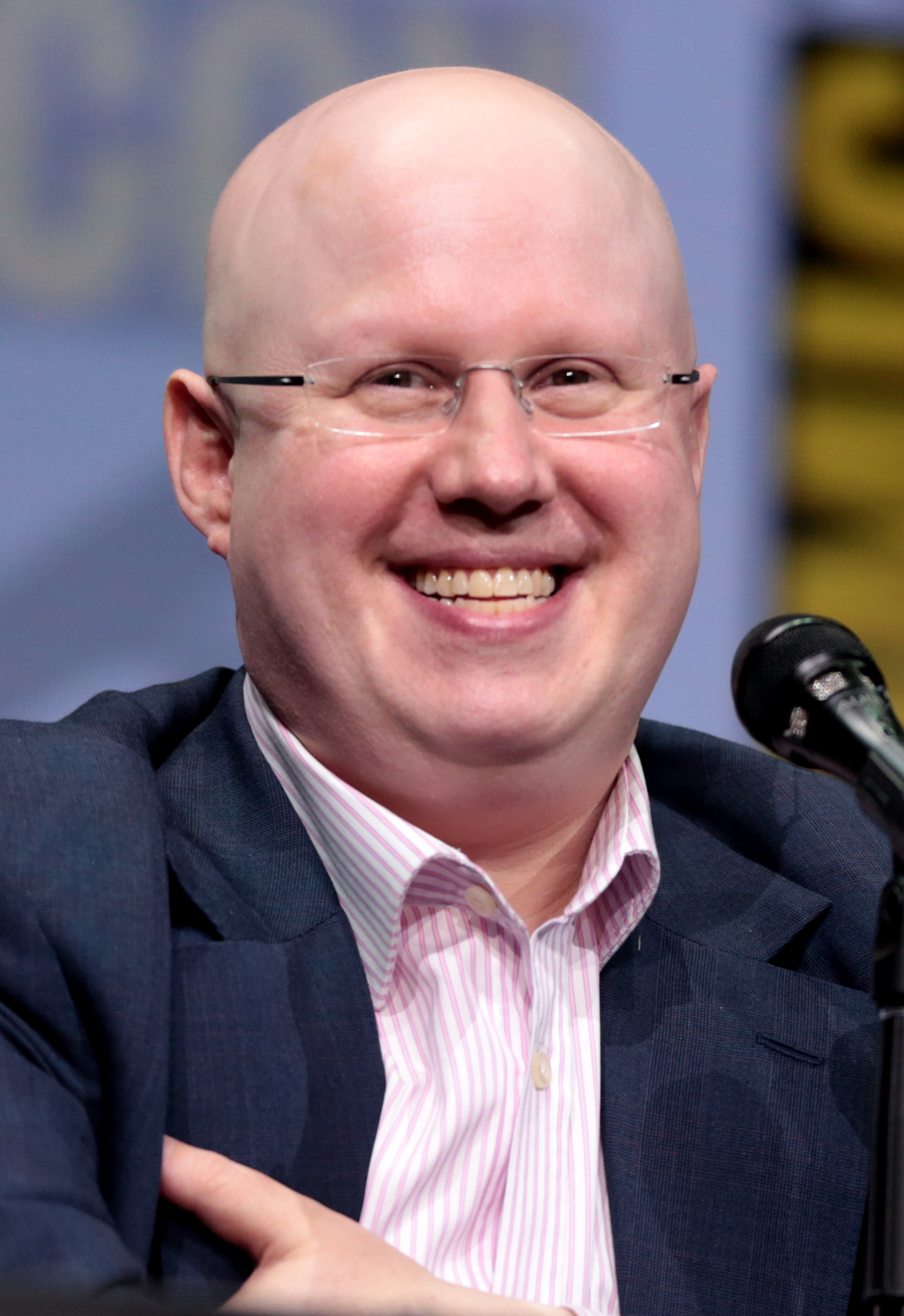
Matt Lucas, 2015–17 Darsteller von Nardole (2017)

Nardole (Matt Lucas) stammt aus dem 54. Jahrhundert von der Erdenkolonie Mendorax Dellora. Er begegnet dem Doktor im 2015er Weihnachtsspecial Besuch bei River Song zum ersten Mal. Er arbeitet zunächst als Assistent Rivers, ehe sein Kopf auf den Roboterkörper von König Hydroflax verpflanzt wird. Nach dessen Tod erlangt er die Kontrolle über ebendiesen und verbringt gemeinsam mit dem Doktor und River die 24 Jahre andauernde Nacht auf Darillium. Nach dieser Zeit erhält er einen neuen Roboterkörper, der seinem alten, menschlichen Körper entspricht. Vor Rivers Aufbruch in die Bibliothek, in der sie vor ihrem Tod auf den 10. Doktor trifft, erhält er von ihr den Auftrag, an der Seite des (12.) Doktors zu bleiben und über ihn zu wachen. Dabei hat er auch ihr Tagebuch erhalten. Er steht dem Doktor somit auch in seinem Exil auf der Erde bei, bei dem er über Missys Verlies, in dem sie nach ihrer missglückten Hinrichtung 1000 Jahre lang eingesperrt werden soll, wacht. Dabei ist er es, der es vehement ablehnt, dass der Doktor ab und an mit Bill die Erde verlässt, um durch Raum und Zeit zu reisen. Des Öfteren wird er auf einige ihrer Abenteuer – oft gegen seinen Willen – mitgenommen. Er verlässt den Doktor am Ende der zehnten Staffel, um eine Gruppe Menschen, die auf einem Raumschiff leben, vor den dort ebenfalls befindlichen Cybermen zu schützen. Schien sein Verhältnis zum Doktor bisher ambivalent, zeigt sich erst im Moment des Abschieds seine unabdingbare Loyalität, da Nardole ihn nur schweren Herzens zurücklässt, um allein die Cybermen aufzuhalten. Ein Wesen aus Glas mit dem Erscheinungsbild und den Erinnerungen von Nardole erscheint vor der Regeneration dem zwölften Doktor und verabschiedet sich mit Bill von ihm.

#### Bill Potts

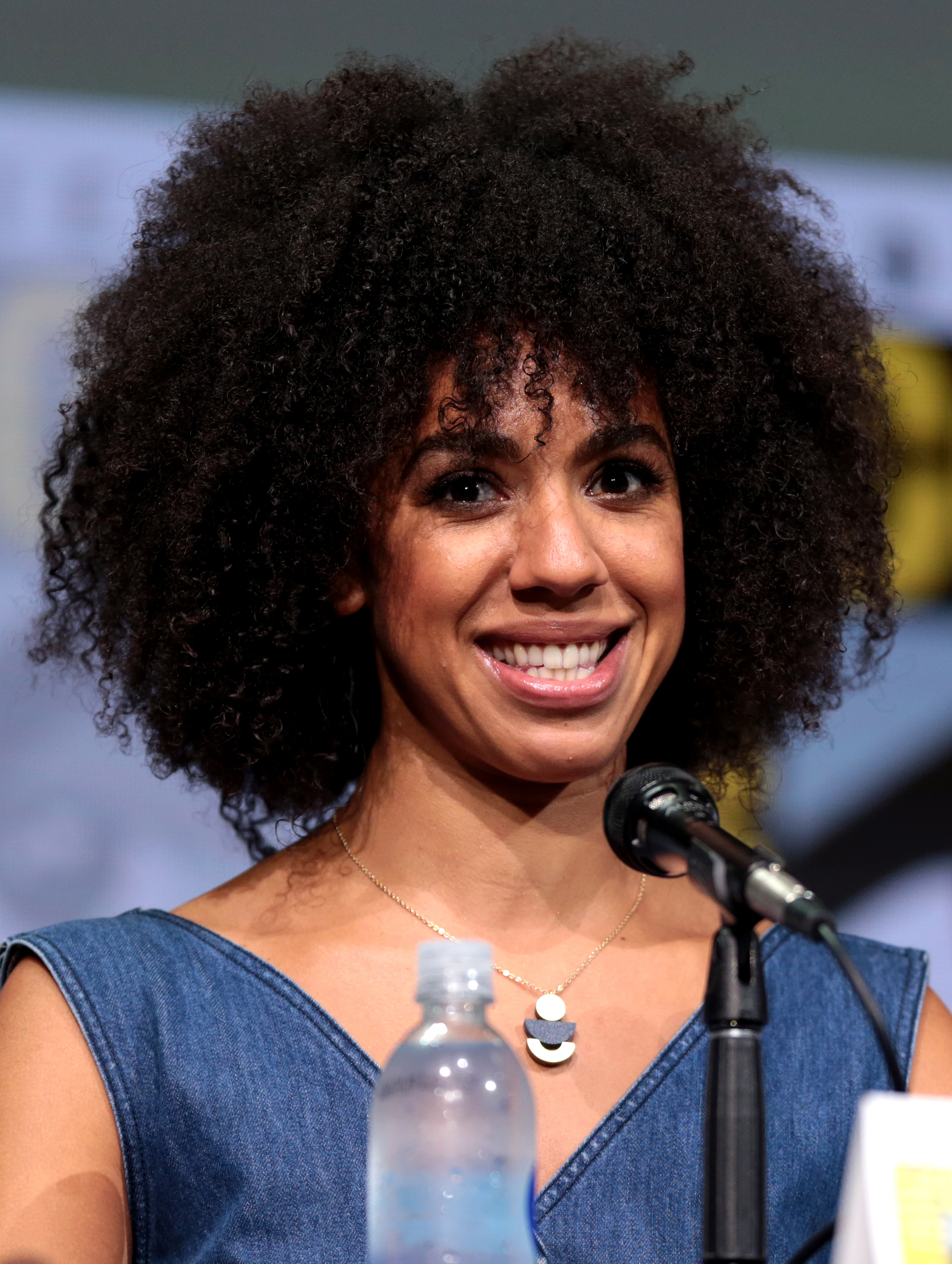
Pearl Mackie, 2017 Darstellerin von Bill Potts (2017)

Bill Potts (Pearl Mackie) ist ab Folge 10.01 neben Nardole die zweite feste Begleitung des Doktors. Sie arbeitet in der Mensa der Universität, in der der Doktor als Lehrkraft während seines Exils arbeitet. Sie besucht regelmäßig seine Vorlesungen, wodurch der Doktor auf sie aufmerksam wird. Er beginnt, ihr Privatunterricht zu geben, in dessen Verlauf er sich ihr als Timelord zu erkennen gibt. Er bietet ihr an, gemeinsam weitere Reisen zu unternehmen, was Nardole zunächst missfällt, da er befürchtet, seinen Schwur, über Missy zu wachen, aus den Augen zu verlieren. Während eines Weltraumspaziergangs rettet ihr der Doktor das Leben, was ihn allerdings erblinden lässt. Als die Mönche, eine Spezies von Welteneroberern, versuchen, die Herrschaft über die Erde erlangen, ist es Bill, die ihnen dazu die Erlaubnis erteilt, wenn sie dem Doktor sein Augenlicht wiedergeben. Nach mehreren Monaten unter der Herrschaft der Mönche, in denen sich der Doktor zur Tarnung den Mönchen angeschlossen hat, gelingt es ihr, Kontakt mit Nardole aufzunehmen, den Doktor wiederzutreffen und die Mönche mithilfe der reinen Vorstellung ihrer Mutter, die sie selbst nie kennengelernt hat, von der Erde zu vertreiben. Bei einem Versuch des Doktors, Missy wieder auf den rechten Pfad zu führen, wird sie schwer verwundet und in einen mondasischen Cyberman umgewandelt. Vom „Pilot“, einem Wasserwesen, das Bill bei ihrem ersten Abenteuer mit dem Doktor kennenlernte, wird sie aus der Rüstung befreit und in ihresgleichen verwandelt. Gemeinsam beginnen sie, durch das Universum zu wandern. Bill erlebt ein letztes Abenteuer mit dem zwölften Doktor in Form eines Wesens aus Glas mit ihren Erinnerungen sowie ihrem Erscheinungsbild. Obwohl der Doktor dem Wesen auf weite Strecken misstraut, wird er schließlich offener und verabschiedet sich später vor seiner Regeneration von "Bill" sowie Nardole.
Bill ist die erste offen homosexuelle Begleiterin in der Doctor-Who-Geschichte.

#### Graham O’Brien

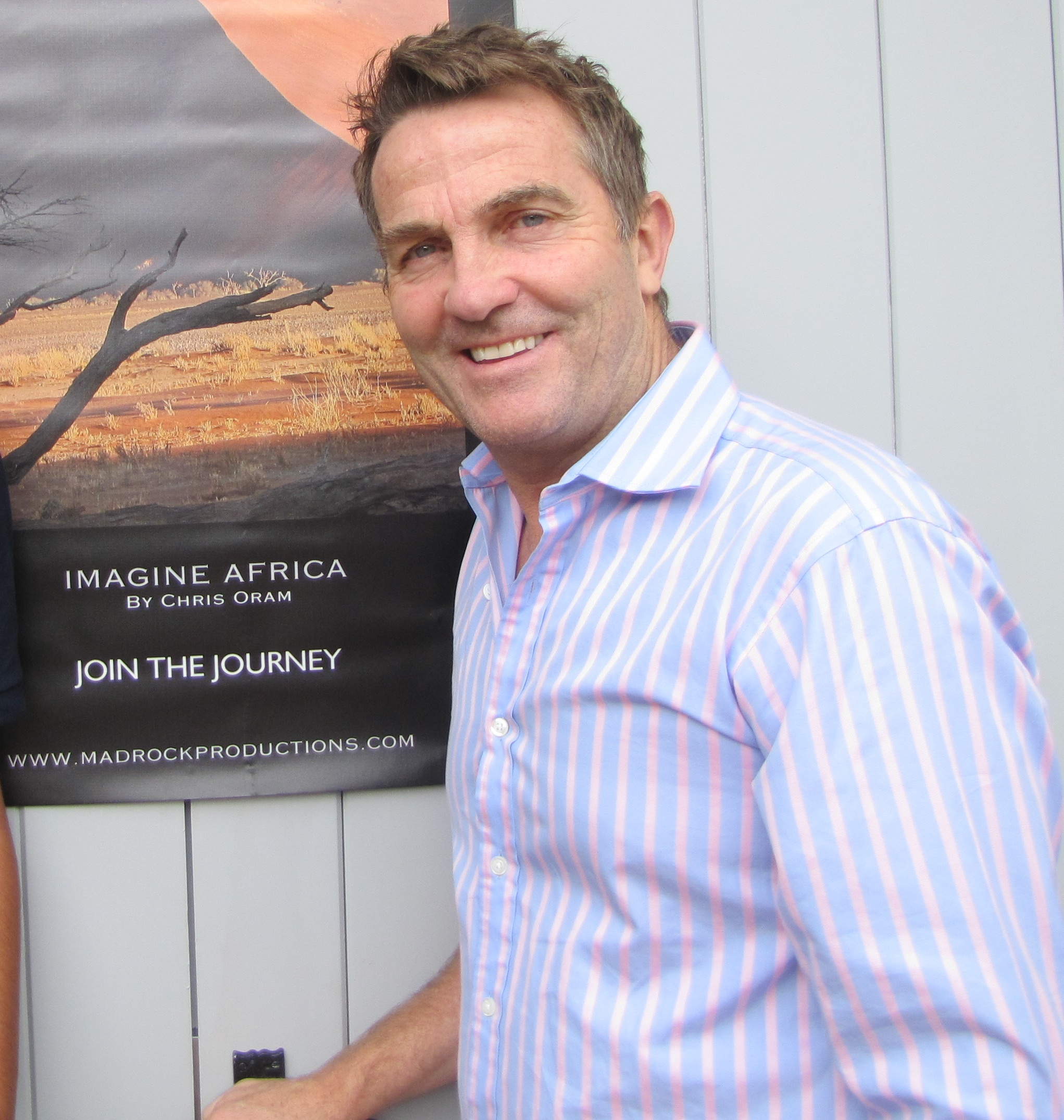
Bradley Walsh, Darsteller von Graham O’Brien (2012)

Graham O’Brien (Bradley Walsh) taucht zum ersten Mal in Episode 11.01 auf, wo er auf den frisch regenerierten dreizehnten Doktor trifft. Er ist Busfahrer in Sheffield, wo er mit seiner Frau Grace und ihrem Enkel Ryan Sinclair lebt. Sein Verhältnis zu Ryan ist angespannt, da ihn dieser nicht als seinen Großvater akzeptieren will, was Graham durchaus belastet. Nachdem seine Frau beim Kampf gegen den außerirdischen Menschenjäger Tim Shaw ums Leben kommt, schließt er sich gemeinsam mit Ryan und dessen alter Schulfreundin Yasmin Khan dem Doktor auf ihren Reisen an.
Am Ende des Neujahrsspecials 2021 "Die Revolution der Daleks" verlassen Graham und Ryan den Doktor und bleiben freiwillig auf der Erde. In der letzten Folge des dreizehnten Doktors, Die Macht des Doktors, hat Graham einen weiteren Auftritt. Nachdem er weiterhin Aktivitäten von Außerirdischen auf der Erde untersucht hat, trifft er im Inneren eines Vulkans auf Ace sowie im späteren Verlauf auf den Doktor, um ihn im Kampf gegen den Master zu unterstützen. Gemeinsam mit Yaz und Dan tritt er daraufhin einer Selbsthilfegruppe ehemaliger Companions bei, der neben Graham, Yaz und Dan auch Kate Stewart, Ace, Tegan, Jo Grant, Mel Bush und Ian Chesterton angehören.

#### Ryan Sinclair
Ryan Sinclair (Tosin Cole) tritt zum ersten Mal in Episode 11.01 auf. Ryan lebt mit seiner Großmutter Grace sowie ihrem Ehemann Graham O’Brien in Sheffield. Er leidet unter Dyspraxie, wodurch er auch in späterem Alter noch immer Probleme mit dem Fahrrad fahren hat. Als Graham ihm dies beibringen möchte, entdeckt er im Wald eine außerirdische Schote, was ihn, seine Großeltern und seine alte Schulfreundin Yasmin Khan in Kontakt mit dem frisch regenerierten dreizehnten Doktor und einem außerirdischen Menschenjäger namens Tim Shaw führt. Nachdem seine Großmutter beim Kampf gegen Shaw ums Leben kommt, schließen sich er, sowie Graham und Yasmin den Reisen des Doktors an.
Im Neujahrsspecial 2019 trifft Ryan auf seinen Vater Aaron, der seinen früh verlassen hat, nachdem Ryans Mutter an einem Herzinfarkt gestorben war. Aaron Sinclair will seinen Sohn davon überzeugen, dass er sich verändert habe und wieder eine Beziehung zu ihm aufbauen, was Ryan zunächst ablehnt. Am Ende der Folge vergibt er seinem Vater und die beiden gehen wieder getrennte Wege. Am Ende des Neujahrsspecials 2021 "Die Revolution der Daleks" verlassen Graham und Ryan den Doktor und bleiben freiwillig auf der Erde.

#### Yaz Khan

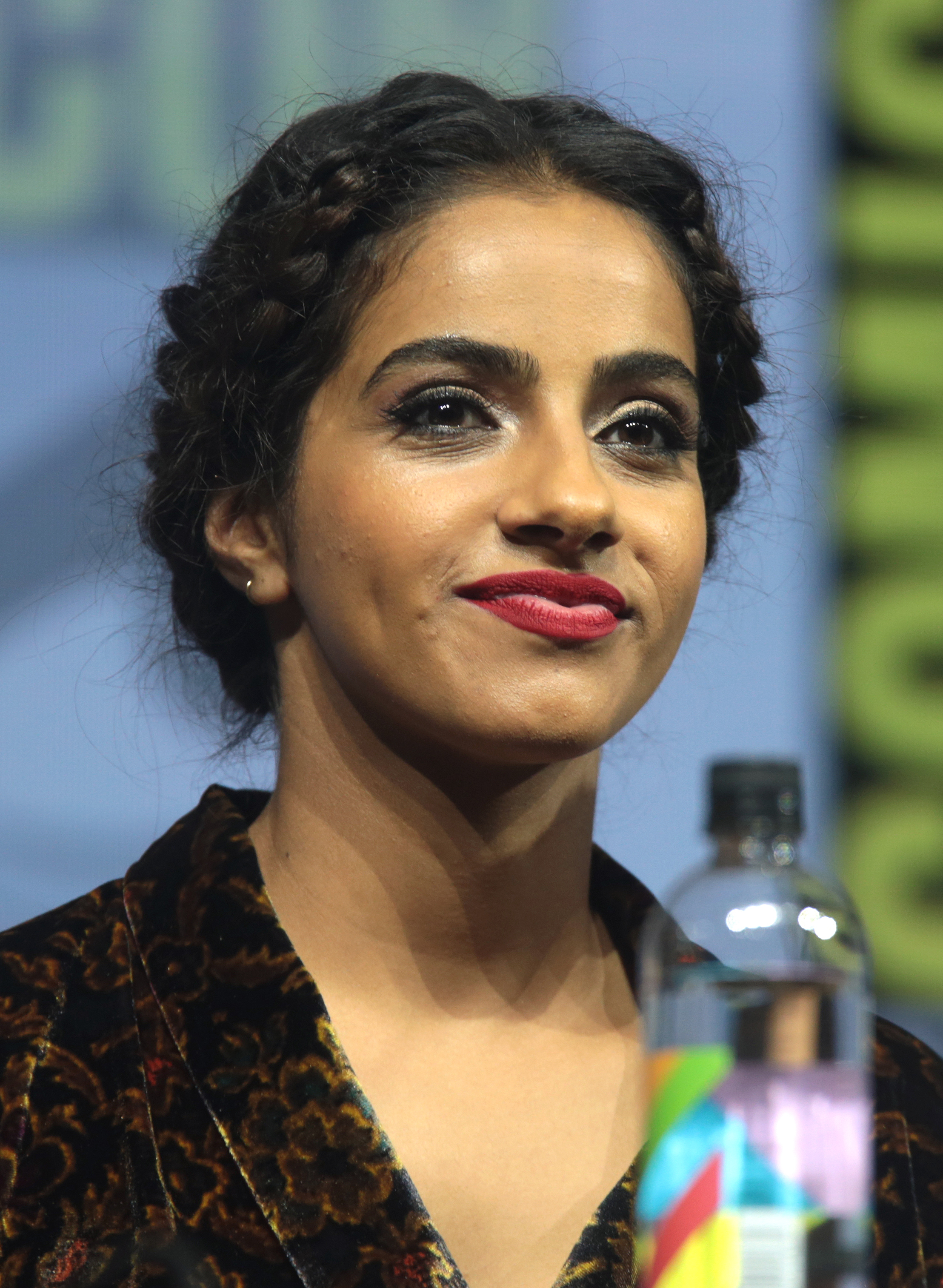
Mandip Gill, Darstellerin von Yasmin Khan (2018)

Yasmin „Yaz“ Khan (Mandip Gill) hatte ihren ersten Auftritt in Episode 11.01. Sie arbeitet bei der Polizei von Sheffield und trifft dort im Dienst nach langer Zeit ihren alten Schulfreund Ryan Sinclair wieder, als dieser eine außerirdische Schote entdeckt. Diese gehört zu einem außerirdischen Menschenjäger namens Tim Shaw. Durch dieses Ereignis trifft sie auf den frisch regenerierten dreizehnten Doktor, an deren Reisen sie sich anschließt, nachdem Ryans Großmutter Grace beim Kampf gegen Shaw ums Leben kommt. Bei einer Reise trifft sie auf ihre Großmutter als junge Frau am Tag vor ihrer Hochzeit.

### Davros
Davros, der Schöpfer der Daleks, ist ein Wissenschaftler vom Planeten Skaro und gehört dem menschlichen Volk der Kaleds an. Davros ist schwer behindert und ist auf seinen Lebenserhaltungsstuhl, der aussieht wie die untere Hälfte eines Daleks, angewiesen, ohne den er sofort sterben würde. Er besitzt ein drittes Auge an der Stirn, welches dem Ende des Stielauges der Daleks ähnelt. Auch ohne dieses Auge kann er sehen, seine vernarbten menschlichen Augen hält er allerdings fast immer fest verschlossen, das Öffnen bereitet ihm große Schmerzen. Er ist der Schöpfer der Daleks, die nichts anderes sind als eine mutierte Form eines Kaleds (Dalek ist ein Anagramm zu Kaled), der zusammen mit einem technischen Panzer zu einem neuen Lebewesen symbiotisiert wurde. Davros taucht in den Folgen 12.11-12.16 Genesis of the Daleks, 17.01-17.04 Destiny of the Daleks, 21.11-21.12 Resurrection of the Daleks, 23.12-23-13 Planet der Toten, 25.01-25.04 Die Hand des Omega, N 4.12-4.14 Die gestohlene Erde/Das Ende der Reise sowie in N 9.01-9.02 Der Zauberlehrling/Hexenkunst auf.

### Gesicht von Boe
Das Gesicht von Boe ist ein sehr langlebiges Einzelwesen, das erstmals im Jahre 5 Mrd. als ein in einem Glasbehälter lebender gigantischer Kopf auftritt (N 1.02, Das Ende der Welt). Es soll der letzte Überlebende seiner Spezies (bisher in noch keiner Folge gesehen), der Boekind, und Legenden zufolge mit vielen Millionen, vielleicht Milliarden Jahren eines der ältesten Wesen im Universum sein. Das Gesicht von Boe ist erneut in Folge N 2.01 (Die neue Erde) zu sehen. In einer Nachrichtensendung in Folge N 1.07 (Langzeitstrategie) wird berichtet, dass das Gesicht von Boe schwanger sei. In N 1.12 (Böser Wolf) ist ihm eine Quiz-Frage gewidmet.
In Folge N 3.13 (Der letzte Time Lord) erwähnt Captain Jack Harkness (ein Mensch aus dem 51. Jahrhundert), dass er von der Boeshane-Halbinsel stamme und früher „Gesicht von Boe“ genannt worden sei. Der Doktor und Martha ziehen daraus den Schluss, dass es sich bei beiden um dieselbe Person handelt. Ob Captain Jack wirklich mit dem Gesicht von Boe der Zukunft identisch ist, wird von den Produzenten der Serie bewusst offengelassen, aber es ist zumindest plausibel: Seit Jack Harkness in der Folge N 1.13 Getrennte Wege durch einen Nebeneffekt der heilenden Macht der TARDIS von den Toten auferweckt wurde, ist er praktisch unsterblich („ein Fixpunkt in Zeit und Raum“) und kann sogar Enthauptungen und die völlige Zerstörung seines Körpers überleben. Das Gesicht von Boe hat äußerlich nichts mehr mit den heutigen Menschen gemein, es handelt sich um einen riesigen Kopf mit Tentakeln, der inzwischen durch Telepathie kommunizieren kann und seine Lebensenergie über die Tentakel aus einer Flüssigkeit bezieht, die ihn umgibt. Da Captain Jack zwar langsam altert, aber im Gegensatz zu Ashildr nicht vergisst, gibt es die Theorie, sein menschlicher Körper habe sich im Laufe der Jahrmillionen langsam an ein stetig wachsendes Gehirn angepasst, es handele sich also im Grunde um eine Fortsetzung des evolutionär auf Kosten anderer Körperteile gewachsenen Schädels des Menschen. Fünf Milliarden Jahre in der Zukunft könnte er also derart gealtert sein, dass er sich zu dem gigantischen Gesicht, das in einem Glasbehälter lebt, entwickelt haben könnte. Da das Gesicht von Boe der einzige Mensch mit einer derart langen und einzigartigen Lebensspanne ist, ließe sich diese Evolutionsfortsetzung nicht auf die übrige Menschheit übertragen, welche auch im Jahr 5.000.000.000 noch eine dem heutigen Menschen ähnliche Schädelproportion hat (die Entwicklung eines größeren Gehirns war in der menschlichen Evolution stets begrenzt durch die Enge des Geburtskanals und die Notwendigkeit des Überlebens der Mutter; nur bei der körperinternen Evolution des Captain Jack fiele dieser Faktor endgültig weg).
In Folge N 3.03 (Festgefahren), im Jahr 5 000 000 053, stirbt das Gesicht von Boe schließlich an Altersschwäche, nachdem es seine verbleibende Lebenskraft für die Rettung der Bürger von New14 New York aufwandte. Mit seinem letzten Atemzug offenbart es dem Doktor wie prophezeit sein größtes Geheimnis: „You are not alone“ (YANA). Die Verknüpfung mit dem Handlungsstrang des Masters in Form des Professor Yana (N 3.11, Utopia) stärkt ebenfalls die These, das Gesicht von Boe sei der gealterte Captain Jack Harkness, denn nur er und Martha Jones waren bei der Offenbarung dieser Inkarnation des Masters anwesend. Stimmt die Theorie der Personalunion, wäre Harkness / das Gesicht von Boe zum Zeitpunkt seines Todes über 4,99 Milliarden Jahre alt und tatsächlich der letzte seines Volkes. Keine der vielfältigen Theorien über die Entwicklung des Gesicht von Boe wurde bislang seitens der BBC offiziell bestätigt.

### Nestene-Bewusstsein
Das Nestene-Bewusstsein ist ein Wesen, das seinen physischen Körper gänzlich abgelegt hat, um seine enorme Energie besser nutzen zu können. Ursprünglich ähnelt das Nestene mit seinen Tentakeln und seinem Auge einem Tintenfisch. Der Heimatplanet des Nestene wurde während des Ewigen Krieges zerstört, seitdem macht es den Doktor dafür verantwortlich. Das Nestene-Bewusstsein hat eine Affinität zu Plastik und lässt die sogenannten Autons herstellen, die sowohl wie einfache Schaufensterpuppen aussehen als auch realexistierenden Personen zum Verwechseln ähnlich sein können. Diese Autons kontrolliert das ansonsten körperlose Nesten, um seine Ziele durchsetzen zu können. Der Doktor trifft zum ersten Mal in der Folge 7.01-7.04 Spearhead from Space auf das Nestene-Bewusstsein. In 8.01-8.04 Terror of the Autons wird es vom Master erneut zum Leben erweckt, er konnte aber vom Doktor überzeugt werden, sich gegen das Nestene-Bewusstsein zu stellen, um eine Invasion der Autons zu verhindern. In N 1.01 Rose kehrt es auf die Erde zurück und versucht erneut die Erde zu übernehmen, was vom Doktor und Rose Tyler verhindert werden kann. In der Doppelfolge N 5.12/5.13 Die Pandorica/Der große Knall wird das Nestene-Bewusstsein erwähnt, taucht aber nicht persönlich, sondern nur in Form von Autons auf.